# Kalendarium inwazji Rosji na Ukrainę – maj 2024
| 2022        | 2023        | 2024        | 2025        |
| ----------- | ----------- | ----------- | ----------- |
| –           | styczeń     | styczeń     | styczeń     |
| luty        | luty        | luty        | luty        |
| marzec      | marzec      | marzec      | marzec      |
| kwiecień    | kwiecień    | kwiecień    | kwiecień    |
| maj         | maj         | maj         | maj         |
| czerwiec    | czerwiec    | czerwiec    | czerwiec    |
| lipiec      | lipiec      | lipiec      | lipiec      |
| sierpień    | sierpień    | sierpień    | sierpień    |
| wrzesień    | wrzesień    | wrzesień    | wrzesień    |
| październik | październik | październik | październik |
| listopad    | listopad    | listopad    | listopad    |
| grudzień    | grudzień    | grudzień    | grudzień    |

## Maj 2024

### 1 maja
W ciągu zeszłego tygodnia siły rosyjskie zajęły lub wkroczyły do sześciu wiosek na froncie wschodnim Ukrainy, demonstrując swoją wyższość pod względem ilości broni i personelu, podczas gdy Ukraina czekała na potrzebną amerykańską pomoc wojskową. Według Institute of the Study of War (ISW) rosyjskie wojsko przerzucało elementy 76 i 7 dywizji powietrznodesantowej z obwodu zaporoskiego w kierunku wschodniej Ukrainy, co prawdopodobnie wzmocni i zintensyfikuje trwające operacje ofensywne. Tymczasem siły rosyjskie poczyniły potwierdzone postępy w pobliżu Czasiw Jaru i Awdijiwki oraz na granicy obwodu donieckiego i zaporoskiego.
Sztab Generalny Ukrainy oświadczył, że kontynuowano utrzymywanie przyczółku w obwodzie chersońskim na lewym brzegu Dniepru, gdzie odparto dziewięć ataków. Rosja atakowała w kierunkach Kupiańska, Łymanu, Bachmutu, Awdijiwki, Nowopawłowska i Zaporoża, gdzie doszło do 121 starć. W ciągu doby wojska rosyjskie przeprowadziły pięć ataków rakietowych, 63 naloty i 72 ostrzały na pozycje ukraińskie i obszary zaludnione (odnotowano ofiary wśród cywilów i zniszczoną infrastrukturę). Ponad 120 miejscowości w dziewięciu obwodach znalazło się pod ostrzałem artyleryjskim. Lotnictwo i artyleria ukraińskie dokonały osiem ataków na miejsca koncentracji oraz punkt kontrolny i naziemną stację kontroli dronów.
Dwie osoby zginęły, a 13 zostało rannych, w tym dziecko w rosyjskim nalocie (z użyciem bomb lotniczych KAB) w Zołocziwie w obwodzie charkowskim. W wyniku ataku uszkodzone zostały budynki administracyjne, bank i ponad 20 samochodów, a jeden dom został zniszczony. Gubernator Wadym Fiłaszkin podał, że wojska rosyjskie zaatakowały za pomocą BM-27 Uragan miasto Hirnik w obwodzie donieckim, zabijając dwie osoby i raniąc sześć kolejnych. Gubernator Serhij Łysak oświadczył, że w Nikopolu czterech mieszkańców zostało rannych w wyniku ostrzału artyleryjskiego i ataku drona. Podczas ataku uszkodzonych zostało siedem domów prywatnych, sześć budynków gospodarczych, szkoła, boisko sportowe oraz kilka oddziałów szpitalnych i pogotowia ratunkowego. Wieczorem Rosjanie zaatakowali rakietami balistycznymi Odessę, w wyniku czego 14 osób zostało rannych. Zaatakowano sortownię i oddział Nowej Poszty, gdzie wybuchł ogromny pożar, który został ugaszony przez strażaków; ok. 900 przesyłek zostało uszkodzonych lub zniszczonych.
W Rosji gubernator Pawło Małkow stwierdził, że rafineria ropy naftowej należąca do Rosnieftu w obwodzie riazańskim została podpalona przez atak drona. Gubernator obwodu woroneskiego Aleksandr Gusiew podał, że nad przedmieściami Woroneża zestrzelono drona. Kolejne drony uszkodziły infrastrukturę energetyczną w obwodach kurskim i orłowskim. Ukraińskie Siły Specjalne poinformowały, że przy użyciu dronów unieszkodliwiły dwa rosyjskie systemy rakietowe Buk w obwodzie sumskim. Podczas ukraińskiego ataku na poligon w pobliżu wsi Rohowe (ok. 80 km od linii frontu) w obwodzie ługańskim zginęło kilku rosyjskich żołnierzy, a sprzęt uległ zniszczeniu. Według doniesień użyto trzech rakiet ATACMS lub Tochka-U z amunicję kasetową.
Szef jednostki ds. cyberbezpieczeństwa SBU, Illia Witiuk, został zwolniony przez prezydent Zełenskiego w następstwie śledztwa dziennikarskiego w sprawie podejrzanych działań finansowych żony podczas jego urzędowania oraz prób nękania dziennikarzy przez personel SBU.
Według rządu USA siły rosyjskie wielokrotnie używały na Ukrainie różnych gazów drażniących, w tym chemicznej chloropikryny. Wobec tego Rosja naruszyłaby zatem Konwencję o zakazie broni chemicznej, której jest członkiem. Dzień później Ministerstwo Spraw Zagranicznych Ukrainy z zadowoleniem przyjęło decyzję Stanów Zjednoczonych, która wprowadziła dodatkowe sankcje wobec Rosji, nakładając ograniczenia dotyczące użycia broni chemicznej.
Rząd rosyjski zorganizował wystawę w Parku Zwycięstwa w Moskwie, na której zaprezentowano sprzęt z krajów NATO przejęty przez armię rosyjską podczas „specjalnej operacji wojskowej” na Ukrainie, w tym 31 pojazdów wyprodukowanych przez 12 krajów Sojuszu, w tym m.in. niemiecki czołg Leopard 2A6 czy amerykański czołg M1 Abrams.

### 2 maja
Ministerstwo Obrony Rosji stwierdziło, że wojska rosyjskie zajęły wieś Berdyczi niedaleko Awdijiwki. Rzecznik ukraińskiego Zgrupowania „Chortycja” Nazar Wołoszyn powiedział, że Rosja próbowała przedrzeć się przez wschodnią linię obrony Ukrainy na trzech kierunkach, od strony Bachmutu, Awdijiwki i Nowopawłowska. Stwierdził także, że wojska rosyjskie w dalszym ciągu atakowały Czasiw Jar i pobliskie miejscowości w obwodzie donieckim w ramach „wielkiej bitwy” o kontrolę nad szlakami logistycznymi. Dowódca ukraińskich sił lądowych Ołeksandr Pawluk stwierdził, że celem Rosji na 2024 rok jest całkowite zajęcie obwodów donieckiego, ługańskiego i zaporoskiego. W opinii ISW siły rosyjskie poczyniły potwierdzone postępy na zachód od Awdijiwki.
Zastępca szefa wywiadu ukraińskiego generał major Wadym Skibicki w wywiadzie dla The Economist określił, że maj może być trudny dla Ukraińców. Skibicki wyraził opinię, że nie widzi możliwości wygrania wojny przez Ukrainę na polu bitwy. Nawet gdy siły ukraińskie zepchnęły Rosjan z powrotem do granic kraju, nie przerwałoby to wojny. Według generała takie wojny mogą zakończyć się jedynie traktatami. Skibicki dodał, że konstruktywne negocjacje mogą rozpocząć się nie wcześniej niż w drugiej połowie 2025 roku. Powiedział także, że to tylko „kwestia czasu”, gdy walczący Czasiw Jar zostanie zajęty w podobny sposób jak Awdijiwka, dodając, że: „Oczywiście nie dziś ani jutro, ale wszystko w zależności od naszych rezerw i zaopatrzenia”. Stwierdził również, że pierwszym celem Rosji będzie zajęcie reszty obwodów donieckiego i ługańskiego, a następnie prawdopodobnie przygotowuje się do ofensywy wokół północno-wschodnich obwodów sumskiego i charkowskiego. Według Skibickiego rosyjskie Zgrupowanie wokół obwodu charkowskiego liczyło ok. 35 tys. żołnierzy, ale mogło wzrosnąć do 50–70 tys. Przyznał także, że sytuacja kadrowa Ukrainy nieco się poprawiła od grudnia 2023 roku, ale stwierdził, że sytuacja nadzwyczajna jeszcze się nie skończyła.
Ukraiński SG podał, że kontynuowano utrzymywanie przyczółku w obwodzie chersońskim na lewym brzegu Dniepru, gdzie odparto osiem ataków. Rosja atakowała w kierunkach Kupiańska, Łymanu, Bachmutu, Awdijiwki, Nowopawłowska i Zaporoża, gdzie doszło do 134 starć. W ciągu 24h wojska rosyjskie przeprowadziły trzy ataki rakietowe, 70 nalotów i 116 ostrzałów na pozycje ukraińskie i obszary zaludnione (odnotowano ofiary wśród cywilów i zniszczoną infrastrukturę). Ponad 120 miejscowości w dziewięciu obwodach znalazło się pod ostrzałem artyleryjskim. Lotnictwo ukraińskie dokonało 11 nalotów na miejsca koncentracji i jednego na przeciwlotniczy kompleks rakietowy, z kolei artyleria uderzyła w dwa magazyny amunicji, system przeciwlotniczy, dwie jednostki artylerii i przeciwlotniczy zestaw rakietowy. Według prezydenta Wołodymyra Zełenskiego Rosja użyła w atakach na Ukrainę w kwietniu 2024 roku ponad 300 rakiet, ok. 300 dronów Shahed 136/131 i ponad 3200 bomb lotniczych.
Lokalne władze poinformowały, że siły rosyjskie zaatakowały wsie Nowoosynowe i Memryk w obwodach charkowskim i donieckim, zabijając trzy osoby, w tym 12-letnie dziecko i raniąc dwie kolejne. Gubernator Wadym Fiłaszkin powiedział, że rosyjskie rakiety Grad uszkodziły siedem domów w Memryku w rejonie pokrowskim. Co najmniej osiem osób, w tym siedmioro dzieci, zostało rannych w wyniku rosyjskiego nalotu na Dergacze w obwodzie charkowskim. Gubernator Wadym Fiłaszkin stwierdził, że w ciągu ostatniej doby obwód doniecki został ostrzelany za pomocą artylerii, rakiet i lotnictwa 1967 razy, w wyniku czego zginęło co najmniej czterech cywilów, a ośmiu zostało rannych. Minister spraw zagranicznych Dmytro Kułeba powiedział, że Rosja uszkodziła połowę ukraińskiego systemu energetycznego. Ministerstwo Kultury Ukrainy podało, że według stanu na 25 kwietnia 2024 roku wojna z Rosją spowodowała zniszczenie 1987 obiektów kulturalnych, z czego 324 zostały całkowicie zniszczone.
Rosyjskie Ministerstwo Obrony podało, że ok. 18.30 czasu lokalnego obrona przeciwlotnicza zestrzeliła ukraińskiego drona nad okupowanym Krymem. Most Krymski został zamknięty dla ruchu, a w jednostkach wojskowych w Sewastopolu włączyła się syrena.
Brytyjski minister spraw zagranicznych David Cameron podczas swojej wizyty w Kijowie stwierdził, że „Ukraina ma prawo użyć brytyjskiej broni do uderzenia w cele na terytorium Rosji” oraz potwierdził przekazanie pakietu pomocy wojskowej dla Ukrainy w wysokości 36 mln funtów, obejmującego: bomby precyzyjne, rakiety dla obrony przeciwlotniczej i sprzęt dla 100 mobilnych grup ogniowych. Prezydent Francji Emmanuel Macron powiedział, że jeśli Rosja dokona przełomu na linii frontu lub Ukraina się o to zwróci, rozważy wysłanie wojsk na Ukrainę, ale wówczas nie było takiej potrzeby.
Amerykańska agencja Bloomberg podała, że wielu Rosjan, którzy wyjechali po rosyjskiej inwazji na Ukrainę w 2022 roku, borykało się z takimi problemami, jak odmowa przedłużenia pozwolenia na pobyt, trudności w przenoszeniu pracy i środków za granicę oraz ograniczona liczba kierunków, do których mogli się udać. Ok. 40–45% zainteresowanych osób ostatecznie zdecydowało się na powrót do Rosji.

### 3 maja

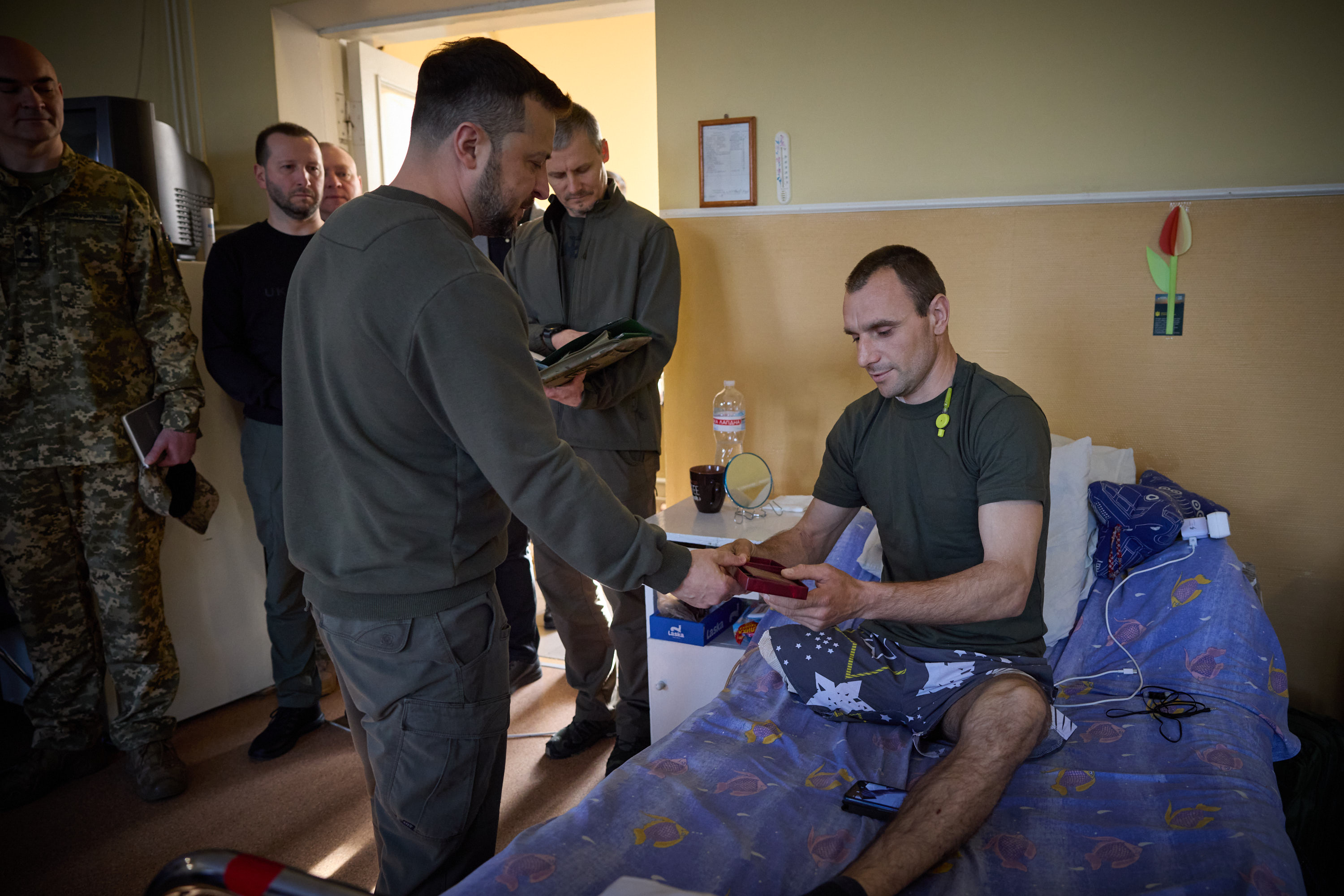
Prezydent Zełenski podczas swojej wizyty roboczej odwiedził szpital w Chmielnickim, który zapewnia specjalistyczną opiekę żołnierzom ukraińskim.

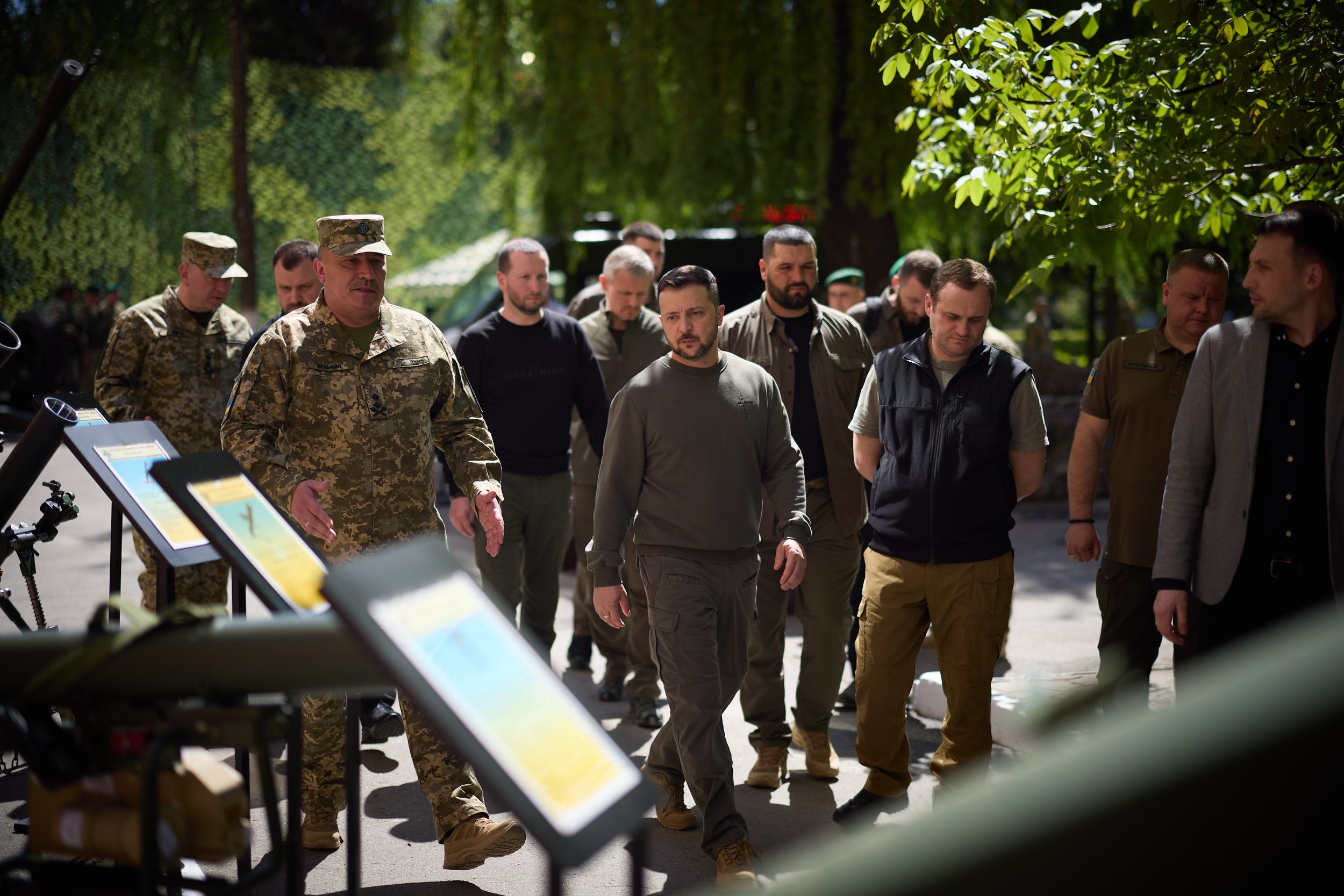
Podczas swojej wizyty roboczej w obwodzie chmielnickim prezydent Zełenski spotkał się z funkcjonariuszami straży granicznej i wręczył im nagrody. Złożył im także gratulacje z okazji obchodzonego w tym tygodniu na Ukrainie Dnia Służby Granicznej Państwowej.

Według ISW pierwsze dostawy amerykańskiej pomocy wojskowej dotarły na Ukrainę na początku tego tygodnia, chociaż prawdopodobnie minie kilka dodatkowych tygodni, zanim zachodnia broń i amunicja dotrą w dużej ilości na obszary frontu. Tymczasem wojska rosyjskie zrobiły nieznaczne postępy się w pobliżu Kupiańska, Awdijiwki i Doniecka. Minister obrony Rosji Siergiej Szojgu powiedział, że w 2024 roku armia rosyjska zajęła obszar o powierzchni 547 km², będący częścią czterech obwodów zaanektowanych przez Rosję we wrześniu 2022 roku.
Sztab Ukrainy poinformował, że kontynuowano utrzymywanie przyczółku w obwodzie chersońskim na lewym brzegu Dniepru, gdzie odparto 11 ataków. Rosja atakowała w kierunkach Kupiańska, Łymanu, Bachmutu, Awdijiwki, Nowopawłowska i Zaporoża, gdzie doszło do 119 starć. W ciągu dnia wojska rosyjskie przeprowadziły pięć ataków rakietowych, 105 nalotów i 91 ostrzałów na pozycje ukraińskie i obszary zaludnione (odnotowano ofiary wśród cywilów i zniszczoną infrastrukturę). Ponad 110 miejscowości w dziewięciu obwodach znalazło się pod ostrzałem artyleryjskim. Lotnictwo ukraińskie dokonało 13 nalotów na miejsca koncentracji i trzech na punkty kontrolne, z kolei artyleria uderzyła w punkt kontrolny i dwie jednostki artylerii. Dowódca ukraińskich sił lądowych generał Ołeksandr Pawluk oszacował, że na okupowanych terytoriach Ukrainy znajdowała się od 510 tys. do 513 tys. żołnierzy rosyjskich, z których 25–30 tys. miesięcznie ginęło lub zostało rannych. Armia ukraińska poinformowała, że „w ciągu ostatniego miesiąca siły rosyjskie użyły «amunicji zawierającej niebezpieczne substancje chemiczne» 444 razy”.
Ukraińska Prokuratura Okręgowa podała, że w rosyjskich atakach na Kurachowe i Czasiw Jar oraz wieś Netajłowe w obwodzie donieckim zginęły trzy osoby, a pięć zostało rannych. Mer Ihor Terechow powiedział, że ok. 14:00 czasu lokalnego siły rosyjskie zaatakowały centrum Charkowa bombami szybującymi, uderzając w budynki mieszkalne w rejonie chołodnohirskim, zabijając 82-letnią kobietę i raniąc kolejne dwie osoby. W wyniku ataku zniszczono kilka budynków, a ludzie zostali uwięzieni pod gruzami.
Gubernator Wiaczesław Gładkow poinformował, że dwie osoby zostały ranne oraz uszkodzono stację benzynową w wyniku ukraińskich ataków dronów na Woznesenowkę i Szebiekino w obwodzie biełgorodzkim. Ministerstwo Obrony Rosji poinformowało, że w ciągu nocy przechwycono pięć dronów nad obwodem biełgorodzkim i jeden nad Krymem. Ukraińskie media podały, że wywiad ukraiński przeprowadził cyberatak na dostawców internetu i operatorów komórkowych w Tatarstanie, gdzie głównym celem była strefa ekonomiczna w Jełabudze.
Stany Zjednoczone ogłosiły plany zakupu dla Ukrainy nowych czujników dla JDAM-ER, których zadaniem było lokalizowanie i niszczenie rosyjskich zakłócaczy GPS.
Według eksperta ds. Europy Wschodniej, polityki bezpieczeństwa i strategii wojskowych ECFR, Gustava C. Gressela, siły rosyjskie rozmieszczały wówczas większość jednostek w pobliżu Czasiw Jaru. Inne gorące punkty to odcinki w pobliżu Oczeretynego i Wuhłedaru. Zapytany o niedawne błędy operacyjne armii ukrainkiej, takie jak utrata kilku helikopterów i wysłanie do walki jednostek bez personelu, Gressel wyjaśnił, że przyczyną błędów było zmęczenie i braki kadrowe w jednostkach, które jeszcze bardziej pogłębiły się ze względu brak zasobów. Istniały także „niezwykle duże różnice w osiągach” pomiędzy ukraińskimi jednostkami. Według Gressela Siły Powietrzne Ukrainy, które są „już bardzo wyeksploatowane (...), do realizacji swoich zadań potrzebowały wówczas 80 myśliwców”. Obiecano jednak, że do 2025 roku będzie ich zaledwie 40. Francja wysłała już na Ukrainę wszystkie produkowane przez siebie systemy przeciwlotnicze. Problem w tym, że produkcja jest „znacznie niższa od rzeczywistego popytu na froncie”. Innym problemem było to, że wykorzystywane przez Ukrainę rakiety balistyczne (ATACMS) były skutecznie zakłócane przez rosyjskie urządzenia zakłócające GPS, dlatego Ukraina przeszła na ATACMS z amunicją kasetową. Bez amunicji kasetowej, którą Ukraina otrzymywała od USA i która dzięki postępowi technicznemu niekoniecznie pozostawia po sobie żywych i niewybuchy, „sytuacja na froncie byłaby znacznie gorsza”.
Minister spraw zagranicznych Stéphane Séjourné oświadczył, że Francja oszacowała, że od czasu inwazji Rosji na Ukrainę zginęło 150 tys. rosyjskich żołnierzy, a całkowite straty rosyjskie, łącznie z rannymi, wynosiły 500 tys. wojskowych.

### 4 maja
Według ISW siły rosyjskie poczyniły znaczący postęp taktyczny na północny zachód od Awdijiwki w pobliżu Archanhelśkego w nocy z 3 na 4 maja, prawdopodobnie w następstwie decyzji Ukrainy o wycofaniu się z tego obszaru. Tymczasem wojska rosyjskie zrobiły potwierdzone postępy w okolicy Awdijiwki i Doniecka oraz na granicy obwodu donieckiego i zaporoskiego.
Ukraiński SG podał, że kontynuowano utrzymywanie przyczółku w obwodzie chersońskim na lewym brzegu Dniepru, gdzie odparto 10 ataków. Rosja atakowała w kierunkach Kupiańska, Łymanu, Bachmutu, Awdijiwki, Nowopawłowska i Zaporoża, gdzie doszło do 95 starć. W ciągu doby wojska rosyjskie przeprowadziły pięć ataków rakietowych, 69 nalotów i 74 ostrzały na pozycje ukraińskie i obszary zaludnione (odnotowano ofiary wśród cywilów i zniszczoną infrastrukturę). Ponad 110 miejscowości w dziewięciu obwodach znalazło się pod ostrzałem artyleryjskim. Lotnictwo ukraińskie dokonało siedem nalotów na miejsca koncentracji, trzech na punkty kontrolne, trzech na kompleksy rakiet przeciwlotniczych i jednego na skład amunicji, z kolei artyleria uderzyła w punkt kontrolny, obszar koncentracji i stację radarową.
Dowódca Sił Powietrznych Ukrainy generał Mykoła Ołeszczuk poinformował, że w godzinach nocnych Rosjanie zaatakowali Ukrainę za pomocą rakiet kierowanych S-300 i 13 dronów Shahed 136/131, wystrzelonych z obwodu biełgorodzkiego. Ukraińska obrona przeciwlotnicza i  mobilne grupy ogniowe zniszczyły wszystkie drony w obwodach charkowskim i dniepropetrowskim. Mer Charkowa Ihor Terechow podał, że w wyniku ataku dronów na infrastrukturę cywilną w rejonie osnowańskim wybuchł pożar, a co najmniej cztery osoby zostały ranne, w tym dziecko. Gubernator Ołeh Siniehubow powiedział, że po południu armia rosyjska przeprowadziła ataki rakietowe na prywatne przedsiębiorstwa w Charkowie, raniąc co najmniej sześciu cywilów. Gubernator Ołeh Kiper stwierdził, że siły rosyjskie użyła rakiet do ataku na Odessę, raniąc co najmniej trzech cywilów.
Ukraiński ruch oporu „Atesz” podał, że w okupowanym Mariupolu w „tajemniczy sposób” zginęło 10 rosyjskich żołnierzy. Prezydent Zełenski podał, że 110 Oddzielna Brygada Zmechanizowana zestrzeliła rosyjski myśliwiec Su-25 nad obwodem donieckim. Ministerstwo Obrony Rosji poinformowało, że obrona przeciwlotnicza rzekomo zestrzeliła wszystkie cztery rakiety ATACMS nad Krymem.
Rosyjskie  Ministerstwo Spraw Wewnętrznych umieściło prezydenta Wołodymyra Zełenskiego, dowódcę sił lądowych Ukrainy generała Ołeksandra Pawluka oraz byłego prezydenta Petro Poroszenkę na swojej liście poszukiwanych przestępców.

### 5 maja

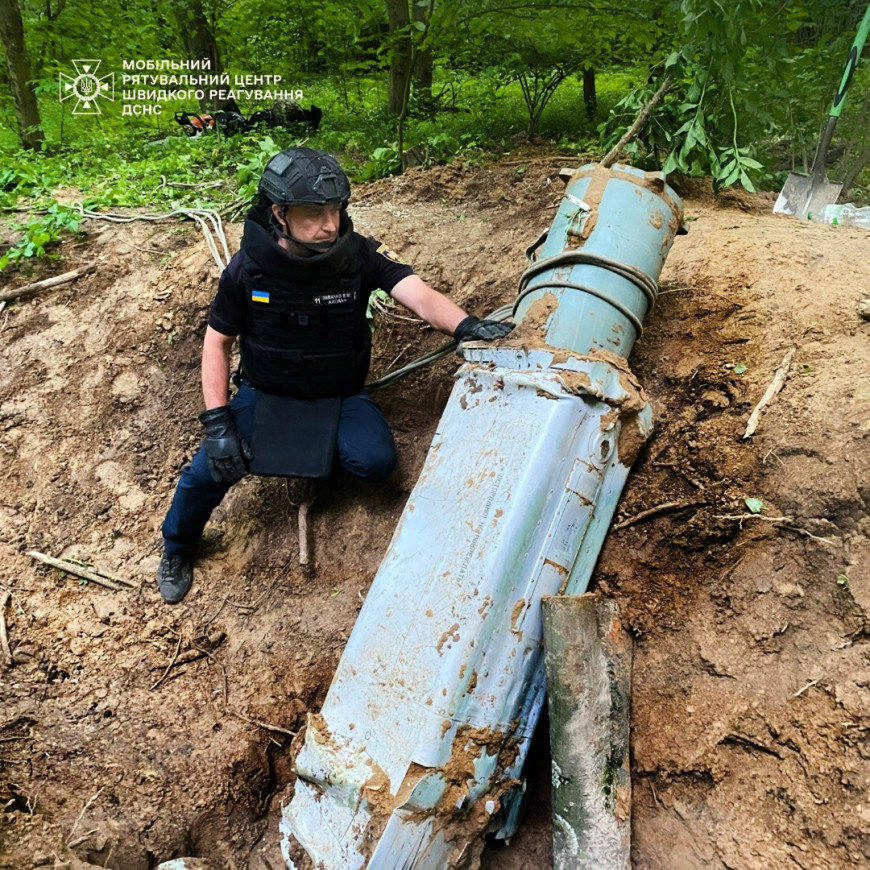
Likwidacja głowicy rosyjskiej rakiety Ch-69, znalezionej w lesie w Kijowie.

Ministerstwo Obrony Rosji stwierdziło, że wojska rosyjskie zajęły wieś Oczeretyne, 25 km na północny zachód od Doniecka. Znajduje się tam stacja kolejowa na liniach kolejowych Donieck–Pokrowsk i Pokrowsk–Gorłówka, której utrata może zagrozić ukraińskim liniom logistycznym w Konstantynówce i Pokrowsku. W opinii ISW rosyjskie wojsko przerzuciło batalion 76 Dywizji Powietrznodesantowej do obwodu kurskiego w ramach większych rosyjskich wysiłków mających na celu zebranie operacyjnie znaczących sił na potrzeby ewentualnej przyszłej rosyjskiej ofensywy przeciwko północno-wschodniej Ukrainie i miastu Charków. Według analityków armia rosyjska zgromadziła ok. 50 tys. żołnierzy w obwodach biełgorodzkim, kurskim i briańskim w ramach Zgrupowania Wojsk „Północ”, który jest tworzony głównie przez siły Leningradzkiego Okręgu Wojskowego, który został wyodrębniony z Zachodniego Okręgu Wojskowego. Tymczasem siły rosyjskie zrobiły postępy w pobliżu Kupiańska i Robotyne.
Sztab Ukrainy poinformował, że kontynuowano utrzymywanie przyczółku w obwodzie chersońskim na lewym brzegu Dniepru, gdzie odparto trzy ataki. Rosja atakowała w kierunkach Kupiańska, Łymanu, Bachmutu, Awdijiwki, Nowopawłowska i Zaporoża, gdzie doszło do 125 starć. W ciągu 24h wojska rosyjskie przeprowadziły dwa ataki rakietowe, 120 nalotów i 89 ostrzałów na pozycje ukraińskie i obszary zaludnione (odnotowano ofiary wśród cywilów i zniszczoną infrastrukturę). Ponad 120 miejscowości w dziewięciu obwodach znalazło się pod ostrzałem artyleryjskim. Lotnictwo ukraińskie dokonało 13 nalotów na miejsca koncentracji i czterech na przeciwlotnicze kompleksy rakietowe, z kolei artyleria uderzyła w obszar koncentracji, trzy stacje radarowe, dwa systemy przeciwlotnicze i dwie jednostki artylerii.
Ukraińskie Siły Powietrzne podały, że Ukraina została zaatakowana przez 24 rosyjskie drony Shahed 136/131, wystrzelone z obwodu kurskiego i Krymu. Ukraińska obrona przeciwlotnicza i mobilne grupy ogniowe zniszczyły 23 drony w obwodach charkowskim, chersońskim i dniepropetrowskim. W wyniku spadających szczątków dronów zostały uszkodzone obiekty infrastruktury oraz wybuchło kilka pożarów w Dnieprze. O 0:28 rosyjski dron Shahed uderzył w sektor prywatny w rejonie osnowańskim w Charkowie. W wyniku ataku zapaliły się trzy domy prywatne. Później Rosja uderzyła w miasto trzema pociskami UMPB D30-SN, w wyniku czego 14 osób zostało rannych. Gubernator Wadim Fiłaszkin poinformował, że w rosyjskim ataku rakietowym na Pokrowsk zginęły dwie osoby i uszkodzono dom prywatny. Gubernator Ołeh Siniehubow powiedział, że Rosjanie ostrzelali dwie wsie (Monaczyniwkę i Kiwszariwkę) w rejonie kupiańskim w obwodzie charkowskim, zabijając jednego cywila i raniąc dwóch kolejnych. Ukraiński urzędnik Wołodymyr Proskunin podał, że o 10:35 siły rosyjskie uderzyły pięcioma ciężkimi rakietami w Słowiańską Elektrownię Cieplną w obwodzie donieckim, uszkadzając kilka obiektów elektrowni. Nie odnotowano ofiar śmiertelnych. Minister energetyki Ukrainy Herman Hałuszczenko powiedział, że rosyjskie ataki na ukraińską infrastrukturę energetyczną spowodowały szkody o wartości ponad 1 miliarda dolarów. Ukraiński były sztangista olimpijski i żołnierz Ołeksandr Pielieszenko zginął podczas walk na Ukrainie.
Wywiad ukraiński poinformował, że w wczesnym rankiem Berdiańsku w wyniku wybuchu bomby w samochodzie zginął Jewgienij Ananiewski, prorosyjski urzędnik rzekomo odpowiedzialny za organizowanie izb tortur w okupowanym obwodzie zaporoskim.
Brytyjskie MON podało, że ok. 9 tys. żołnierzy służyło w czeczeńskich prorosyjskich oddziałach na Ukrainie. Siły czeczeńskie walczyły na Ukrainie od 2014 roku, a dodatkowe oddziały zostały wysłane w 2022 roku, jednak doznawszy na początku wojny ciężkich strat, oddziały czeczeńskie zostały w większości zdegradowane do operacji zapewniania bezpieczeństwa na tyłach. Od czasu wycofania Grupy Wagnera z linii frontu w maju 2023 roku, jednostki czeczeńskie zostały z powrotem włączone do służby na pierwszej linii. Ponadto poza „dostarczaniem personelu wojskowego, innym kluczowym wkładem Czeczenii (...) było zapewnianie szkoleń rosyjskim żołnierzom”.
Ministerstwo Spraw Zagranicznych Finlandii oskarżyło Rosję o zakłócanie GPS na Morzu Bałtyckim.

### 6 maja

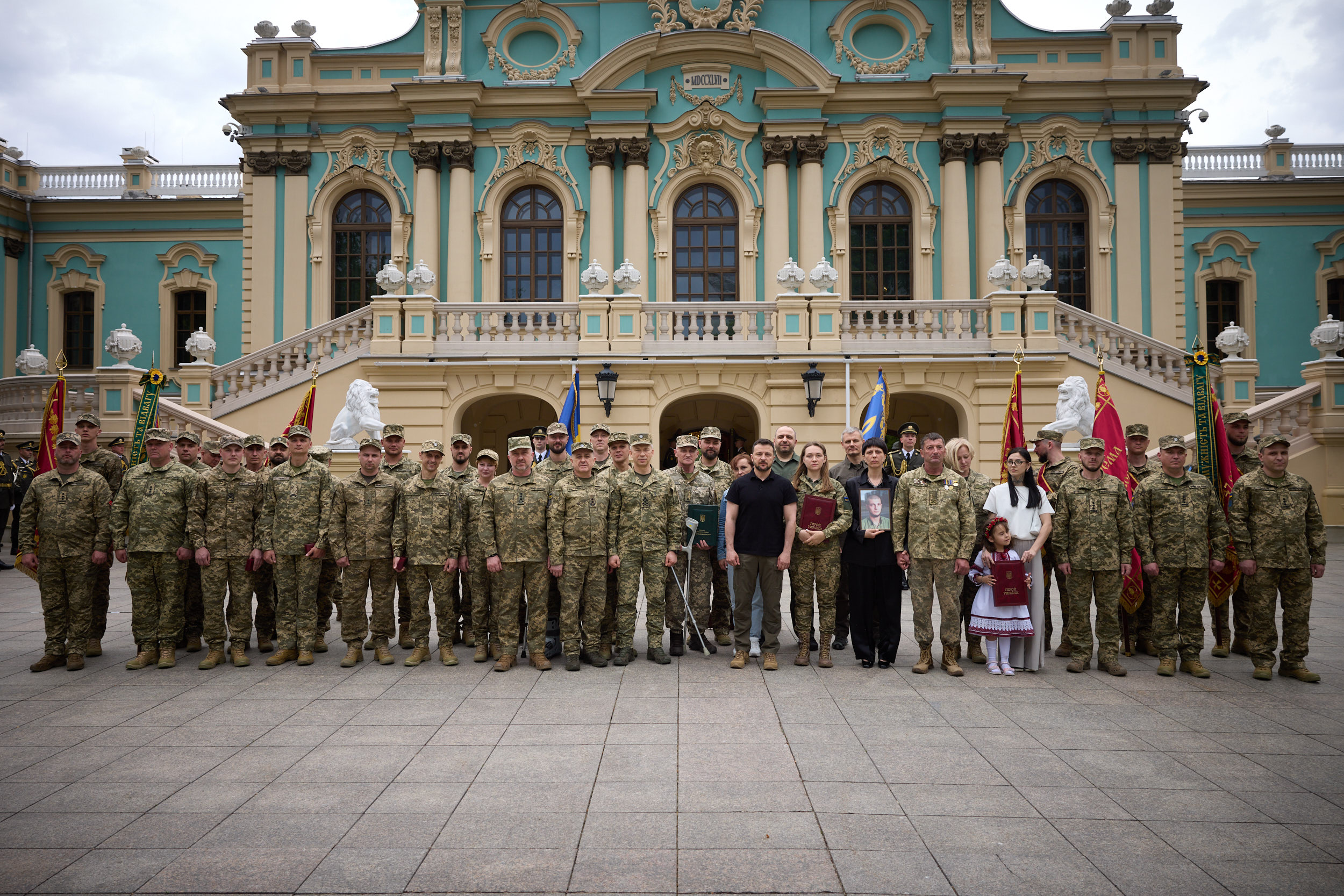
Z okazji Dnia Piechoty prezydent Zełenski spotkał się z żołnierzami piechoty, krewnymi poległych bohaterów i dowódcami oddziałów, wręczając odznaczenia państwowe i honorowe oraz sztandary bojowe.

Ministerstwo Obrony Rosji oświadczyło, że siły rosyjskie zajęły wsie Sołowjowe w obwodzie donieckim i Kotlariwka w obwodzie charkowskim, 20 km od Kupiańska. Naczelny dowódca armii ukraińskiej generał Ołeksandr Syrski powiedział, że Rosjanie próbowali przebić się przez obronę Ukrainy oraz dotrzeć do Pokrowska i Kurachowego w obwodzie donieckim, dodając, że: „Naszym zadaniem w tych warunkach jest utrzymanie granic i pozycji, zadanie maksymalnych strat wrogowi, wyczerpanie go i tym samym pokrzyżowanie jego planów oraz zyskanie czasu na utworzenie i przygotowanie naszych rezerw”. Siły ukraińskie przeprowadziły serię udanych kontrataków na wojska rosyjskie w pobliżu Bachmutu, w wyniku których przeszli na odległość ok. 500 m i spowodowali straty wśród rosyjskich żołnierzy oraz zniszczenie czterech ciężarówek zaopatrzeniowych, BMP-2 i BMD-4 przy użyciu dronów. Ukraińskie Dowództwo „Południe” podało, że armia rosyjska próbowała zająć wyspę Nestryha, która była niegdyś szarą strefą. Pod koniec kwietnia armia ukraińska odzyskała kontrolę nad wyspą w delcie rzeki Dniepr. Armia rosyjska próbowała wtargnąć na ukraińskie pozycje trzykrotnie, tracąc przy tym cztery czołgi.
W ocenie ISW siły rosyjskie dokonały potwierdzonych postępów na północny zachód od Swatowego, w pobliżu Awdijiwki, w zachodnim obwodzie zaporoskim i wschodnim obwodzie chersońskim. Ponadto gubernator Iwan Fedorow oświadczył, że władze rosyjskie stworzyły infrastrukturę niezbędną do poboru Ukraińców w okupowanym obwodzie zaporoskim i planowali wcielić do armii rosyjskiej ponad 150 tys. Ukraińców w nieokreślonym czasie.
SG Ukrainy podał, że kontynuowano utrzymywanie przyczółku w obwodzie chersońskim na lewym brzegu Dniepru, gdzie odparto trzy ataki. Rosja atakowała w kierunkach Kupiańska, Łymanu, Bachmutu, Awdijiwki, Nowopawłowska i Zaporoża, gdzie doszło do 67 starć. W ciągu doby wojska rosyjskie przeprowadziły dwa ataki rakietowe, 83 naloty i 101 ostrzałów na pozycje ukraińskie i obszary zaludnione (odnotowano ofiary wśród cywilów i zniszczoną infrastrukturę). Ponad 120 miejscowości w dziewięciu obwodach znalazło się pod ostrzałem artyleryjskim. Lotnictwo ukraińskie dokonało 11 nalotów na miejsca koncentracji, z kolei artyleria uderzyła w dwie jednostki artylerii.
W nocy Rosjanie zaatakowali obwód sumski 13 dronami Shahed 136/131 (z obwodu kurskiego), z których 12 zniszczyła ukraińska obrona przeciwlotnicza. Po ataku rosyjskiego drona w Sumach bez prądu pozostało ponad 400 tys. odbiorców. Szef wydziału śledczego policji Serhij Bolwinow poinformował, że Rosjanie za pomocą bomby FAB-1500 zniszczyli całą ulicę we wsi Monaczyniwka w rejonie kupiańskim. W wyniku ataku zginęła jedna osoba.
Gubernator Wiaczesław Gładkow podał, że siedem osób zginęło, a 35 zostało rannych w wyniku ukraińskiego ataku dronów, który uderzył w trzy pojazdy we wsi Bieriozowka w obwodzie biełgorodzkim. Według niego doszło także do ataków na budynki mieszkalne. Ukraiński wywiad stwierdził, że w nocy ukraińskie drony morskie Magura V5 zaatakowały łódź patrolową projektu 12150 typu Mangusta, niszcząc ją. Operację przeprowadzono w rejonie Zatoki Vuzka na zachodnim wybrzeżu okupowanego Krymu. Z kolei Flota Czarnomorska podała, że zniszczono pięć ukraińskich dronów morskich w pobliżu północno-zachodniego wybrzeża Krymu.
Minister obrony Margarita Robles powiedziała, że Hiszpania dostarczyła Ukrainie rakiety do systemów przeciwlotniczych Patriot.
Prezydent Wołodymyr Zełenski złożył w parlamencie Ukrainy propozycję przedłużenia stanu wojennego i nakazów mobilizacyjnych, które wygasły 14 maja, o kolejne 90 dni. Jeśli propozycja zostanie przyjęta, stan wojenny i mobilizacja zostaną przedłużone do 12 sierpnia 2024 roku.

### 7 maja
Według ISW wojska rosyjskie poczyniły potwierdzone postępy w pobliżu Awdijiwki, Doniecka i w zachodnim obwodzie zaporoskim. Ponadto rosyjscy urzędnicy okupacyjni kontynuowali wysiłki mające na celu przymusowy werbunek ukraińskich cywilów do rosyjskiej armii w okupowanym obwodzie chersońskim.
Sztab Ukrainy oświadczył, że kontynuowano utrzymywanie przyczółku w obwodzie chersońskim na lewym brzegu Dniepru, gdzie odparto trzy ataki. Rosja atakowała w kierunkach Kupiańska, Łymanu, Bachmutu, Awdijiwki, Nowopawłowska i Zaporoża, gdzie doszło do 84 starć. W ciągu dnia wojska rosyjskie przeprowadziły jeden atak rakietowy, 47 nalotów i 97 ostrzałów na pozycje ukraińskie i obszary zaludnione (odnotowano ofiary wśród cywilów i zniszczoną infrastrukturę). Ponad 120 miejscowości w dziewięciu obwodach znalazło się pod ostrzałem artyleryjskim. Lotnictwo i artyleria ukraińskie dokonały uderzeń na moździerz samobieżny 2S4 Tulipan, stanowisko dowodzenia, magazyn paliw i smarów oraz pięć miejsc koncentracji.
W nocy Rosjanie przeprowadzili pięć ostrzałów na tereny przygraniczne i miejscowości obwodu sumskiego, gdzie odnotowano 21 eksplozji. Strona ukraińska podała, że jedna osoba zginęła, a cztery zostały ranne (w tym dwoje małych dzieci) w wyniku rosyjskiego ostrzału artyleryjskiego w północno-wschodnim obwodzie sumskim. Podczas ataku została uszkodzona infrastruktura energetyczna i kilka budynków mieszkalnych. Rosyjscy żołnierze ostrzelali dzielnice mieszkalne w centrum Chersonia. Gubernator Ołeksandr Prokudin poinformował, że w wyniku trafienia pociskami kilka domów prywatnych zostało całkowicie zniszczonych, a kilka zostało znacznie uszkodzonych. Gubernator Serhij Łysak oświadczył, że 14 dronów i ostrzał artyleryjski uderzył w Nikopol i okoliczne miejscowości, w wyniku czego co najmniej sześć osób, w tym 6-letnia dziewczynka, zostało rannych. W ataku zostało uszkodzonych 10 domów, trzy garaże i kilka budynków gospodarczych.
Prorosyjski urzędnik w Ługańsku Leonid Pasiecznik oświadczył, że ok. 23:35 czasu lokalnego pięć osób zostało rannych w pożarze spowodowanym ukraińskim atakiem rakietowym za pomocą pocisków ATACMS na skład ropy. W wyniku ataku uszkodzone zostały linie energetyczne, a gazociąg stanął w płomieniach. Ukraińskie media podały, że wywiad ukraiński przeprowadził cyberatak na rosyjską firmę programistyczną 1C Company.
Według OSW siły rosyjskie wyparł Ukraińców z obrzeży Oczeretynego i zajęły leżące na północny wschód Archanhelśke. Poszerzyły także kontrolowany obszar na północny zachód i południe od Oczeretynego, jednakże tempo ich ataku spadło z powodu ściągnięcia do rejonu walk ukraińskich rezerw. Kolejne postępy Rosja poczyniła w centrum Krasnohoriwki oraz na południe i zachód od Marjinki, wkraczając do centralnej części Heorhijiwki. Po wielodniowych walkach siły rosyjskie zajęły masyw leśny na południe od Czasiw Jaru i umocniły się na wschodnim brzegu kanału Doniec–Donbas. Wojska rosyjskie wyparły Ukraińców z Kotlariwki i Kysliwki na południowy wschód od Kupiańska; walki o nie trwały od jesieni 2023 roku oraz stanowiły one lokalny bastion ukraiński pomiędzy linią kolejową i trasą P07, prowadzącą z Charkowa do granicy FR. Kolejne kierunki działań, głównie atak na leżącą na północ Iwaniwkę, wskazywało, że Rosjanie nie zamierzali wykorzystać powodzenia w celu ataku na Kupiańsk, lecz skupiali się na likwidacji lokalnych punktów ukraińskiego oporu. Po wznowieniu walk na południe od Wełykiej Nowosiłki siły rosyjskie wkroczyły do Urożajne, ostatniej miejscowości w tym rejonie odzyskanej przez Ukraińców w ramach letniej kontrofensywy 2023 roku. Rosjanom udało się zająć jej południową część i tereny na wschód od niej. Ukraińcy nie dopuszczali do przejęcia przez Rosjan pełnej kontroli nad Robotyne na południe od Orichiwa, utrzymując się na jej północnych i wschodnich obrzeżach.
Służba Bezpieczeństwa Ukrainy ogłosiła, że udaremniła rosyjski plan mający na celu zamordowanie prezydenta Zełenskiego i kilku wyższych ukraińskich dowódców wojskowych, w tym szefa SBU generała Wasyla Maluka i szefa wywiadu ukraińskiego generała Kyryło Budanowa. Według doniesień, zabójstwo prezydenta i innych przedstawicieli ukraińskiego rządu przygotowywało pięciu agentów FSB, wśród których było dwóch pułkowników z ukraińskiej jednostki ochrony rządowej. Ponadto SBU ogłosiła nazwiska agentów FSB odpowiedzialnych za organizację ataku terrorystycznego: ⁠Maksym Miszustin, Dmytro Perlin i Ołeksij Kornew.
Minister spraw zagranicznych Antonio Tajani stwierdził, że Włochy dostarczają Ukrainie broń wyłącznie do użytku na obszarze Ukrainy.

### 8 maja

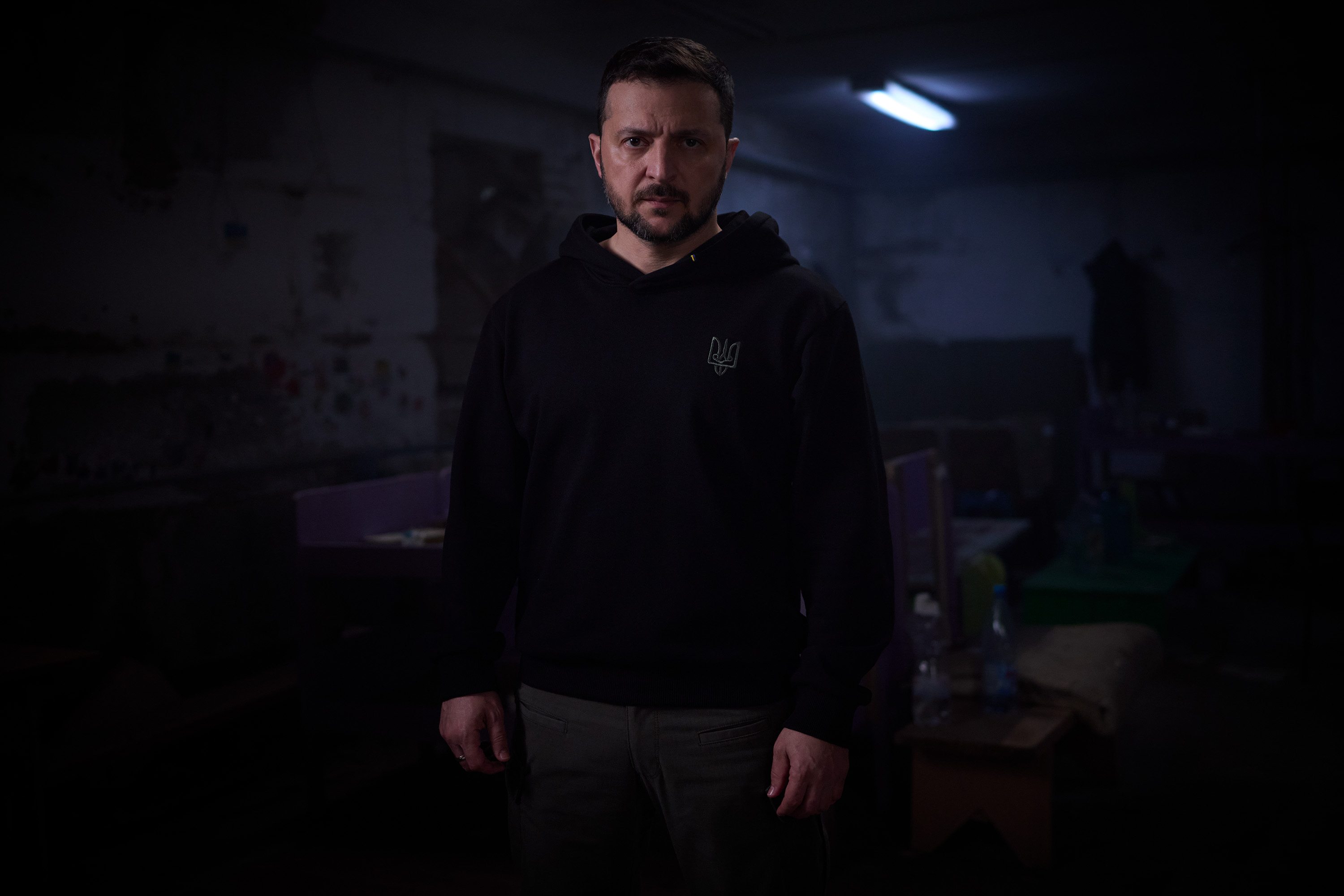
Przemówienie prezydenta Zełenskiego z okazji Dnia Pamięci i Zwycięstwa nad nazizmem w czasie II wojny światowej.

Rosyjskie Ministerstwo Obrony stwierdziło, że wojska rosyjskie zajęły wsie Kysliwka w obwodzie charkowskim, 20 km od Kupiańska oraz Nowokałynowe, 10 km na północ od Awdijiwki. Rzecznik ukraińskiego Zgrupowania „Chortyca” Nazar Wołoszyn powiedział, że małe rosyjskie grupy szturmowe wkroczyły do Krasnohoriwki i ukryły się w miejskich zakładach materiałów ogniotrwałych. Dodał jednak, że miasto było „pod pełną kontrolą” sił ukraińskich, które „miały pełną kontrolę ogniową zarówno nad Krasnohoriwką, jak i przedmieściami”. Siły rosyjskie przeprowadzały także ataki w pobliżu wsi Netajłowe i Perwomajśke w obwodzie donieckim.
Brytyjskie MON oświadczyło, że liczba rosyjskich ataków we wschodniej Ukrainie wzrosła w kwietniu o 17% w stosunku do marca, a ¾ z nich przeprowadzono na odcinkach linii frontu w okolicach Awdijiwki, Czasiw Jaru i Marjinki. Ataki w okolicach Czasiw Jaru wzrosły w kwietniu o 200% w porównaniu z marcem, co niemal na pewno miało związek ze wznowieniem przez Rosję prób przejęcia kontroli nad miejscowością, znajdującą się na wzgórzu na zachód od Bachmutu. Zdaniem Ministerstwa „pomimo znaczącego zwiększenia ataków na tej osi Rosja osiągnęła tylko niewielkie zyski taktyczne na tym obszarze w kwietniu i niemal na pewno poniosła ciężkie straty”. W ocenie ISW siły rosyjskie zrobiły postępy w pobliżu Swatowego, Kreminnej i Awdijiwki oraz na granicy obwodu donieckiego i zaporoskiego.
Ukraiński SG podał, że kontynuowano utrzymywanie przyczółku w obwodzie chersońskim na lewym brzegu Dniepru, gdzie odparto cztery ataki. Rosja atakowała w kierunkach Kupiańska, Łymanu, Bachmutu, Awdijiwki, Nowopawłowska i Zaporoża, gdzie doszło do 146 starć. W ciągu 24h wojska rosyjskie przeprowadziły 60 ataków rakietowych, 90 nalotów i 107 ostrzałów na pozycje ukraińskie i obszary zaludnione (odnotowano ofiary wśród cywilów i zniszczoną infrastrukturę). Ponad 110 miejscowości w dziewięciu obwodach znalazło się pod ostrzałem artyleryjskim. Ukraińskie lotnictwo i artyleria dokonały uderzeń na trzy systemy przeciwlotnicze, dwie jednostki artylerii, 10 miejsc koncentracji.
W nocy z 7 na 8 maja Rosja przeprowadziła masowy atak na terytorium Ukrainy. Wojska rosyjskie wystrzeliły 21 dronów Shahed 136/131 oraz 55 pocisków, w tym 45 rakiet manewrujących Ch-101/Ch-555 (z samolotów Tu-95MS z obwodu saratowskiego), dwie rakiety balistyczne Iskander-M (z Krymu), jeden pocisk hipersoniczny Kindżał (z obwodu tambowskiego), cztery rakiety manewrujące Kalibr (z Morza Czarnego), jeden pocisk manewrujący Iskander-K (z Krymu) i dwie kierowane rakiety lotnicze Ch-59/Ch-69 (z okupowanego obwodu zaporoskiego). Dowódca Sił Powietrznych generał Mykoła Ołeszczuk podał, że ukraińska obrona przeciwlotnicza zniszczyła 20 dronów i 39 pocisków, w tym 33 rakiety Ch-101/Ch-555, cztery rakiety Kalibr i dwa Ch-59/Ch-69. Celem ataków były obiekty energetyczne w obwodach zaporoskim, winnickim, iwanofrankiwskim, połtawskim, kirowohradzkim i lwowskim. Według DTEK trafiono trzy elektrownie cieplne, które zostały poważnie uszkodzone; w dziewięciu obwodach wystąpiły przerwy w dostawie prądu. Według szefa MSW Ukrainy Ihora Kłymenki siły rosyjskie przeprowadziły ataki na siedem obwodów Ukrainy. W Zaporożu uszkodzone zostały obiekty w czterech dzielnicach, w tym obiekty energetyczne, 30 budynków mieszkalnych, sześć budynków niemieszkalnych, trzy placówki edukacyjne, placówka zdrowotna i budynek straży pożarnej. W obwodzie kijowskim zniszczeniu lub uszkodzeniu uległo 14 budynków mieszkalnych, a dwie osoby zostały ranne.
Gubernator Ołeksandr Prokudin podał, że jedna osoba zginęła, a trzy zostały ranne w wyniku rosyjskiego ostrzału wsi Biłozerka w obwodzie chersońskim. Ponadto podczas ataku na Chersoń została uszkodzona infrastruktura krytyczna, w wyniku czego część miasta została pozbawiona prądu. Gubernator Ołeh Siniehubow powiedział, że w wyniku ostrzału przez Rosjan stadionu sportowego w Charkowie siedem osób zostało rannych, w tym pięcioro dzieci. Premier Denys Szmyhal powiedział, że od początku rosyjskiej inwazji na Ukrainę rosyjskie ataki uszkodziły lub zniszczyły ponad 800 obiektów ciepłowniczych w całym kraju. Gubernator Wadym Fiłaszkin powiedział, że Czasiw Jar, na którym armia rosyjska skoncentrowała swoje ataki, został prawie całkowicie zniszczony, ale nadal żyło tam ok. 679 cywilów, którzy nie chcieli wyjeżdżać, co coraz bardziej utrudnia pracę ratownikom i pracownikom organizacji humanitarnych.
Państwa członkowskie Unii Europejskiej zgodziły się przekazać Ukrainie 3 miliardy euro dochodu z 210 miliardów euro zamrożonych rosyjskich aktywów na „zakup broni i odbudowę”. Premier Czech Petr Fiala zapowiedział, że pierwsza partia prawie 180 tys. pocisków zostanie dostarczona na Ukrainę w czerwcu 2024 roku. Szef Ukraińskiego Przemysłu Obronnego Herman Smetanin stwierdził, że ukraińska produkcja dronów kamikadze identycznych z Shahed 131 i 136 dorównywała rosyjskiej produkcji dronów Shahed. Powiedział również, że ukraińska produkcja osiągnęła poziom produkcji innych dronów w Rosji oraz że siły ukraińskie używały już dronów wyprodukowanych w kraju, podobnych do rosyjskich dronów Łancet.
Parlament Ukrainy 339 głosami „za”, przy 0 „przeciw”, przedłużył stan wojenny i nakaz powszechnej mobilizacji o 90 dni, do 11 sierpnia 2024 roku. Ukraiński parlament 279 głosami „za”, przy 0 „przeciw” i przy 11 wstrzymujących się, podjął decyzję o przyjęciu do ochotniczej służby wojskowej więźniów skazanych za drobne przestępstwa. Wyjątkiem były osoby skazane za poważne zarzuty, takie jak morderstwa, handel narkotykami, poważną korupcję, przestępstwa seksualne lub przestępstwa przeciwko bezpieczeństwu narodowemu.
Premier Ingrida Šimonytė powiedziała, że Litwa jest gotowa wysłać na Ukrainę personel wojskowy z misją szkoleniową, ale jak na razie Ukraina się o to nie zwróciła.

### 9 maja
Według ISW w ciągu ostatniego miesiąca wojska rosyjskie znacznie zwiększyły liczbę ataków we wschodniej Ukrainie, co prawdopodobnie odzwierciedlało  warunki na polu bitwy i zamiary rosyjskiego dowództwa, aby poczynić większe postępy przed przybyciem zachodniej pomocy wojskowej na linię frontu. Tymczasem siły rosyjskie zrobiły potwierdzone postępy w pobliżu Awdijiwki i Doniecka.
Sztab Ukrainy poinformował, że kontynuowano utrzymywanie przyczółku w obwodzie chersońskim na lewym brzegu Dniepru, gdzie odparto dwa ataki. Rosja atakowała w kierunkach Kupiańska, Łymanu, Bachmutu, Awdijiwki, Nowopawłowska i Zaporoża, gdzie doszło do 95 starć. W ciągu doby wojska rosyjskie przeprowadziły cztery ataki rakietowe, 80 nalotów i 127 ostrzałów na pozycje ukraińskie i obszary zaludnione (odnotowano ofiary wśród cywilów i zniszczoną infrastrukturę). Ponad 120 miejscowości w dziewięciu obwodach znalazło się pod ostrzałem artyleryjskim. Ukraińskie lotnictwo i artyleria dokonały uderzeń na stację radarową, dwa składy amunicji, system przeciwlotniczy i 17 miejsc koncentracji.
Ukraińskie Siły Powietrzne podały, że w nocy Rosjanie zaatakowali obwód odeski za pomocą 20 dronów Shahed 136/131, wystrzelonych z Krymu. Ukraińska obrona przeciwlotnicza i mobilne grupy ogniowe zniszczyły 17 dronów w rejonie Odessy. Gubernator Serhij Łysak poinformował, że w wyniku rosyjskiego ostrzału Nikopols dwie osoby zginęły, a osiem zostało rannych. Podczas ataku zniszczono dwa domy, gazociąg, sklep i budynki gospodarcze, a pięć budynków mieszkalnych zostało uszkodzonych. Według gubernatora Ołeksandra Prokudina rosyjskie wojsko zaatakowało obszary mieszkalne w obwodzie chersońskim, uszkadzając 28 domów prywatnych. Uszkodzony został także obiekt infrastruktury krytycznej i gazociąg.
Gubernator Wiaczesław Gładkow powiedział, że Ukraina przeprowadziła nalot w obwodzie biełgorodzkim, raniąc co najmniej osiem osób. Podczas ataku uszkodzono 34 mieszkania w 19 wieżowcach, dom i 37 pojazdów we wsi położonej prawie 9 km na południe od Biełgorodu. Atak dronów na Kraj Krasnodarski spowodował pożar składu paliwa w pobliżu wsi Jurowka. Według doniesień jeden dron zaatakował skład ropy należący do Łukoil, w wyniku czego uszkodzony został zbiornik oleju. Doszło do wycieku paliwa, ale nie doszło do pożaru. Siedem kolejnych dronów zaatakowało pobliski skład ropy firmy Temp, która specjalizuje się w magazynowaniu oleju opałowego; w wyniku ataku zniszczono trzy zbiorniki z olejem opałowym. Zgłoszono także atak drona na rafinerię ropy naftowej „Gazprom Neftekhim Salawat” w Saławacie, co było pierwszym tego typu incydentem w Baszkortostanie. Po ataku na terenie zakładu wybuchł pożar, lecz nie odnotowano osób rannych. Według doniesień dron uderzył w zakład krakingu katalitycznego. Dron użyty w ataku na Baszkirię był lekkim samolotem bezzałogowym nieznanego typu, który przeleciał ok. 1500 km.
Minister obrony Boris Pistorius ogłosił, że Niemcy zakupią dla Ukrainy trzy dodatkowe wyrzutnie M142 HIMARS z zasobów armii amerykańskiej. Zastępca sekretarza obrony ds. polityki kosmicznej John Plumb w wywiadzie dla Bloomberga powiedział, że Pentagon i firma SpaceX uniemożliwiły armii rosyjskiej dalsze wykorzystywanie terminali Starlink na Ukrainie.
Prezydent Wołodymyr Zełenski przeprowadził szereg zmian w ukraińskiej armii. Mianował generała brygady Ołeksandra Trepaka dowódcą Sił Operacji Specjalnych Ukrainy, zastępując na tym stanowisku pułkownika Serhija Łupańczuka. Odwołał także oficjalnie byłego dowódcę sił ukraińskich, generała Wałerija Załużnego, ze służby wojskowej „ze względów zdrowotnych” oraz ponownie mianował Dmytro Herehę na dowódcę Ukraińskich Sił Wsparcia po zastąpieniu go Ołeksandrem Jakowcem w marcu 2024 roku. Zełenski odwołał także Serhija Rudę ze stanowiska dyrektora Administracji Bezpieczeństwa Państwa. Rada Najwyższa Ukrainy odwołała ze stanowisk ministra infrastruktury i wicepremiera ds. odbudowy Ołeksandra Kubrakowa oraz ministra rolnictwa Mykołę Solskiego.
Ze strony internetowej Ministerstwa Spraw Wewnętrznych Rosji wynikało, że prezydent Ukrainy Wołodymyr Zełenski i były prezydent Petro Poroszenko z nieznanych przyczyn zniknęli z listy osób poszukiwanych.

### 10 maja

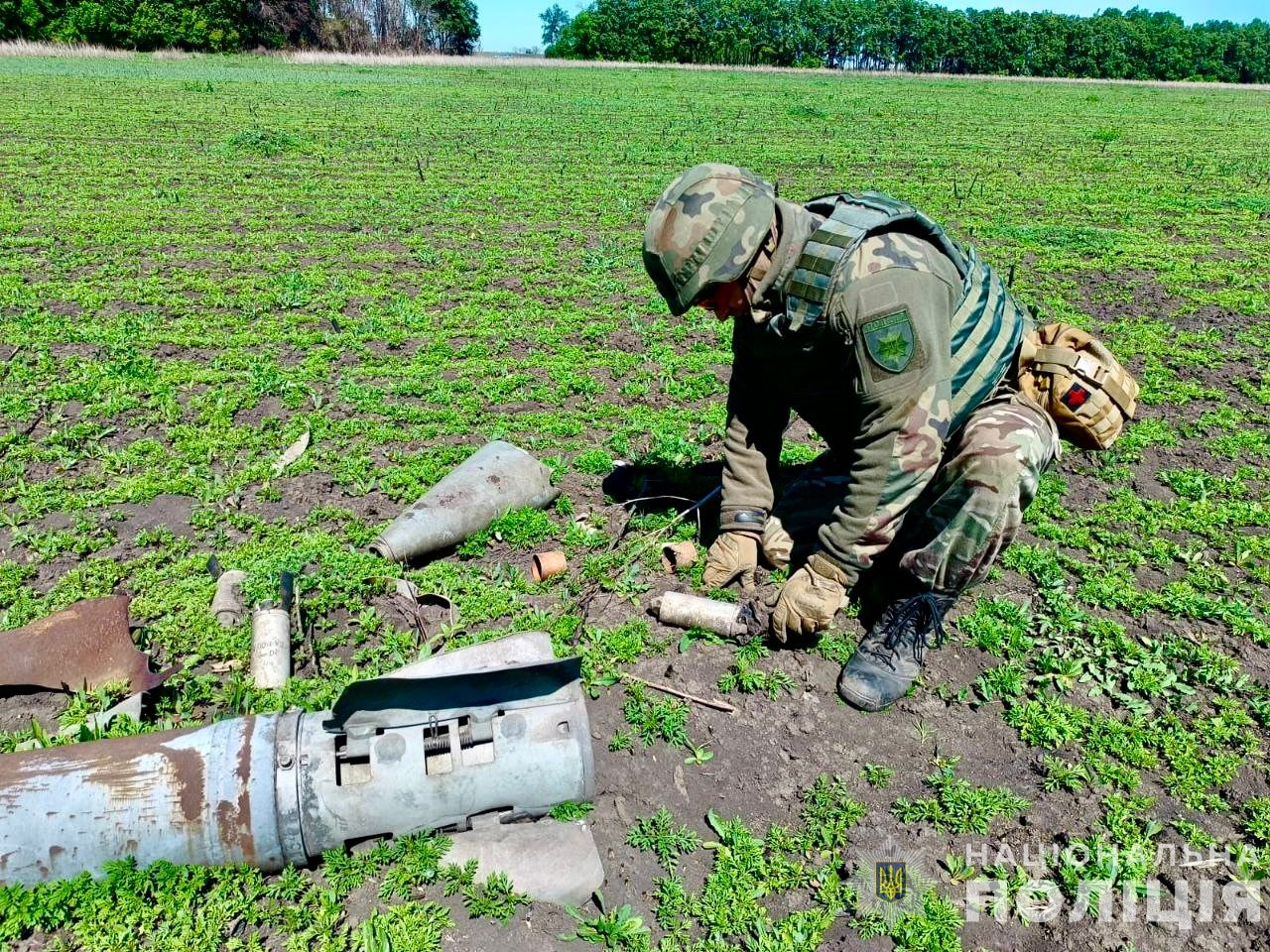
Saper policji obwodu zakarpackiego rozminowuje obwód charkowski.

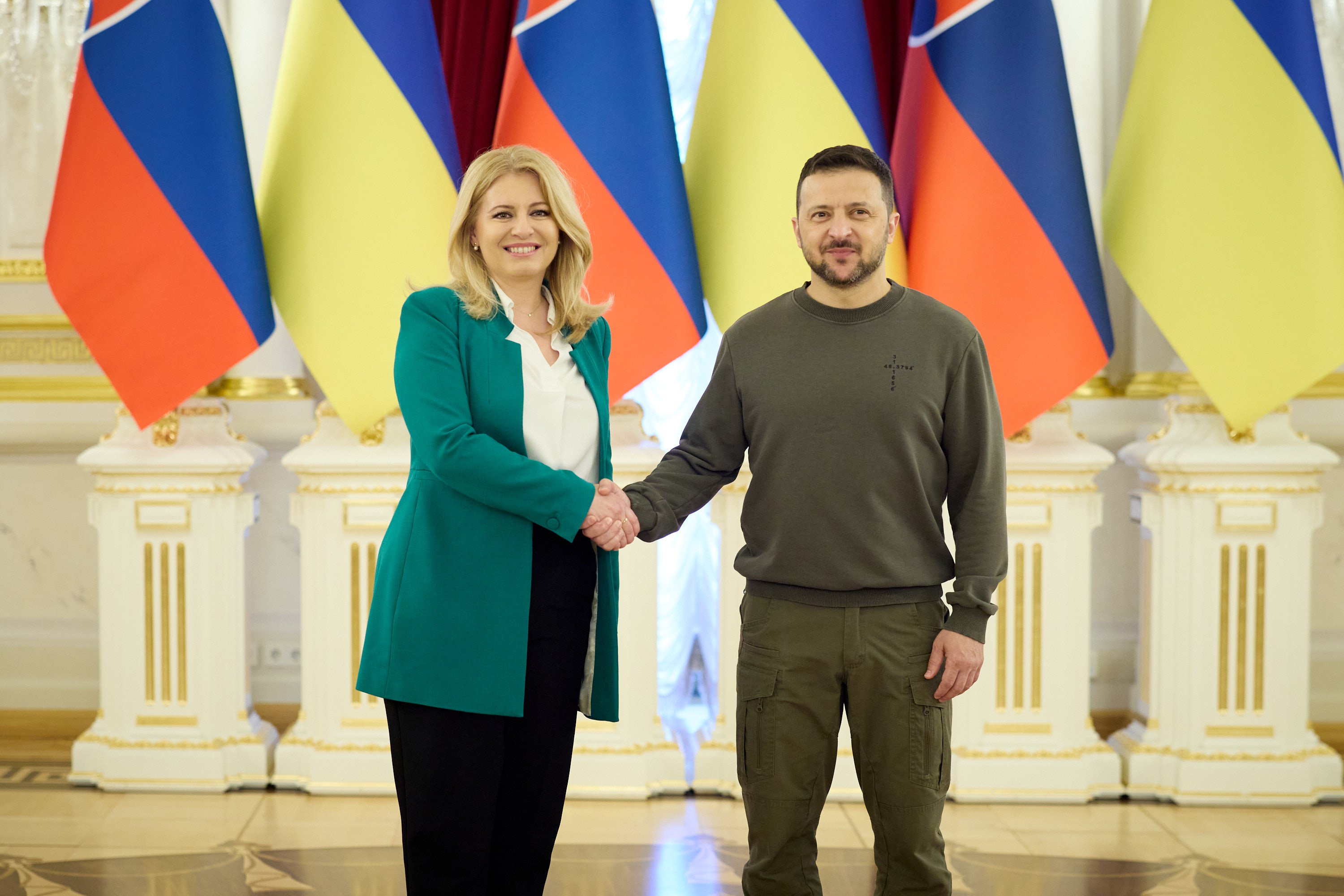
Spotkanie prezydenta Zełenskiego z prezydent Słowacji Zuzaną Čaputovą.

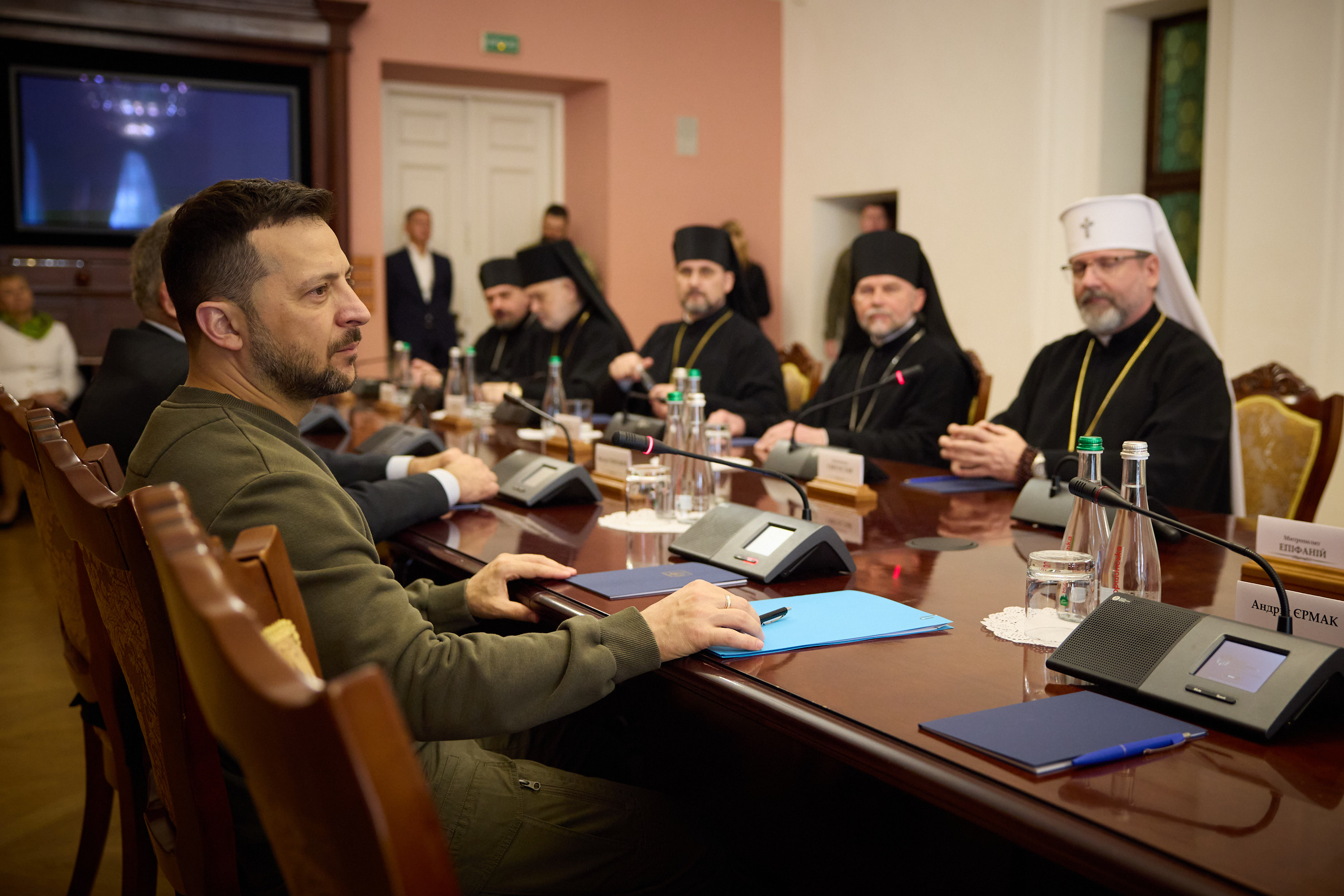
Prezydent podziękował Kościołowi Prawosławnemu Ukrainy i Ukraińskiemu Kościółowi Greckokatolickiemu za wsparcie Ukraińców na froncie i na tyłach.

O 3:00 nad ranem Rosja rozpoczęła nową ofensywę w rejonach wołczańskim i charkowskim w obwodzie charkowskim, odpychając siły ukraińskie o 1 km od granicy rosyjsko-ukraińskiej. W przygranicznych miejscowościach, m.in. w Wołczańsku odnotowano ciężkie ostrzały artyleryjskie i rakietowe oraz naloty, w wyniku których rozpoczęto ewakuację miasta, w szczególności dzieci. Według doniesień pięć przygranicznych wsi (Strilecha, Krasne, Pylne, Borysiwka i Ohircewe) zostało zajętych przez Rosję, podczas gdy we wsiach Pleteniwka i Hatyszcze nadal trwały walki. W rosyjskich atakach zginęło co najmniej trzech cywilów, a pięciu kolejnych zostało rannych. Podczas wspólnej konferencji prasowej z prezydent Słowacji Zuzaną Čaputovą prezydent Zełenski potwierdził rozpoczęcie rosyjskiej ofensywy, ale powiedział, że „Ukraina spotkała się z nimi wraz ze swoimi żołnierzami, brygadami i artylerią”. Członkowie Rady Bezpieczeństwa Narodowego i Obrony Ukrainy stwierdzili, że ofensywa rozpoczęta przez Rosjan na granicy obwodu charkowskiego wydawała się symulować atak na dużą skalę z wykorzystaniem ograniczonych zasobów lub rozpoznania walką.
Według ISW wojska rosyjskie rozpoczęły ofensywę wzdłuż granicy w obwodzie charkowskim i osiągnęły znaczące taktycznie zyski, jednak w ocenie ekspertów ofensywa miała ograniczony charakter i nie wskazywała na dużą operację, której celem byłoby okrążenie i zajęcie Charkowa. Strategicznym celem ograniczonych rosyjskich działań ofensywnych w obwodzie charkowskim było prawdopodobnie odciągnięcie sił ukraińskich z innych odcinków frontu. Rosjanie przeprowadzili dwie operacje w pobliżu miejscowości Łypcy oraz jedną w pobliżu Wołczanska za grup szturmowych piechoty wspartych przez broń pancerną. ISW przewidywało, że wojska rosyjskie będą próbowały poszerzać swoje taktyczne zdobycze poprzez dalsze ataki, aby odepchnąć Ukraińców i przybliżyć się do miasta na tyle, aby znalazło się w zasięgu artylerii. Dodano także, że Rosjanie zaangażowali do ataków stosunkowo niewielkie siły (ok. 35-50 tys. żołnierzy) oraz ograniczoną ilość sprzętu. Tymczasem siły rosyjskie zrobiły nieznacznie postępy w pobliżu Doniecka i na granicy obwodu donieckiego i zaporoskiego.
SG Ukrainy podał, że kontynuowano utrzymywanie przyczółku w obwodzie chersońskim na lewym brzegu Dniepru, gdzie odparto jeden atak. Rosja atakowała w kierunkach Charkowa, Kupiańska, Łymanu, Bachmutu, Awdijiwki, Nowopawłowska i Zaporoża, gdzie doszło do 104 starć. W ciągu dnia wojska rosyjskie przeprowadziły siedem ataków rakietowych, 108 nalotów i 120 ostrzałów na pozycje ukraińskie i obszary zaludnione (odnotowano ofiary wśród cywilów i zniszczoną infrastrukturę). Ponad 120 miejscowości w dziewięciu obwodach znalazło się pod ostrzałem artyleryjskim. Ukraińskie lotnictwo i artyleria dokonały uderzeń na stanowisko dowodzenia, magazyn paliw i smarów, kompleks rakiet przeciwlotniczych, stację radarową i 18 miejsc koncentracji. Dowódca sił lądowych Ukrainy generał Ołeksandr Pawluk w wywiadzie dla The Economist powiedział, że w celu przygotowania się do rosyjskiej ofensywy, armia ukraińska utworzy 10 nowych brygad. Część z tych sił zostanie wysłana do obrony Kijowa. Dodał także, że „krytyczny etap” wojny Rosji z Ukrainą nadejdzie w ciągu najbliższych dwóch miesięcy.
W nocy Rosjanie zaatakowali Ukrainę 10 dronami Shahed 136/131 (z Krymu) i dwoma rakietami przeciwlotniczymi S-300/S-400 (z obwodu biełgorodzkiego) w kierunku Charkowa. Ukraińska obrona przeciwlotnicza zniszczyła wszystkie drony w obwodach odeskim, mikołajowskim i chersońskim. W wyniku uderzenia rakietowego na Charków jedna osoba zginęła, a cztery zostały ranne. Rosyjskie ataki artyleryjskie i moździerzowe dotknęły 21 miejscowości w obwodzie charkowskim. Prokuratura Okręgowa podała, że ok. 7:10 czasu lokalnego rosyjskie wojska przypuściły atak artyleryjski na Esman w obwodzie sumskim, zabijając 64-letnią kobietę i raniąc jej 17-letnią wnuczkę. Z kolei ukraińska Prokuratura Generalna poinformowała, że wojska rosyjskie zaatakowały Czasiw Jar i wieś Jełyzawetiwkę w obwodzie donieckim, zabijając dwie osoby i raniąc dwie kolejne.
Rosyjski urzędnik w obwodzie ługańskim Leonid Pasiecznik stwierdził, że w ataku drona na skład ropy w mieście Roweńki zginęły trzy osoby, a siedem kolejnych zostało rannych. Ukraińskie media podały, że w nocy ok. 24:00 wywiad ukraiński przeprowadził atak dronem na rafinerię ropy naftowej „Perszy Zawod” w pobliżu wsi Połotnyany Zawod w rejonie dzierżyńskim w obwodzie kałuskim. Rosyjscy urzędnicy stwierdzili, że ataki dronów spowodowały szkody w obwodach biełgorodzkim i kurskim. Gubernator Wiaczesław Gładkow powiedział, że jeden z dronów spadł na przedsiębiorstwo rolne, uszkadzając trzy budynki i dwa urządzenia. Gubernator Roman Starowojt poinformował, że drony zaatakowały 12 miejscowości w regionie Kurska, gdzie jeden z nich uszkodził obiekt infrastruktury. Rosyjskie MON oświadczyło, że obrona przeciwlotnicza zestrzeliła nad obwodem biełgorodzkim 17 pocisków RM-70, 13 dronów i pięć kierowanych bomb lotniczych.
Stany Zjednoczone zapowiedziały nowy pakiet pomocy wojskowej dla Ukrainy o wartości 400 milionów dolarów, który obejmował m.in. amunicję do systemów przeciwlotniczych MIM-104 Patriot i NASAMS, trzy wyrzutnie M142 HIMARS (i amunicję), BWP M2 Bradley, transportery opancerzone M113, pojazdy MRAP, precyzyjną amunicję lotniczą i pociski AGM-88 HARM, wyrzutnie FIM-92 Stinger, pociski artyleryjskie 155 mm i 105 mm, broń przeciwpancerną Javelin i AT-4, sprzęt do integracji zachodnich wyrzutni, pocisków i radarów z systemami Ukrainy oraz przyczepy do transportu ciężkiego sprzętu. Francja obiecała dostarczyć Ukrainie 40 rakiet manewrujących dalekiego zasięgu SCALP-EG. Australia zapowiedziała przekazanie Ukrainie dużej partii przenośnych przeciwlotniczych systemów rakietowych RBS 70 NG w ramach pomocy wojskowej. Minister obrony Richard Marles dodał, że Australia przekaże Ukrainie nowy pakiet pomocy wojskowej o wartości 100 mln dolarów. Dyrektor generalny kanadyjskiej firmy Roshel Roman Szymonow powiedział, że planowane jest rozszerzenie produkcji pojazdów opancerzonych na terytorium Ukrainy. Firma zatrudniała w Kanadzie ponad 200 uchodźców z Ukrainy, z których wielu chciało wrócić do kraju i kontynuować produkcję.
Dowódca Sił Powietrznych Ukrainy generał Mykoła Ołeszczuk poinformował, że Czechy dostarczyły Ukrainie pierwszy symulator myśliwca F-16 jednej z ukraińskich brygad lotnictwa taktycznego, a jego główny moduł był testowany i przygotowywany do obsługi przez ukraińskich inżynierów.
Premier Denys Szmyhal powiedział, że rząd Ukrainy przeznaczył ponad 179,4 mln dolarów na przywrócenie ukraińskiej sieci energetycznej. Minister Sprawiedliwości Denys Maliuska stwierdził, że Ukraina może przyjąć do armii nawet 20 tys. przestępców, aby pomóc złagodzić przepełnienie w ukraińskich więzieniach, jednak to ukraińska armia zadecyduje, czy nadają się do służby wojskowej.

### 11 maja
Rosyjskie Ministerstwo Obrony stwierdziło, że siły rosyjskie zajęły wieś Keramik w obwodzie donieckim. Według ukraińskiego projektu DeepState armia rosyjska przedarła się na obrzeża wsi Strelecha, Krasne, Pylna i Borysiwka oraz próbowała także przebić się do wsi Ohircewe, Gatiszcze i Pleteniwka. Na mapie DeepState powiększył się obszar „szarej strefy”, w których toczyły się walki obronne na północy obwodu charkowskiego. Rzecznik Zgrupowania „Chortyca” Nazar Wołoszyn powiedział, że siły rosyjskie zaangażowane w nową ofensywę na obwód charkowski zostały powstrzymane i zamknięte w „szarej strefie”, w wyniku czego nie będą posuwały się dalej. Prezydent Zełenski stwierdził, że armia ukraińska w dalszym ciągu prowadziła działania obronne wokół północnych miejscowości granicznych w obwodzie charkowskim, stwierdzając, że w pobliżu wsi Strilecha, Krasne, Morochoweć, Olijnykowe, Łukjanci, Hatyszcze i Pleteniwka toczyły się walki. Według doniesień „szczególnie napięta” sytuacja miała miejsce w obwodzie donieckim, głównie na kierunku Pokrowska w pobliżu Semeniwki i Netajłowe, gdzie „dziennie dochodziło do ponad 30 starć”.
W opinii ISW siły rosyjskie prowadziły stosunkowo ograniczoną ofensywę w północnym obwodzie charkowskim i nadal osiągały tam istotne taktycznie postępy na prawdopodobnie słabiej bronionych obszarach. Kierunki rosyjskich działań ofensywnych na obszarze przygranicznym sugerowały, że Rosja może podejmować próbę utworzenia „strefy buforowej” dla ochrony Biełgorodu. Tymczasem wojska rosyjskie poczyniły potwierdzone postępy w północnym obwodzie charkowskim, w pobliżu Swatowego, Czasiw Jaru, Awdijiwki i Doniecka oraz w zachodnim obwodzie zaporoskim i we wschodnim obwodzie chersońskim.
Ukraiński Sztab oświadczył, że kontynuowano utrzymywanie przyczółku w obwodzie chersońskim na lewym brzegu Dniepru, gdzie odparto pięć ataków. Rosja atakowała w kierunkach Charkowa, Kupiańska, Łymanu, Siewierska, Kramatorska, Pokrowska, Kurachowego, Nowopawłowska i Zaporoża, gdzie doszło do 155 starć. W ciągu 24h wojska rosyjskie przeprowadziły 13 ataków rakietowych, 118 nalotów i 120 ostrzałów na pozycje ukraińskie i obszary zaludnione (odnotowano ofiary wśród cywilów i zniszczoną infrastrukturę). Ponad 120 miejscowości w dziewięciu obwodach znalazło się pod ostrzałem artyleryjskim. Ukraińskie lotnictwo i artyleria dokonały uderzeń na trzy systemy przeciwlotnicze, dwie jednostki artylerii, dwie stacje radarowe i dziewięć obszarów koncentracji. Ukraińska 110 Oddzielna Brygada Zmechanizowana poinformowała, że zestrzeliła kolejny rosyjski myśliwiec Su-25 nad obwodem donieckim.
Gubernator Ołeh Siniehubow podał, że Rosja zaatakowała rejon Wołczańska za pomocą bomb lotniczych, wyrzutni rakiet, artylerii i dronów, zabijając dwóch cywilów i raniąc dwóch kolejnych. Według doniesień siły rosyjskie zrzuciły w ciągu doby ponad 20 bomb lotniczych KAB na miasto i okoliczne miejscowości. Gubernator Serhij Łysak stwierdził, że wojska rosyjskie uderzyły dronami kamikadze w Nikopol, uszkadzając domy i lokalną infrastrukturę. Regionalna Administracja Wojskowa obwodu sumskiego stwierdziła, że armia rosyjska przeprowadziła atak rakietowy na obrzeża Sum, zabijając co najmniej jednego cywila. Gubernator Ołeh Siniehubow oświadczył, że w ciągu ostatniej doby w obwodzie charkowskim zostało ewakuowanych 1775 cywilów w związku z ponownymi atakami rosyjskimi na region. Z kolei minister spraw wewnętrznych Ukrainy Ihor Kłymenko powiedział, że z miejscowości przygranicznych w obwodzie charkowskim ewakuowano ponad 300 cywilów.
W okupowanym Doniecku doszło do ataku na restaurację „Raj”, w której rosyjscy bojownicy świętowali „Dzień DRL”, 10. rocznicę ogłoszenia Donieckiej Republiki Ludowej. Według rosyjskich mediów doszło rzekomo do ataku rakietami HIMARS na restaurację. Według wstępnych informacji, w wyniku ataku pięć osób zginęło, a kolejnych sześć zostało rannych. W Rosji nad obwodami biełgorodzkim i kurskim odnotowano drony. Według gubernatora Wiaczesława Gładkowa zestrzelono „kilka celów powietrznych”, ale ich szczątki uszkodziły „kilkadziesiąt” prywatnych domów, w większości wybijając okna oraz uszkadzając samochody. Rosyjscy urzędnicy podali, że pięć osób zginęło, a dziewięć zostało rannych w wyniku ataków dronów w obwodach biełgorodzkim, kurskim i donieckim. W nocy o 3:45 drony wywiadu ukraińskiego zaatakowały rafinerię ropy naftowej w Wołgogradzie, należącą do firmy „Łukoil-Wołgogradnieftiepierierabotka”. Według doniesień uszkodzone zostały dwie instalacje pierwotnego przetwórstwa ropy naftowej AVT-1 i AVT-6. Wiadomo, że uszkodzony został przewód sterujący chłodnic powietrza, w wyniku czego odłączono siedem z nich. Uszkodzeniu uległ także komin pieca P-1.
Ministerstwo energii Ukrainy poinformowało, że otrzymało awaryjne dostawy energii z Polski, Rumunii i Słowacji w celu tymczasowego rozwiązania trwających niedoborów energii po zmasowanym rosyjskim ataku na infrastrukturę energetyczną.

### 12 maja
Ministerstwo Obrony Rosji podało, że Rosjanie zajęli wsie Hatyszcze, Krasne, Morochoweć i Olijnykowe w północnym obwodzie charkowskim. Dowódca armii ukraińskiej generał Ołeksandr Syrski stwierdził, że wojska rosyjskie kontynuowały ataki w kilku sektorach, ale próby przebicia się przez ukraińską obronę zostały wstrzymane, dodając na kierunkach Kupiańska, Siewierska, Łymanu i Pokrowska sytuacja „szybko się zmieniała”. Powiedział także, że „wróg odnosi częściowe sukcesy w niektórych obszarach, a w innych Siły Obronne wypychają wroga i poprawiają swoją pozycję taktyczną”. Sztab Ukrainy poinformował, że trwały walki o Wołczańsk, gdy ukraińskie wojska próbowały odeprzeć rosyjską próbę zajęcia miasta, dodając, że „wróg odniósł taktyczny sukces” w walce o miasto. SG oświadczył, że organizowano działania obronne, aby powstrzymać rosyjski atak, który naruszył ukraińską obronę oraz rozmieszczano dodatkowe rezerwy w celu „ustabilizowania sytuacji” na tym obszarze. Prezydent Zełenski w przemówieniu powiedział, że wojska rosyjskie próbowały „zdobyć przyczółek” w niektórych wioskach obwodu charkowskiego, a w regionie trwały ciężkie walki. Sytuacja na obrzeżach Wołczańska było „niezwykle trudna”, a „miasto było pod ciągłym ostrzałem Rosji, a nasze wojsko przeprowadzało kontrataki, pomagając lokalnym mieszkańcom”. Poinformował także, że sytuacja w obwodzie donieckim jest „nie mniej intensywna”, dodając, że „ideą ataków w obwodzie charkowskim było rozrzedzenie naszych sił i osłabienie morale Ukraińców”. Według niego „najtrudniejsza” sytuacja miała miejsce na kierunku Pokrowska oraz była „trudna” na kierunkach Łymanu, Wremiwki, Kramatorska i Kupiańska.
W ocenie ISW rosyjskie wysiłki ofensywne mające na celu zajęcie Wołczańska były w dużej mierze konsekwencją polityki Zachodu, zgodnie z którą siły ukraińskie nie mogły wykorzystywać zachodnich systemów do atakowania celów wojskowych w Rosji. Tymczasem wojska rosyjskie poczyniły potwierdzone postępy w pobliżu Łypci i Wołczańska w północnym obwodzie charkowskim.
Nad ranem siły rosyjskie kontynuowały ataki na dzielnice mieszkalne Wołczańska za pomocą kierowanych bomb lotniczych. W wyniku ataków zniszczeniu i uszkodzeniu uległo kilkadziesiąt prywatnych i wielopiętrowych budynków mieszkalnych. Trzy osoby zginęły, a dwie kolejne zostały ranne. Administracja wojskowa poinformowała, że jedna osoba zginęła, a dwie zostały ranne w wyniku rosyjskiego ostrzału w obwodzie sumskim. Siły Powietrzne Ukrainy poinformowały, że obrona przeciwlotnicza zestrzeliła na południu kraju pięć rosyjskich dronów zwiadowczych, w tym cztery drony Zała nad obwodem chersońskim i jeden Orłan-10 nad obwodem mikołajowskim. Gubernator Ołeh Siniehubow poinformował, że w związku z nasileniem działań wojennych, ewakuowano ponad 4 tys. osób z miejscowości w obwodzie charkowskim.
Ministerstwo Obrony Rosji podało, że ok. 11:40 Ukraina użyła rzekomo do ataku na terytorium Rosji systemów rakietowych Toczka-U, Wilcha i RM-70 Vampire, dodając, że rosyjska obrona przeciwlotnicza zniszczyła sześć rakiet Toczka-U, cztery rakiety RM-70 i dwie kolejne rakiety Wilcha. W tym samym czasie, według gubernatora Wiaczesława Gładkowa, doszło do ostrzału Biełgorodu i obwodu biełgorodzkiego. W jego wyniku zawaliło się wejście do 10-piętrowego wieżowca zlokalizowanego przy ul. Szczorsa. Rosyjskie MON oświadczyło, że fragment rakiety Toczka-U, zestrzelonej przez obronę przeciwlotniczą, uderzył w budynek. Kanał na Telegramie „Baza” stwierdził, że ataku dokonano za pomocą wyrzutni rakietowej Wilcha. Według analityków białego wywiadu na opublikowanym filmie z eksplozji wieżowca w Biełgorodzie nie widać spadającej rakiety ani bomby, a charakter eksplozji wskazywał, że eksplozja miała miejsce wewnątrz budynku. Władze rosyjskie oświadczyły, że w ataku zginęło co najmniej 16 osób, a 27 zostało rannych. 
Gubernator Andriej Bocharow stwierdził, że nad ranem ukraiński dron zaatakował rafinerię ropy naftowej w obwodzie wołgogradzkim, wzniecając pożar, który został ugaszony; nie odnotowano ofiar. Później Ukraińska prawda podała, że ukraiński wywiad przeprowadził ataki dronów na skład ropy Kaługanaftoprodukt w Ludinowie w kałuskim oraz Nowolipieckie Zakłady Metalurgiczne w obwodzie lipieckim.
Minister spraw zagranicznych David Cameron powiedział, że sytuacja w Charkowie była niezwykle niebezpieczna, w związku z czym Wielka Brytania przyspieszyła realizację planu pomocy dla Ukrainy o wartości 3,74 mld dolarów oraz wezwała swoich sojuszników do pójścia w jej ślady.
Agencja wywiadowcza Korei Południowej oświadczyła, że badała dostawy dla Rosji pocisków artyleryjskich 122 mm i innej broni wyprodukowanej przez Koreę Północną w latach 70. XX wieku. Według szacunków Korea Północna dostarczyła Rosji rakiety balistyczne i ponad 3 miliony pocisków artyleryjskich.
Ukraińska armia poinformowała o zmianie dowódcy ukraińskiego Zgrupowania „Charków”, odpowiedzialnego za obronę obwodu charkowskiego przed trwającymi atakami wojsk rosyjskich w przygranicznej, północnej części regionu. Dotychczasowego dowódcę, generała Jurija Hałuszkina, zastąpił generał Mychajło Drapatyj, zastępca szefa SG Ukrainy.
Urzędnicy ukraińscy poinformowali, że eksport ukraińskiego zboża drogą morską powrócił do poziomu zbliżonego do przedwojennego.
Prezydent Władimir Putin ogłosił mianowanie ekonomisty i pierwszego wicepremiera Andrieja Biełousowa na stanowisko ministra obrony Rosji, w miejsce Siergieja Szojgu, który został przeniesiony na stanowisko sekretarza Rady Bezpieczeństwa Rosji. W rezultacie tego odwołano również poprzedniego sekretarza Rady Bezpieczeństwa Nikołaja Patruszewa „w związku z przeniesieniem na inne stanowisko”.

### 13 maja

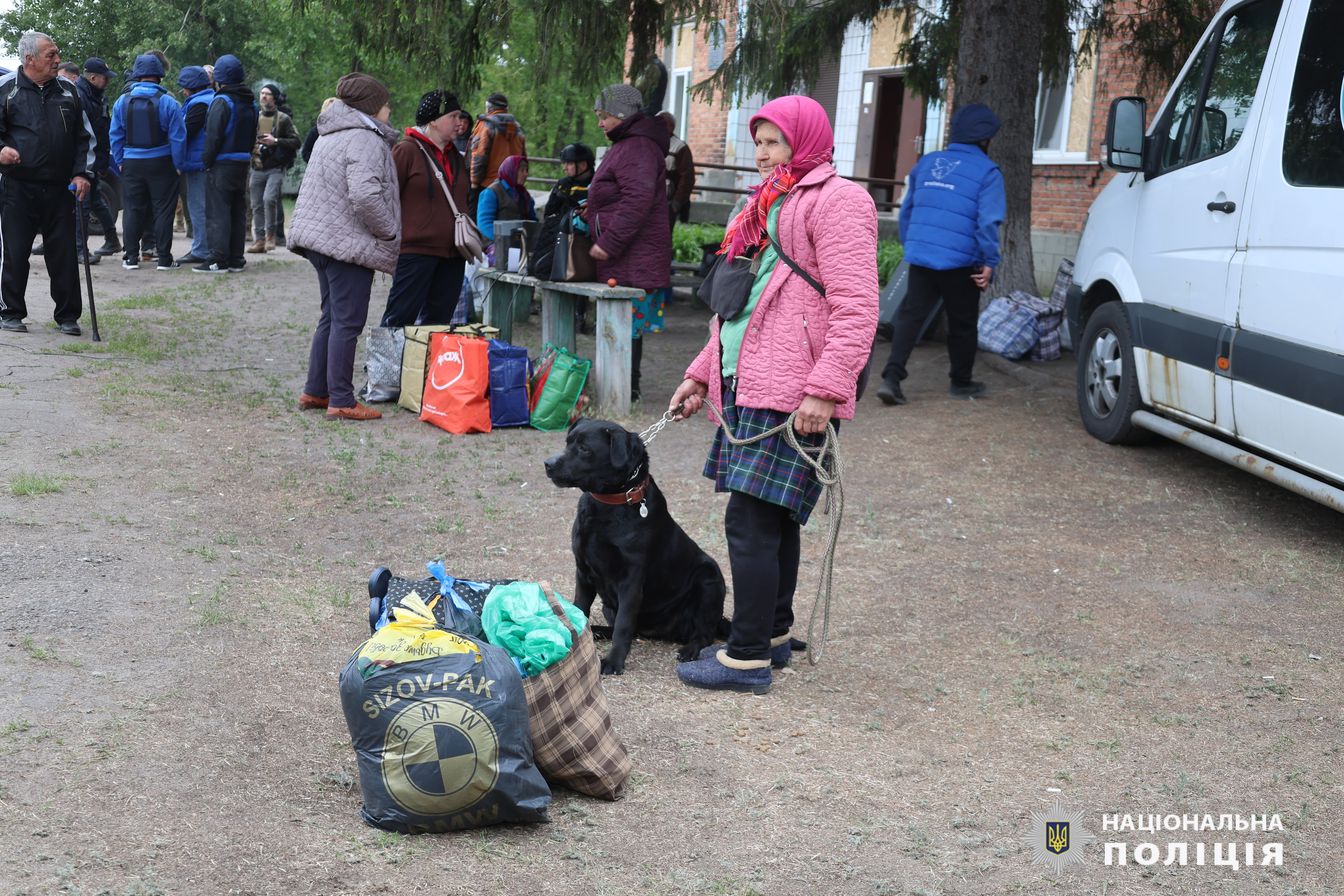
Ewakuacja obywateli z rejonu Wołczańska i Łypci podczas ofensywy charkowskiej w 2024 roku. Według ukraińskiej policji w ciągu ostatnich trzech dni rosyjskie lotnictwo zrzuciło 70–80 bomb na Wołczańsk i okolice, w wyniku czego zginęły trzy osoby.

Serwis DeepState zaktualizował mapę działań wojennych w obwodzie charkowskim, która wskazywała, że siły rosyjskie przejęły kontrolę nad wioską Zełene, Morochoweć i Olijnykowe, podczas gdy wioska Łukjanci była prawie w całości zajęta. Tymczasem wojska ukraińskie podały, że w północnym obwodzie charkowskim w ciągu ostatnich 24h zabito ponad 100 rosyjskich żołnierzy. Według doniesień w Wołczańsku zaangażowanych było ok. pięciu rosyjskich batalionów. Ukraińscy urzędnicy przyznali, że siły rosyjskie poczyniły „zyski taktyczne”. Z kolei Rosjanie stwierdzili, że wkroczyli do północnych przedmieści Wołczańska, gdzie zajęli zakład mięsny i część terenów mieszkalnych. Szef Administracji Wojskowej w Wołczańsku Tamaz Gambaraszwili powiedział, że ze względu na ciągły rosyjski ostrzał trudno było zbudować obronę wokół miasta. Według SG Ukrainy w kierunku Charkowa Rosjanie przeprowadzili co najmniej 12 ataków, „nie ustając w wypieraniu jednostek Wojsk Obronnych z zajmowanych pozycji”. Odnieśli „częściowy sukces” w rejonie Łukjanci, lecz atak został zatrzymany. Do 15:00 wojska ukraińskie wycofały się ze swoich pozycji w pobliżu Łukjanci. Jednocześnie siły ukraińskie przeprowadzały kontrataki. Przewodniczący RBNiO Ukrainy Ołeksandr Litwinienko powiedział, że ponad 30 tys. żołnierzy rosyjskich brało udział w nowej ofensywie na obwód charkowski.
Brytyjskie MON poinformowało, że prawdopodobnie Rosja zgromadziła niewystarczające siły, aby zająć Charków, bez skierowania dodatkowych wojsk na ten odcinek frontu. Nowo sformowane rosyjskie Północne Zgrupowanie Wojsk zaatakowało obwód charkowski i przejęło kontrolę nad kilkoma wsiami, a przygraniczny Wołczańsk, o które toczyły się walki, był najbliższym celem Rosjan. Zdaniem Ministerstwa Rosja niemal na pewno próbowała odciągnąć ukraińskie wojska z innych odcinków frontu i zagrozić Charkowowi. Według ISW siły rosyjskie poczyniły taktyczne postępy na północ i północny wschód od Charkowa oraz prawdopodobnie priorytetem było szybkie utworzenie „strefy buforowej” wzdłuż granicy w celu ustalenia warunków dla głębszej penetracji północnego obwodu charkowskiego. Tymczasem wojska rosyjskie poczyniły potwierdzone postępy w pobliżu Łypci i Wowczańska w północnym obwodzie charkowskim.
Sztab Ukrainy podał, że Rosja atakowała w kierunkach Charkowa, Kupiańska, Łymanu, Siewierska, Kramatorska, Pokrowska, Kurachowego, Wremiwki i Chersonia, gdzie doszło do 160 starć. W ciągu doby wojska rosyjskie przeprowadziły siedem ataków rakietowych, 110 nalotów i 89 ostrzałów na pozycje ukraińskie i obszary zaludnione. 47 Oddzielna Brygada Zmechanizowana stwierdziła, że nad obwodem donieckim zestrzelono rosyjski helikopter Ka-52. W tym samy regionie 110 Brygada Zmechanizowana zniszczyła kolejny samolot Su-25, który systematycznie ostrzeliwał region.
Rosjanie zaatakowali obwód sumski, w wyniku czego zginęła jedna osoba, a trzy osoby zostały ranne. Gubernator Ołeksandr Prokudin poinformował, że rosyjskie wojsko ostrzelało wioskę Kizomys w obwodzie chersońskim, w rezultacie czego zginęły dwie osoby. Gubernator Ołeh Siniehubow poinformował, że w związku z ciężkimi walkami w obwodzie charkowskim ewakuowano 5762 cywilów, dodając, że w miarę postępu armii rosyjskiej, w Wołczańsku pozostało 300 osób. Władze regionalne obwodu sumskiego poinformowały, że w związku z pogarszającą się sytuacją na linii frontu rozpoczęto ewakuację miast Białopole i Worożba.
Gubernator Artem Łysohor powiedział, że w Sorokyne w okupowanym obwodzie ługańskim doszło do eksplozji rosyjskiego składu amunicji, ok. 130 km od linii frontu. Prorosyjski gubernator Leonid Pasiecznik stwierdził, że doszło do ataku rakietowego na dzielnicę przemysłową miasta, w wyniku czego trzy osoby zginęły, a cztery zostały ranne. Ok. 6:00 rano doszło do ataku rakietowego (prawdopodobnie za pomocą Storm Shadow) na Krym, podczas którego trafiona została rosyjska baza przeciwlotnicza (jednostka wojskowa nr. 85683) 3 Pułku Radiotechnicznego FR na górze Aj-Petri. Rosja oświadczyła, że zestrzeliła 31 dronów nad obwodami lipieckim (4), biełgorodzkim (12) i kurskim (8) oraz Krymem (7), co doprowadziło do zamknięcia Mostu Krymskiego na kilka godzin po tym, jak rosyjskie Ministerstwo Obrony stwierdziło, że zestrzelono cztery rakiety Storm Shadow i siedem dronów nad Krymem. Ukraińskie media podały, że w nocy drony SBU uderzyły w skład ropy „Oskolneftesnab” w pobliżu miasta Stary Oskoł w obwodzie biełgorodzkim i podstację elektryczną w obwodzie lipieckim. Rosyjskie władze podały, że w obwodzie kurskim zginęła jedna osoba, a trzy zostały ranne.
Rząd Estonii rozważał możliwość wysłania wojsk na zachodnią Ukrainę w celu zapewnienia wsparcia logistycznego armii ukraińskiej.
Kontrwywiad SBU zapobiegł czterem atakom terrorystycznym w Kijowie, które miały mieć miejsce 9 maja 2024 roku. W wyniku wieloetapowej operacji specjalnej w stolicy aresztowano agentów rosyjskiego GRU, którzy zainstalowali ładunki wybuchowe w hipermarketach budowlanych znanej sieci oraz w pobliżu jednej z kawiarni.

### 14 maja

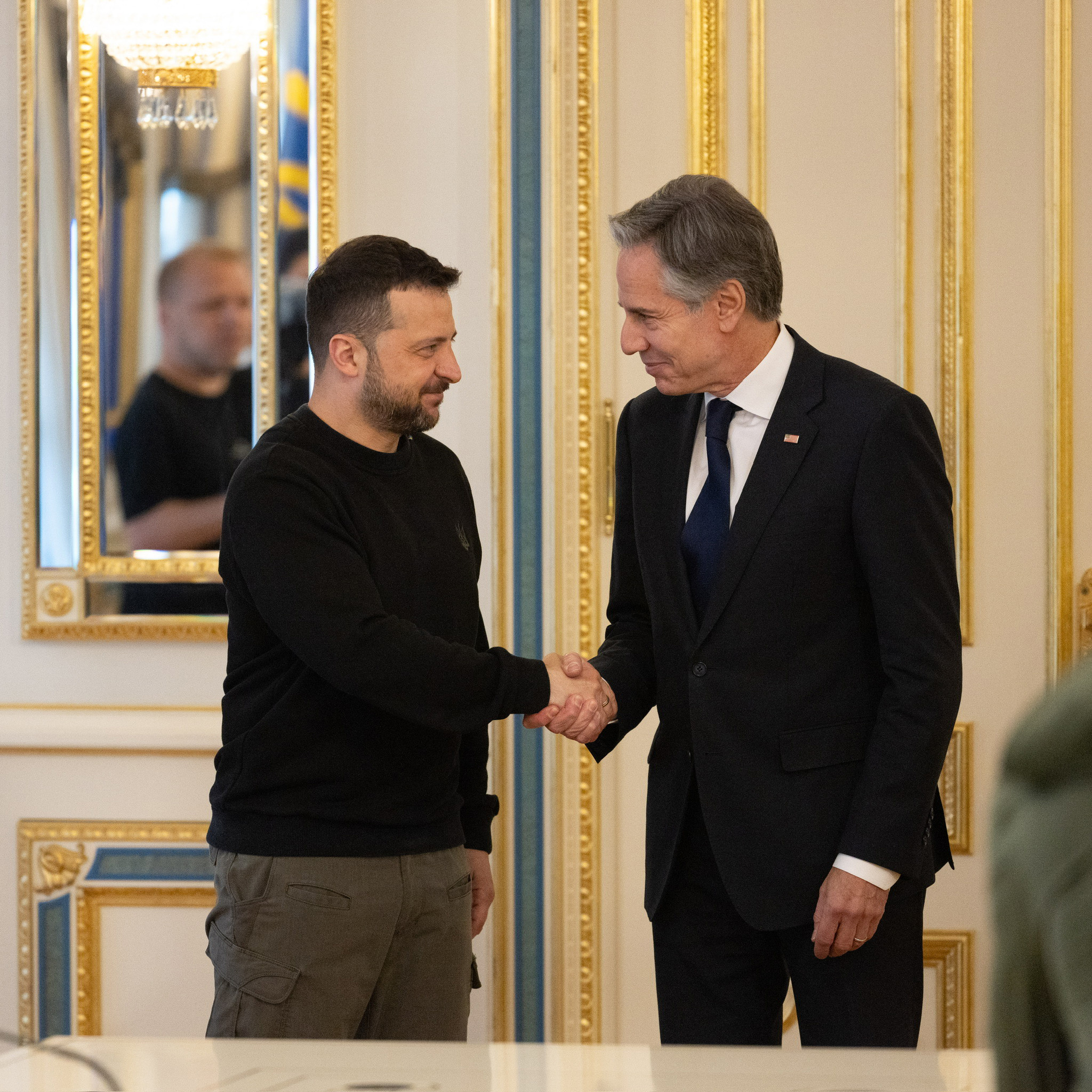
Spotkanie prezydenta Zełenskiego z sekretarzem stanu Stanów Zjednoczonych Antonym Blinkenem.

Szef wywiadu ukraińskiego generał Kyryło Budanow stwierdził, że prawdopodobnie po ustabilizowaniu przez siły ukraińskie frontu w obwodzie charkowskim Rosja przeprowadzi nowy atak w obwodzie sumskim. Dodał, że: „Sytuacja była na krawędzi. Z każdą godziną sytuacja stawała się krytyczna”, zauważając, że obwód charkowski przetrwa „jeszcze przez trzy–cztery dni”, a ukraińskie wojsko będzie w stanie wzmocnić swoje pozycje i ustabilizować linię frontu w regionie. Później Budanow stwierdził, że sytuacja w obwodzie charkowskim „nie była katastrofalna” oraz istniały przesłanki wskazujące na stabilizację, dodając, że wojska rosyjskie zostały zablokowane na osiągniętych granicach. Według niego trwała operacja ukraińska mająca na celu dalszą stabilizację sytuacji i rozpoczęcie wypychania wojsk rosyjskich z powrotem przez granicę. Z kolei SG Ukrainy oświadczył, że ukraińscy żołnierze „zmienili pozycje” w pobliżu wsi Łukjanci, „aby ratować życie” żołnierzy w związku z intensywnym rosyjskim ostrzałem i bombardowaniem pozycji ukraińskich, dodając, że „walki trwały”. 
W opinii ISW tempo rosyjskich ataków w obwodzie charkowskim spadło w ciągu ostatnich 24h. Siły rosyjskie zrobiły nieznaczne postępy w pobliżu Łypci, Wołczańska, Swatowego, Czasiw Jaru, Awdijiwki, Doniecka i Krynek.
Dowódca Sił Powietrznych Ukrainy generał Mykoła Ołeszczuk podał, że w nocy Rosja zaatakowała Ukrainę za pomocą 18 dronów Shahed 136/131 i jednego pocisku balistycznego Iskander-M z okupowanego Krymu. Ukraińska obrona przeciwlotnicza i mobilne grupy ogniowe zniszczyły wszystkie 18 dronów w obwodach kijowskim, donieckim, dniepropetrowskim, czerkaskim, kirowohradzkim, zaporoskim, chersońskim i chmielnickim. Gubernator Ołeh Siniehubow poinformował, że dwie starsze osoby zginęły w rosyjskim ostrzale w rejonie Wołczańska. Gubernator Wiaczesław Chaus powiedział, że w wyniku ostrzału moździerzowego we wsi Hremiach w obwodzie czernihowskim zginęła jedna osoba. Gubernator Ołeh Siniehubow oświadczył, że armia rosyjska przeprowadziła w ciągu doby wielokrotne ataki na Charków i użyła bomby UMPB D-30, raniąc co najmniej 21 cywilów, w tym troje dzieci.  Siniehubow poinformował także, że ewakuowano ponad 7500 cywilów z obwodu charkowskiego, w tym 568 dzieci i 201 osób niepełnosprawnych. Firma energetyczna Ukrenergo oświadczyła, że w związku z niedawnymi atakami Rosji na infrastrukturę energetyczną Ukrainy i wzrostem zużycia energii elektrycznej po spadku temperatury doszło do poważnych niedoborów w dostawach energii elektrycznej, dlatego nałożono ograniczenia na dostawy energii.
Rosyjskie media państwowe podały, że nocy wyniku ataku drona wykoleił się pociąg towarowy na stacji Kotłubań we wsi Samofałowka w obwodzie wołgogradzkim (ok. 450 km od linii frontu). W rezultacie czego zapaliły się dwie cysterny z olejem napędowym, w tym jedna eksplodowała, powodując wyciek paliwa i zapalenie otaczającej trawy, z kolei dziewięć innych wagonów wykoleiło się. Nie odnotowano żadnych ofiar. Jako przyczynę wykolejenia podano „ingerencję osób nieuprawnionych w funkcjonowanie transportu kolejowego”.
Według OSW 10 maja siły rosyjskie przekroczyły granicę w obwodzie charkowskim, atakując na trzech kierunkach na północ i północny wschód od Charkowa. W ciągu czterech dni wyparły Ukraińców na głębokość 5–6 km od granicy i doprowadziły do połączenia sił, tworząc nowy front o szerokości ok. 60 km. Pod kontrolą Rosjan znalazło się od 9 do 13 przygranicznych wiosek oraz część Wołczańska. Rosjanie próbowali przełamać ukraińską obronę na północ, w rejonie miejscowości Łypci. Rosja wykorzystała do ataku stosunkowo niewielkie siły, pierwszego dnia liczyły one ok. 2 tys. żołnierzy, a w kolejnych dniach wzrosły do kilku tysięcy. Wojska rosyjskie poczyniły kolejne postępy na północ i zachód od Orichiwa oraz na zachód od Awdijiwki, gdzie zajęły większą część Umanśkego i centrum Netajłowego. Wymusiło to na Ukraińcach utworzenie linii obrony wzdłuż Zbiornika Karliwskiego i rzeki Wołcza. W Krasnohoriwce doszło do połączenia sił rosyjskich atakujących od południa i północnego wschodu, w efekcie czego wschodnia część miasta znalazła się pod kontrolą Rosjan. Na południe od Wełykiej Nowosiłki wojska rosyjskie umocniły się w części Urożajnego i wkroczyły do sąsiedniego Staromajorśkego, odbierając Ukraińcom kolejne zdobycze z letniej ofensywy 2023 roku. Poszerzyły też kontrolowany obszar na południe od Czasiw Jaru po wschodniej stronie kanału Doniec–Donbas.
Podczas Szczytu Bezpieczeństwa i Konkurencyjności w Szwecji kanclerz Olaf Scholz oświadczył, że Niemcy przekażą Ukrainie trzeci system obrony powietrznej Patriot. Minister obrony Francji Sébastien Lecornu zapowiedział kolejną partię rakiet ziemia-powietrze Aster dla francusko-włoskiej obrony przeciwlotniczej broniącej Ukrainy. Minister obrony Andris Sprūds oświadczył, że Łotwa przeznaczy dodatkowe ok. 11 mln dolarów na czeską inicjatywę zakupu pocisków artyleryjskich dla Ukrainy. Z kolei Ministerstwo Obrony Estonii stwierdziło, że rząd nie prowadził konkretnych rozmów na temat wysłania wojsk na Ukrainę.
Dziennik The New York Times stwierdził, że Stany Zjednoczone i kraje europejskie nie mogły dojść do porozumienia w sprawie warunków i form wykorzystania zamrożonych rosyjskich aktywów. Stany Zjednoczone i Wielka Brytania opowiadały się za bezpośrednią konfiskatą mienia, ale Niemcy, Francja, Włochy, Indonezja, Japonia i Arabia Saudyjska sprzeciwiały się temu, obawiając się, że takie konfiskaty mogłyby stworzyć niebezpieczny precedens i doprowadzić do działań prawnych, niestabilności finansowej i odwetowej konfiskaty mienia.
Rada Unii Europejskiej przyjęła „Ukraine Facility Plan”, który określał zamierzenia rządu Ukrainy dotyczące odbudowy i modernizacji kraju, a także reformy, które planował on wdrożyć w ramach procesu akcesyjnego do Unii Europejskiej w ciągu następnych czterech lat.

### 15 maja

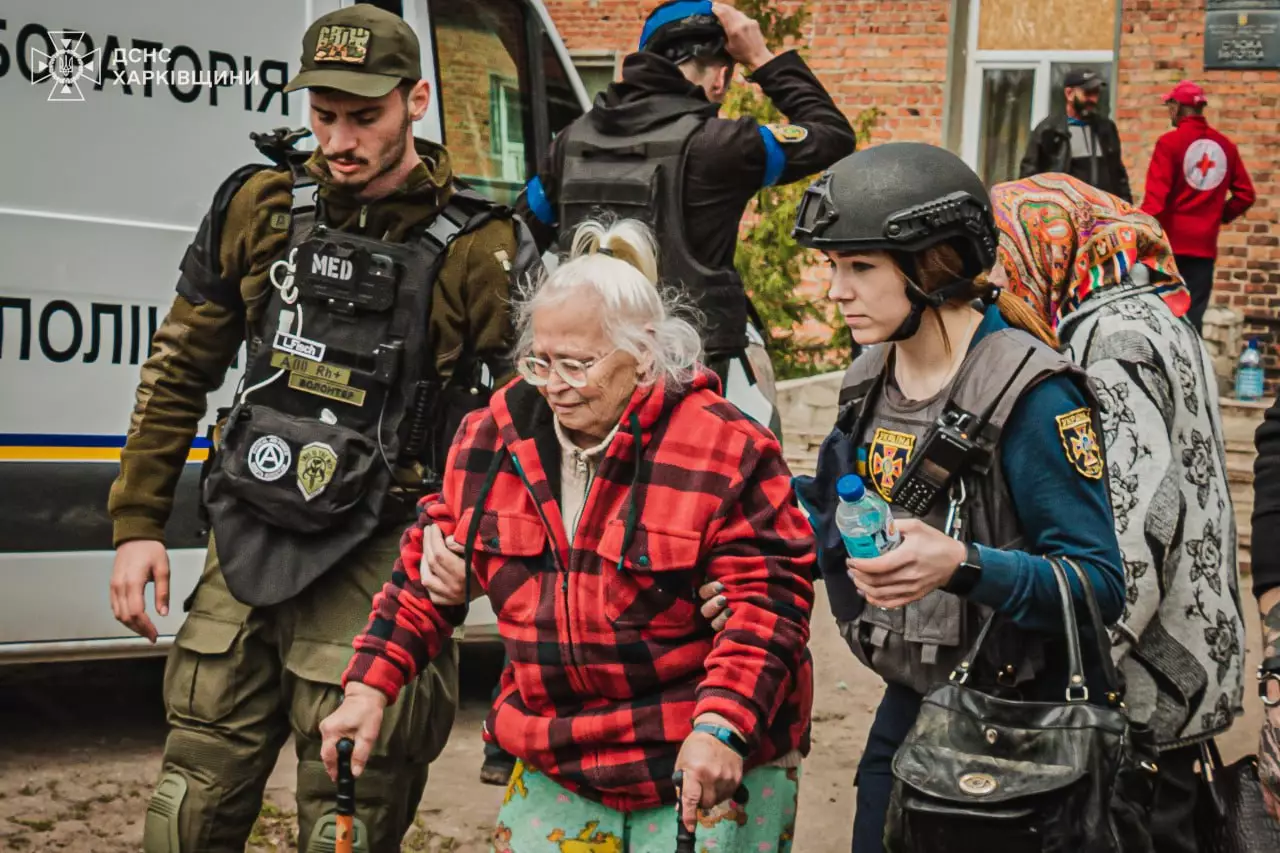
Ewakuacja z miejscowości obwodu charkowskiego, położonych przy granicy z Rosją. Do rana 15 maja 2024 roku ewakuowano ok. 8 tys. osób.

Ministerstwo Obrony Rosji ogłosiło, że siły rosyjskie zajęły wsie Hłyboke i Łukjanci w obwodzie charkowskim oraz rzekomo Robotyne w obwodzie zaporoskim, co później zostało zdementowane przez stronę ukraińską. Według SG Ukrainy Rosjanie próbowali wyprzeć jednostki ukraińskie w z rejonu Wołczańska w obwodzie charkowskim, jednak siły ukraińskie stawiły opór i „częściowo wyparły siły wroga z miasta”. Dodano, że: „Na północnych i północno-zachodnich obrzeżach trwały działania obronne”. Rzecznik ukraińskiego Zgrupowania „Chortyca” Nazar Wołozyn stwierdził, że w obwodzie charkowskim trwały ciężkie walki, ale sytuacja nieco się ustabilizowała. Dodał, że Rosjanie „próbowali zdobyć przyczółek na dużym pasie przygranicznych osiedli w celu dalszych postępów” oraz powiedział, że „w ciągu ostatniej doby nasi żołnierze odparli ok. 11 ataków wroga, a mianowicie w kierunkach Hłyboke–Łypci, Łukjanci–Łypci, Borysiwka–Neskuchne i Szebiekino–Wołczańsk”. Rzecznik ukraińskiego MON Dmytro Łazutkin powiedział, że małe jednostki rosyjskiej piechoty wkroczyły do północnej części Wołczańska i próbowały ustabilizować swoje pozycje. Z kolei prezydent Zełenski po spotkaniu z najwyższymi dowódcami wojskowymi zapowiedział rozmieszczenie większej liczby żołnierzy w obwodzie charkowskim. Wieczorem Zełenski powiedział, że ukraińskim oddziałom udało się w ciągu ostatniej doby ustabilizować sytuację w obwodzie charkowskim pomimo prób przebicia się Rosji.
W ocenie ISW tempo rosyjskiej ofensywy w obwodzie charkowskim znacznie spadło w ciągu ostatnich 24h, prawdopodobnie ze względu na nową taktykę wojsk ukraińskich i znaczne straty Rosjan. Według Instytutu Rosjanie posunęli się nie dalej niż 8 km od granicy i mogli dążyć do umocnienia swoich pozycji w Łypciach i Wołczańsku, tworząc w ten sposób „strefę buforową” wzdłuż granicy. Tymczasem wojska rosyjskie poczyniły potwierdzone postępy w północnym obwodzie charkowskim, w pobliżu Siewierska i na zachód od Doniecka. Ponadto sekretarz Rady Bezpieczeństwa Narodowego i Obrony Ukrainy Ołeksandr Łytywienko ocenił, że Rosjanie będą mieli wystarczającą liczbę czołgów i bojowych wozów opancerzonych na 1,5 roku walk przy obecnym tempie operacyjnym.
Koleje ukraińskie (Ukrzaliznycja) poinformowały, że w wyniku rosyjskiego ostrzału infrastruktury kolejowej w obwodzie dniepropetrowskim zginęło dwóch pracowników kolei, inspektor kolei i mechanik. Administracja Wojskowa podała, że siły rosyjskie zaatakowały hromady w obwodzie sumskim, zabijając jednego cywila i raniąc drugiego. Rosyjskie ataki bombowe i rakietowe na dzielnice mieszkalne Mikołajowa i Chersonia raniły co najmniej 25 osób, w tym trzy w poważnym stanie. Lokalne władze podały, że w wyniku bombardowań uszkodzone zostały bloki mieszkalne, domy prywatne, dwie szkoły i placówka medyczna. Kolejnych sześć osób zostało rannych w oddzielnym ataku rakietowym na warsztat samochodowy w Mikołajowie. Gubernator Ołeh Siniehubow poinformował, że prawie 8 tys. cywilów zostało ewakuowanych w związku z rosyjską ofensywą w północnym obwodzie charkowskim, w wyniku której w ciągu ostatniego dnia zginął co najmniej jeden cywil, a 24 kolejnych zostało rannych.
W nocy siły ukraińskie zaatakowały lotnisko Belbek przy użyciu 16 rakiet ATACMS z głowicami kasetowymi i bombami AASM Hammer. Ministerstwo Obrony i rosyjscy urzędnicy na Krymie stwierdzili, że ukraiński atak rakietowy spowodował eksplozje i pożary w Sewastopolu, dodając, że obrona przeciwlotnicza zestrzeliła 10 rakiet ATACMS nad Morzem Czarnym i w pobliżu lotniska Belbek. Inne źródła (m.in. kanał na Telegramie „Crimean Wind”) wskazywały, że niektóre rakiety uderzyły w lotnisko, zrzucając amunicję kasetową. Zdjęcia satelitarne pokazały, że 1h po zakończeniu ataku na lotnisku wzrosła liczba pożarów w rejonie miejsc, gdzie stały samoloty. W wyniku ataku zniszczono co najmniej dwa rosyjskie systemy obrony powietrznej, samolot MiG-31K i uszkadzając trzy Su-27. Rosyjski serwis ASTRA podał, że w wyniku ataków ukraińskich na obiekty na Krymie uszkodzone zostały systemy S-400, dwa samoloty MiG-31 oraz magazyn paliwa i smarów na lotnisku Belbek oraz zginęło dwóch żołnierzy, a 13 zostało rannych.
Według gubernatora Wasilija Gołubiewa dwa drony uderzyły w rafinerię ropy naftowej w rejonie proletarskim w obwodzie rostowskim, powodując eksplozje. Nie doszło jednak do pożaru i nie było ofiar. Rosyjskie Ministerstwo Obrony podało, że zniszczono dwie rakiety AGM-88 HARM, dwie bomby AASM Hammer, dwa rakiety Wilcha i dziewięć dronów, wystrzelonych w kierunku obwodu biełgorodzkiego, w wyniku czego dwie osoby zostały ranne. Osiem dronów zestrzelono także nad obwodami kurskim (5) i briańskim (3) oraz w Tatarstanie.
Sekretarz stanu USA Antony Blinken zapowiedział przekazanie Ukrainie dodatkowych 2 miliardów dolarów pomocy w ramach wkładu do nowo utworzonego funduszu Defense Enterprise Fund, którego celem był rozwój ukraińskiego kompleksu obronno-przemysłowego oraz finansowanie zakupów uzbrojenia. Estoński parlament przyjął ustawę zezwalającą na transfer rosyjskich aktywów zamrożonych na skutek międzynarodowych sankcji na Ukrainę. Estonia stała się pierwszym krajem na świecie, który zdecydował się na taki krok. Szacowano, że kraj ten posiada zamrożone rosyjskie aktywa o wartości ok. 41,3 mln dolarów.

### 16 maja
Gubernator Ołeh Siniehubow stwierdził, że „[ukraińscy] żołnierze, choć nie można jeszcze powiedzieć, że ustabilizowali linię frontu, ale zatrzymali aktywne natarcie wroga na terytorium obwodu charkowskiego. W niektórych kierunkach naszym żołnierzom udało się odzyskać korzystniejszą pozycję”. Dodał, że Rosjanie starali się osiągnąć sukces, zbliżając się do Łypci, ale i nie tracili nadziei na zdobycie Wołczańska. Prezydent Wołodymyr Zełenski przybył do Charkowa, aby spotkać się z dowództwem wojskowym, mówiąc, że sytuacja w obwodzie charkowskim była „ogólnie pod kontrolą”, ale sytuacja na tym obszarze pozostawała „niezwykle trudna”. Szef MSW Ukrainy Ihor Kłymenko powiedział, że w północnej części Wołczańska siły rosyjskie rozstrzeliwali lokalnych mieszkańców, stwierdzając, że: „Na chwilę obecną, według informacji operacyjnych, wojsko rosyjskie, próbujące zdobyć przyczółek w mieście, nie pozwoliło na ewakuację miejscowej ludności: zaczęto porywać ludzi i zapędzać ich do piwnic”. Ukraińscy żołnierze walczący pod Charkowem poinformowali, że „nigdy nie widzieli niczego podobnego do liczby latających Łancetów (dronów)” w porównaniu z wcześniejszymi bitwami. Siły rosyjskie zmniejszyły liczbę używanych pojazdów opancerzonych i przestawiły się na ataki mniejszymi grupami piechoty, liczącymi 5–20 osób.
ISW podało, że „siły ukraińskie stabilizowały sytuację wzdłuż północnej granicy w obwodzie charkowskim, a tempo rosyjskich działań ofensywnych na tym obszarze w dalszym ciągu malało”. Wojska rosyjskie poczyniły postępy w pobliżu do Łypci, Wołczańska, Kupiańska i Doniecka. Szef Dowództwa Europejskiego USA i Naczelny Dowódca Sił Sojuszniczych w Europie Christopher Cavoli stwierdził, że liczba rosyjskich żołnierzy stacjonujących w obwodzie charkowskim była jest wystarczająca liczebnie, aby dokonać „strategicznego przełomu” w ukraińskiej obronie.
Prokuratora Generalna podała, że w rosyjskim ataku na obwód charkowski zginęły dwie kobiety, a cztery osoby zostały ranne. Atak na region uszkodził także internat, przychodnię i dom we wsi Małej Danyliwce, raniąc czterech pracowników medycznych. Według ukraińskich prokuratorów wojska rosyjskie zaatakowały wieś Mychajliwka w obwodzie donieckim i rejon berysławski w obwodzie chersońskim, zabijając jedną osobę i raniąc dziewięć kolejnych. Gubernator Ołeh Siniehubow powiedział, że armia rosyjska użyła amunicji kasetowej do ataku na Wołczańsk, raniąc co najmniej sześć osób, w tym dyrektora Administracji Wojskowej Tamaza Gambaraszwili, dwóch pracowników medycznych i dwóch kierowców.
Ukraińskie media podały, że ukraiński wywiad przeprowadził atak dronem na państwową fabrykę broni i amunicji „Bazalt” w Tule w obwodzie tulskim. Rosyjskie Ministerstwo Obrony podało, że w nocy rosyjska obrona przeciwlotnicza zestrzeliła dwa drony nad obwodem tulskim, po jednym nad obwodami briańskim, kałuskim i biełgorodzkim oraz sześć nad okupowanym Krymem. Kanał na Telegramie „Crimean Wind” poinformował, że w nocy na okupowanym Krymie rakiety uderzyły w skład paliwa na lotnisku Belbek, w wyniku czego wybuchł pożar.
Duński rząd ogłosił nowy pakiet pomocy wojskowej dla Ukrainy o wartości ok. 815 milionów dolarów, który będzie obejmował obronę przeciwlotniczą, artylerię, pociski i inną amunicję oraz środki na przyszłe wsparcie ukraińskich myśliwców F-16, które prawdopodobnie pojawią się na Ukrainie latem 2024 roku.
Według doniesień Turcja zmieniała etykietę rosyjskiej ropy i sprzedawała ją Unii Europejskiej w celu obejścia sankcji. W 2023 roku Rosja zarobiła 3 miliardy euro dzięki Turcji, która zmieniła etykietę rosyjskiej ropy i wysłała ją do UE, omijając sankcje. Zgodnie z unijnymi przepisami ładunki ropy podlegały sankcjom w zależności od udziału komponentu rosyjskiego.

### 17 maja
Dowódca armii ukraińskiej generał Ołeksandr Syrski stwierdził, że Rosjanie rozszerzyli strefę aktywnych działań o prawie 70 km, koncentrując swoje główne wysiłki w kierunku Strelecha—Łypci i Wołczańska w obwodzie charkowskim. Siły rosyjskie planowały przedostać się do Biłego Kołodiaza i kontynuować ofensywę na tyłach sił ukraińskich. Do ofensywy Rosja utworzyła Zgrupowanie Wojsk „Północ”, składające się jednostek bojowych 6 Armii oraz 11 i 44 Korpusu Armijnego. Syrski zauważył, że wojska rosyjskie rozpoczęły ofensywę wcześniej niż planowano ze względu na przemieszczenie wojsk ukraińskich, dodając: „Przed nami ciężkie bitwy i wróg się do nich przygotowuje”. Prezydent Zełenski powiedział, że ofensywa Rosji w obwodzie charkowskim w tym miesiącu może być pierwszą z kilku fal, a siły rosyjskie mogą próbować zająć Charków. Jego zdaniem natarcie Rosjan zostało zatrzymane przez pierwszą linię obrony Ukrainy, a sytuacja w regionie ustabilizowała się. Później Poinformował, że sytuacja w obwodzie charkowskim była „kontrolowana”, ale nie „ustabilizowana”. Dodał również, że Ukraina posiada „ok. 25 procent” obrony powietrznej potrzebnej do odparcia przyszłych rosyjskich ataków i potrzebuje od 120 do 130 F-16 lub innych zaawansowanych samolotów, aby osiągnąć „parytet” powietrzny z Rosją.
W opinii ISW wojska rosyjskie prawdopodobnie będą w stanie rozciągnąć siły ukraińskie wzdłuż całego frontu i unieruchomić je na międzynarodowym obszarze przygranicznym, nawet gdy tempo rosyjskiej ofensywy w północnym obwodzie charkowskim spadnie. Tymczasem siły rosyjskie zrobiły nieznaczne postępy w okolicy Awdijiwki.
Siły Powietrzne Ukrainy podały, że między północą a wczesnym rankiem Rosjanie zaatakowali Ukrainę za pomocą 20 dronów Shahed 136/131, wystrzelonych z Primorsko-Achtarska i Kurska. Ukraińska obrona przeciwlotnicza, mobilne grupy ogniowe i jednostki walki elektronicznej zniszczyły wszystkie drony w obwodach charkowskim, połtawskim, winnickim, odeskim i mikołajowskim. Ministerstwo Energii Ukrainy podało, że spadające fragmenty rosyjskiego drona uszkodziły obiekty jednego z zakładów energetycznych w Winnicy i odcięły prąd ponad 23 tys. abonentów w czterech miejscowościach. Gubernator Ołeh Siniehubow poinformował, że w wyniku rosyjskiego ataku dwiema bombami szybującymi na rejon szewczenkowski w Charkowie zginęły cztery osoby, a 31 zostało rannych, w tym dwie poważnie. Według doniesień siły rosyjskie zrzuciły bombę szybującą na Kupjanśk-Wuzłowyj, uszkadzając wieżowce, szpital i przedszkole; jedna kobieta została ranna. Według Prokuratury Okręgowej co najmniej dwóch cywilów zginęło, a jeden został ranny w Wołczańsku, gdy wojska rosyjskie kontynuowały próby przedostania się przez obwód charkowski. Ponadto ukraińska policja oskarżyła rosyjskich żołnierzy przebywających w mieście o wykorzystanie ok. 40 więźniów cywilnych jako żywych tarcz. W wyniku ataku rakietowego w obwodzie odeskim zginęła jedna osoba, a o co najmniej osiem zostało rannych. Premier Denys Szmyhal powiedział, że rząd przeznaczył ponad 38 milionów dolarów na odbudowę Żmijiwską Elektrownię Cieplną w obwodzie charkowskim i Trypolską Elektrownię Cieplną w obwodzie kijowskim, zniszczone w wyniku rosyjskich ataków.
Według doniesień Ukraina przeprowadziła masowy atak dronów na rosyjskie cele, w tym na port w Noworosyjsku i obiekty naftowe. Ministerstwo Obrony Rosji oświadczyło, że przechwycono i zniszczono ponad 102 drony powietrzne, w tym 51 nad Krymem, 44 na Krajem Krasnodarskim i siedem nad obwodami biełgorodzkim i kurskim oraz sześć dronów morskich na Morzu Czarnym. Zgłoszono eksplozje na terenie bazy Floty Czarnomorskiej i w zakładach naftowych w Noworosyjsku, będącym głównym rosyjskim portem handlowym na Morzu Czarnym i bazą morską marynarki wojennej Rosji. W mediach społecznościowych pojawiły się informacje, że lokalni mieszkańcy odnotowali ponad 35 eksplozji. Dwie osoby zginęły w ataku drona w obwodzie biełgorodzkim. Doszło także do ataku dronów na rafinerię w Tuapse, która była atakowana już wcześniej. Gubernator Michaił Razwożajew powiedział, że w wyniku ataku dronów na podstację elektryczną w Sewastopolu, doszło do przerwy w dostawie prądu na Krymie.
Litwa ogłosiła, że przekaże armii ukraińskiej sześć stacji radarowych Amber-1800 o zasięgu wykrywania do 400 km. Litwa zwiększyła także swoje wsparcie dla Ukrainy za pomocą dronów zwiadowczych w ramach koalicji dronów pod przywództwem Łotwy oraz systemów przeciwdronowych i amunicji. Prezydent Zełenski powiedział, że ukraińskiej armii po raz pierwszy od początku wojny nie brakowało pocisków artyleryjskich, stwierdzając, że: „Nawet w kwestii czeskiej inicjatywy mamy postępy. Po raz pierwszy od lat wojny żadna z brygad nie narzekała na brak pocisków artyleryjskich. Dzieje się tak od dwóch miesięcy”.
Prezydent Wołodymyr Zełenski podpisał ustawę zezwalającą osobom skazanym za mniejsze przestępstwa na służbę w armii ukraińskiej. Zełenski zatwierdził także projekt ustawy nr. 10379, który zwiększyła kary za naruszenia przepisów mobilizacyjnych. Od tej pory kary mogły być nakładane nawet zaocznie. W szczególności za nieprzestrzeganie zasad rachunkowości wojskowej w okresie stanu wojennego przewidziana jest kara w wysokości od 17 do 25,5 tys. hrywien. 
Prezydent Władimir Putin po wizycie w Chinach oświadczył, że „wojska rosyjskie nie zamierzają zdobywać Charkowa, a wzmożenie rosyjskiej ofensywy było spowodowane koniecznością zabezpieczenia regionów Federacji Rosyjskiej przed ostrzałem”.
Dziennik The Washington Post zacytował ukraińskich żołnierzy, którzy donosili, że 10 maja br. Starlink używany przez armię ukraińską po raz pierwszy stał się całkowicie niesprawny. Tego dnia armia rosyjska rozpoczęła nową ofensywę od północno-wschodniej granicy Ukrainy, a 125 Brygada Obrony Wewnętrznej w wyniku ingerencji walki elektronicznej wojsk rosyjskich utraciła łączność z dronem monitorującym sytuację na granicy.

### 18 maja

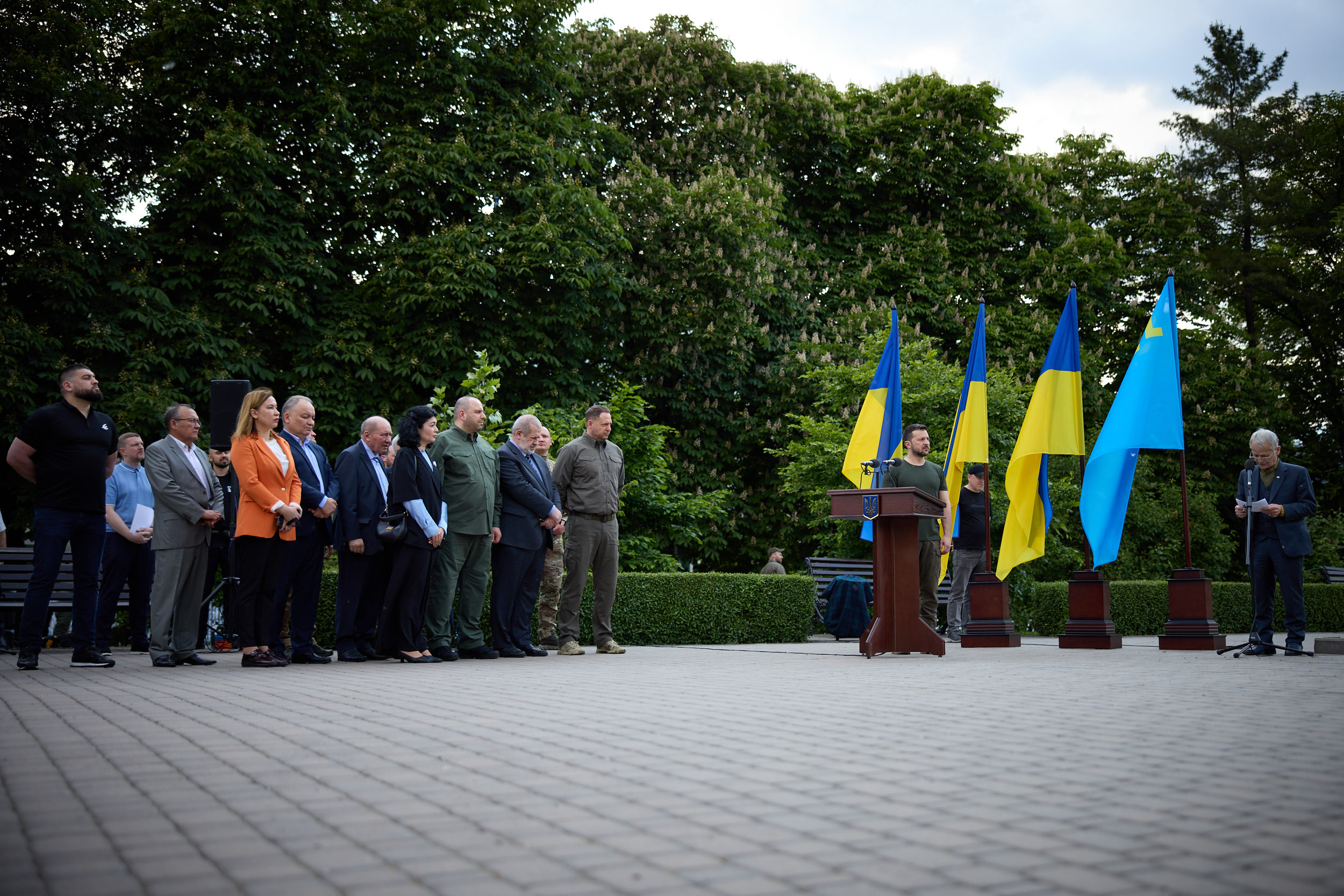
Prezydent Zełenski wziął udział w odsłonięciu kamienia pamiątkowego, który zostanie zastąpiony Pomnikiem Ofiar Ludobójstwa Tatarów krymskich.

Rosyjskie Ministerstwo Obrony stwierdziło, że wojska rosyjskie zajęły wieś Starycia w obwodzie charkowskim. Z kolei analitycy z ukraińskiego projektu DeepState ogłosili, że siły rosyjskie „zajęły wieś Buhruwatka, odniosły częściowy sukces w rejonie Berestowego i na południe od Nowomychajliwki oraz posunęły się pod Netajłowem”. Według SG Ukrainy wojska rosyjskie drugi dzień z rzędu atakowały Czasiw Jar przy pomocy ciężkiego sprzętu; „wczoraj jednostki rosyjskie z dwoma czołgami i 21 bojowymi wozami piechoty próbowały przedostać się przez nasz porządek bojowy, ale poniosły straty i wycofały się”. Później Rosjanie atakowali miasto za pomocą czołgu, dwóch BWP i dwóch pojazdów opancerzonych Tigr. Podczas bitwy Ukraińcy zniszczyli czołg i dwa BWP, w wyniku czego siły rosyjskie ponownie się wycofały. Prezydent Zełenski powiedział, że siły ukraińskie odparły rosyjski atak na Czasiw Jar, w wyniku czego Rosja straciła żołnierzy i ponad 20 szt. sprzętu wojskowego.
Według ISW siły rosyjskie zintensyfikowały wysiłki mające na celu zajęcie ważnego miasta Czasiw Jau, próbując wykorzystać sposób, w jaki rosyjskie ofensywy w północnym obwodzie charkowskim i na całej wschodniej Ukrainie wygenerowały większą presję na wojska ukraińskie na całej linii frontu. Rosjanie prawdopodobnie przygotowują się do drugiej fazy operacji ofensywnej w północnym obwodzie charkowskim, którą siły rosyjskie zamierzają rozpocząć po zajęciu Wołczańska. Tymczasem wojska rosyjskie poczyniły nieznaczne postępy w pobliżu Awdijiwki, Hulajpola i Robotyne.
W nocy Rosjanie zaatakowali Ukrainę 13 dronami Shahed 136/131, wystrzelonych z Primorsko-Achtarska i obwodu kurskiego. Ukraińska obrona przeciwlotnicza zestrzeliła wszystkie drony w obwodach charkowskim, połtawskim, winnickim, mikołajowskim i dniepropetrowskim. Szczątki dronów zdołały uszkodzić infrastrukturę energetyczną w obwodzie połtawskim. Prokuratura Generalna stwierdziła, że wojska rosyjskie strzelały do samochodu próbującego ewakuować ludność cywilną z Wołczańska w obwodzie charkowskim, zabijając co najmniej dwóch cywilów i raniąc dwóch kolejnych. Władze regionalne poinformowały, że w rosyjskich atakach na wsie Tiahynka i Stanisław w obwodzie chersońskim zginęły dwie osoby, a jedna została ranna. Prokuratura obwodu charkowskiego poinformowała, że Rosjanie ponownie uderzyli w Charków kierowanymi bombami szybującymi UMPB D-30, w wyniku czego sześć osób zostało rannych, w tym dwoje dzieci oraz zostało zniszczonych kilka domów prywatnych. Według doniesień szef sztabu 831 Brygady Lotnictwa Taktycznego Sił Powietrznych Ukrainy podpułkownik Denys Wasiliuk zginął w akcji.
Ukraińscy żołnierze ze 110 Oddzielnej Brygady Zmechanizowanej poinformowali, że zestrzelili kolejny rosyjski myśliwiec Su-25 nad Awdijiwką w obwodzie donieckim; był to czwarty samolot tego typu w ciągu ostatnich dwóch tygodni.
Minister obrony Niemiec Boris Pistorius powiedział, że rząd musi przeznaczyć w roku budżetowym 2024 dodatkowe 3,8 mld euro na pomoc dla Ukrainy. Minister obrony Grant Shapps stwierdził, że od początku maja 2024 roku Wielka Brytania wysłała na Ukrainę 80 rakiet przeciwlotniczych, a kolejnych 20 zostanie dostarczonych do czerwca; ponadto dostarczono ponad 30 palet uzbrojenia, w tym sprzęt przeciwminowy i ponad 1 mln szt. amunicji oraz 20 opancerzonych pojazdów amfibijnych Viking i ponad 4 tys. sztuk mundurów.
Zaczęła działać ukraińska aplikacja mobilna „Rezerwa+”, pełniąca funkcję elektronicznego biura poborowych, która umożliwiająca aktualizację swoich danych uwierzytelniających oraz uzyskanie informacji o sobie w państwowym rejestrze poborowych „Oberig”. Zgodnie z nową ustawą o mobilizacji na Ukrainie wszyscy mężczyźni w wieku od 18 do 60 lat musieli w ciągu 60 dni zaktualizować swoje informacje, w tym dane meldunkowe. W proteście przeciwko zmienionej ustawie mobilizacyjnej kierowcy ciężarówek częściowo zablokowali odcinek autostrady Kijów–Odessa w pobliżu Sawrania.
Prezydent Wołodymyr Zełenski powiedział, że na nadchodzącym szczycie pokojowym w Szwajcarii przedstawi plan działania obejmujący trzy kluczowe obszary: swobodną żeglugę w celu ochrony infrastruktury portowej, światowe bezpieczeństwo żywnościowe i rozwój gospodarczy Ukrainy. Dodatkowe dyskusje skupią się na bezpieczeństwie nuklearnym i energetycznym, aby zapobiec atakom na infrastrukturę krytyczną, a kolejnym kluczowym punktem będzie wymiana jeńców i powrót deportowanych dzieci.
Premier Donald Tusk ogłosił budżet w wysokości 10 miliardów złotych (2,55 miliarda dolarów) na ochronę granic Polski z Rosją, Białorusią i Ukrainą. Zapowiedział także, że będzie rozmawiał z Europejskim Bankiem Inwestycyjnym w sprawie finansowania 500 mln zł (127,7 mln dolarów) dla European Sky Shield Initiative.

### 19 maja
Prezydent Zełenski poinformował, że według informacji generała Ołeksandra Syrskiego siły ukraińskie, w tym 57 Brygada Zmechanizowana i 82 Brygada Powietrzno-Szturmowa, zdobyły „silniejsze pozycje w obwodzie charkowskim”. Powiedział także, że Ukraina skutecznie odpierała rosyjskie ataki w obwodzie donieckim, m.in. w rejonie Czasiw Jaru, dodając Rosjanie nie osiągnęli swojego celu, jakim było rozproszenie wojsk ukraińskich na całej linii frontu w obwodach charkowskim i donieckim. W ocenie ISW siły rosyjskie zrobiły nieznaczne postępy w pobliżu Wołczańska, Czasiw Jaru i Doniecka.
Siły Powietrzne Ukrainy podały, że Rosja zaatakowała Ukrainę 37 dronami Shahed 136/131, wystrzelonymi z Primorsko-Achtarska i obwodu kurskiego. Ukraińska obrona przeciwlotnicza, mobilne grupy ogniowe i jednostki walki elektronicznej zniszczyły wszystkie drony w obwodach kijowskim, odeskim, mikołajowskim, sumskim, winnickim, żytomierskim, czerkaskim i chersońskim. Gubernator Ołeh Siniehubow powiedział, że ok. 11:00 sześć osób zginęło, a 28 zostało rannych, a w tym dzieci w wyniku rosyjskiego „podwójnego uderzenia” rakietowego (za pomocą systemu Iskander) na ośrodek rekreacyjny we wsi Czerkaska Łozowa na północnych przedmieściach Charkowa. Wśród zabitych była kobieta w ciąży oraz funkcjonariusz policji i ratownik medyczny, którzy znaleźli się pod ostrzałem, gdy udzielali pomocy na miejscu zdarzenia. Siniehubow stwierdził, że kolejne pięć osób zginęło w nalotach w rejonie kupiańskim. Prokuratura Okręgowa podała, że ok. 3:30 czasu lokalnego wojska rosyjskie przeprowadziły kilka ataków na miasto Wołczańsk, zabijając 63-letniego mężczyznę i raniąc trzy kolejne osoby. Prorosyjski urzędnik w obwodzie chersońskim Wołodymyr Saldo stwierdził, że jedna osoba zginęła, a kilka zostało rannych w wyniku ataku ukraińskiego drona na minibus w Radenśku. Ponadto jedna osoba została ranna w wyniku ukraińskiego ostrzału w Doniecku.
Sztab Generalny Ukrainy poinformował, że w nocy 18/19 maja w Sewastopolu (według nieoficjalnych informacji za pomocą rakiet ATACMS) zniszczono rosyjski trałowiec projektu 266M „Kowrowiec”, jednak brakowało obiektywnego potwierdzenia zatopienia okrętu. Z kolei według doniesień rosyjskich blogerów wojennych na Krymie doszło do ataku rakietowego na małą korwetę projektu 22800 „Cykłon”, w wyniku czego okręt został zniszczony oraz zginęło sześciu żołnierzy Floty Czarnomorskiej, a 11 zostało rannych. Według wstępnych informacji ataku dokonano za pomocą dwóch rakiet ATACMS. SBU oświadczyła, że w nocy ukraińskie drony uderzyły w rafinerię ropy naftowej w Sławiańsku nad Kubaniem i bazę lotniczą Kuszczowskaja w Kraju Krasnodarskim w Rosji. W obu miejscach doszło do eksplozji, a Ukraina stwierdziła, że w bazie lotniczej został trafiony samolot. Z kolei rafineria została tymczasowo zamknięta w celu oceny szkód. Wywiad ukraiński podał, że w nocy trzy drony zaatakowały skład ropy w Wyborgu w obwodzie leningradzkim, który zapalił się po „potężnej eksplozji ok. 2:50”. Ministerstwo Obrony Rosji oświadczyło, ze obrona przeciwlotnicza zniszczyła w ciągu nocy 61 dronów, w tym 57 w Kraju Krasnodarskim, trzy w obwodzie biełgorodzkim oraz dziewięć pocisków ATACMS i drona nad Krymem.
Dyrektor wykonawczy ArcelorMittal, największego producenta stali na Ukrainie, Mauro Longobardo powiedział, że ukraińska „nowa ustawa mobilizacyjna” zagraża liczbie pracowników zakładów firmy w Krzywym Rogu, które od początku wojny zatrudniały 18 tys. pracowników, z których 3500 zginęło, a 38 uznano za zaginionych.
Dziennik Forbes poinformował, że sytuacja Ukrainy na froncie poprawiała się. Na front zaczęła trafiać amerykańska amunicja, wprowadzono nowe prawo mobilizacyjne, a ze świeżo wyszkolonych żołnierzy formowano nowe brygady. Według magazynu najbardziej widoczne było to w Czasiw Jarze, do którego 17 maja br. skierowano grupę ok. 20 rosyjskich pojazdów opancerzonych; „Kiedy konwój wjechał we fragment otwartej przestrzeni, natychmiast został ostrzelany na całej długości przez ciężką amunicję i ukraińskie drony. Nieliczni Rosjanie, którzy przebili się do zabudowań miasta, nie przetrwali w nich długo”.

### 20 maja
Ministerstwo Obrony Rosji stwierdziło, że siły rosyjskie zajęły wieś Biłohoriwka w obwodzie ługańskim, z kolei SG Ukrainy poinformował, że wokół miasta nadal toczyły się walki. Zastępca gubernatora obwodu charkowskiego Roman Semenucha stwierdził, że Ukraina nadal kontrolowała 60% Wołczańska, jednak ostrzały i ataki rosyjskie nie ustawały. Rzecznik ukraińskiego Zgrupowania „Chortyca” Nazar Wołoszyn powiedział, że siły ukraińskie częściowo ustabilizowały sytuację pod Wołczańskiem, a w pozostałych obszarach obwodu charkowskiego trwały kontrataki. Ukraińcy próbowali wyprzeć wojska rosyjskie w kierunku miejscowości Hłyboke. SG Ukrainy poinformował, że ukraińscy żołnierze odpierali rosyjski atak w pobliżu wsi Starycia, ok. 16 km od Wołczańska. Dodano, że: „Sytuacja była pod kontrolą. Ponadto nasze jednostki podjęły działania mające na celu wzmocnienie linii obronnych i pozycji w wyznaczonych obszarach”. Ukraińcy odparli także rosyjski atak w kierunku Sinkiwki w rejonie kupiańskim i w niektórych rejonach prowadzili ataki. Według ukraińskiego projektu DeepState wojska rosyjskie odnotowały postępy w obwodzie zaporoskim w pobliżu wsi Robotyne i Werbowe, w obwodzie donieckim w pobliżu Jasnobrodiwki, Paraskowijiwki, Nowopokrowska, Netajłowego, Berestowego i Keramik oraz w obwodzie charkowskim w okolicach Zełenego i Buhruwatki.
Brytyjskie MON podało, że chociaż Rosja otworzyła nowy front w obwodzie charkowskim, ataki na wschodzie Ukrainy pozostawały intensywne. Wojska rosyjskie nadal koncentrowały się na północny zachód od Awdijiwki, atakując szerokim frontem po obu stronach drogi E50, a w ciągu ostatnich 72h prawdopodobnie odnotowały serię taktycznych zdobyczy. Według Ministerstwa droga E50 pozostawała główną linią komunikacji między będącym w rękach rosyjskich Donieckiem a ukraińskim Pokrowskiem, który znajduje się ok. 30 km od linii frontu i prawdopodobnie był celem operacyjnym Rosji. Oceniono, że celem rosyjskich ataków prawdopodobnie było stworzenie klina i rozdzielenie ukraińskich sił w obwodzie donieckim. Ciężkie walki miały miejsce także na północ od Bachmutu oraz dochodziło do ataków na pozycje ukraińskie we wsiach Biłohoriwka, Werchniokamjanske i Rozdoliwka, ale rosyjskie zdobycze na tym obszarze były ograniczone. Według ISW siły rosyjskie koncentrowały ograniczone siły w kierunku Sum, ale nawet takie zgrupowanie będzie w stanie osiągnąć prawdopodobnie pożądany efekt w postaci przyciągnięcia sił ukraińskich do obszaru przygranicznego. Tymczasem wojska rosyjskie poczyniły potwierdzone postępy w pobliżu Wołczańska, Czasiw Jaru, Awdijiwki i Doniecka oraz w zachodnim obwodzie zaporoskim i delcie rzeki Dniepr.
Ukraiński Sztab oświadczył, że Rosja atakowała w kierunkach Charkowa, Kupiańska, Łymanu, Siewierska, Kramatorska, Pokrowska, Kurachowego, Wremiwki i Chersonia, gdzie doszło do 112 starć. W ciągu doby wojska rosyjskie przeprowadziły sześć ataków rakietowych, 52 naloty, 970 ataków dronów i 120 ostrzałów na pozycje ukraińskie i obszary zaludnione (odnotowano ofiary wśród cywilów). Rzecznik SG Ukrainy Dmytro Łychowa powiedział, że w ciągu ostatniego tygodnia miało miejsce ponad 850 starć na kierunkach charkowskim, kupiańskim, łymańskim, siewierskim, kramatorskim, pokrowskim, kurachowaskim, wremiwskim, zaporoskim i chersońskim. Rosjanie przeprowadzili w sumie 38 ataków rakietowych, ponad 670 nalotów i 810 ostrzałów na pozycje ukraińskie, miejscowości, budynki mieszkalne i obiekty infrastruktury cywilnej.
Dowódca Sił Powietrznych generał Mykoła Ołeszczuk powiedział, że Rosjanie zaatakowali obwód charkowski rakietą balistyczną Iskander-M oraz 29 dronami Shahed 136/131 (z Primorsko-achtarska i obwodu kurskiego). Ukraińska obrona przeciwlotnicza zniszczyła wszystkie drony w obwodach odeskim, mikołajowskim, połtawskim i lwowskim. Gubernator Ołeksandr Prokudin poinformował, że siły rosyjskie zaatakowały przedsiębiorstwo w rejonie dniprowskim w Chersoniu, zabijając mężczyznę i raniąc drugiego. Gubernator Iwan Fedorow podał, że wojska rosyjskie uderzyły w frontową wioskę Stepnohirśk w obwodzie zaporoskim, zabijając jedną osobę. W wyniku ataku uszkodzonych zostało kilka domów.
Nad ranem ukraińskie rakiety uderzyły w rosyjski obiekt wojskowy w pobliżu Kateryniwki w obwodzie ługańskim, powodując „potężne” eksplozje i pożar.
Odbyło się 22. spotkanie Grupy Kontaktowej ds. Obrony Ukrainy w formacie Rammstein, podczas którego ogłoszono, że Hiszpania obiecała dostarczyć Ukrainie w tym roku 19 kolejnych czołgów Leopard 2A4; pierwsza partia 10 czołgów powinna dotrzeć do końca czerwca, a drugi we wrześniu 2024 roku. Ponadto minister obrony Margarita Robles zapowiedziała dostarczenie pocisków artyleryjskich 155 mm, nową partię rakiet Patriot, systemy przeciwdronowe, optroniczne systemy obserwacji i śledzenia oraz zdalne wieże uzbrojenia. Minister obrony Kajsa Ollongren ogłosiła że, Holandia dostarczy Ukrainie bojowe wozy piechoty YPR-765 wyposażone w stanowiska zdalnego sterowania bronią do wsparcia ogniowego na polu bitwy.
Premier Estonii Kaja Kallas powiedziała, że niektóre państwa wysłały już na Ukrainę swoich instruktorów, aby szkolili ukraińskie wojsko. Kallas zauważyła, że sojusznicy NATO nie powinni się obawiać, że wysłanie wojsk na Ukrainę w celu szkolenia jej żołnierzy może wciągnąć Sojusz w wojnę z Rosją.
Sekretarz Generalny Rady Bezpieczeństwa Narodowego i Obrony Ukrainy Ołeksandr Litwinienko powiedział, że Ukraina „jasno rozumie”, że totalna wojna z Rosją musi zakończyć się negocjacjami. Dlatego też sformułowano i promowano 10-punktowy plan pokojowy Ukrainy.

### 21 maja
Rzecznik ukraińskiego Zgrupowania „Chortyca” Nazar Wołoszyn powiedział, że wojska ukraińskie ustabilizowały sytuację w obwodzie charkowskim, w tym w  Wołczańsku, jednak nadal pozostawała ona „złożona i zmieniająca się dynamicznie”. Według Wołoszyna Rosjanie kontynuowali próby przebicia się w pobliżu Wołczańska oraz wsi Łypci i Starycia, „posuwając się dalej do Biłego Kołodiaza i przeprowadzając atak na tyły naszych wojsk”. Prezydent Zełenski stwierdził, że sytuacja na linii frontu w kierunku Pokrowska, Kramatorska i Kurachowego pozostawała „niezwykle trudna”, dodając, że siły ukraińskie skutecznie niszczyły wojska rosyjskie w obwodzie charkowskim. W opinii ISW siły rosyjskie poczyniły potwierdzone postępy w pobliżu Wołczańska, Kreminnej, Czasiw Jaru i Doniecka.
SG Ukrainy podał, że Rosja atakowała w kierunkach Charkowa, Kupiańska, Łymanu, Siewierska, Kramatorska, Pokrowska, Kurachowego, Wremiwki i Chersonia, gdzie doszło do 116 starć. W ciągu 24h wojska rosyjskie przeprowadziły cztery ataki rakietowe, 55 nalotów, 900 ataków dronów i 89 ostrzałów na pozycje ukraińskie i obszary zaludnione.
Siły Powietrze Ukrainy podały, że Rosjanie zaatakowali terytorium ukraińskiej za pomocą 29 dronów Shahed 136/131, wystrzelonych z Primorsko-Achtarska, Kurska i Krymu. Ukraińska obrona przeciwlotnicza zniszczyła 28 dronów w obwodach odeskim, mikołajowskim, kirowohradzkim, czerkaskim, chersońskim, charkowskim i dniepropetrowskim. Gubernator Ołeh Siniehubow podał, że o 2:09 w Charkowie doszło do pożaru dwóch prywatnych domów i garażu w wyniku spadających szczątków drona. Trzy osoby zostały ranne. Ponadto w wyniku spadających szczątków została uszkodzona nawierzchnia drogi i chodnika w sektorze prywatnym oraz minibus. Ponadto Siniehubow stwierdził, że w Wołczańsku, gdzie wybuchły zacięte walki, pozostało ok. 100 ukraińskich cywilów, ale armia rosyjska nie zgodziła się na opuszczenie miasta przez ludność cywilną i zagroziła strzelaniem do niej.
Gubernator Wiaczesław Gładkow poinformował, że w ataku drona na samochód na obwód biełgorodzki zginęła kobieta, a trzy inne osoby zostały ranne. Ministerstwo Obrony Rosji poinformowało, że w ciągu nocy obrona przeciwlotnicza zestrzeliła nad regionem jedną rakietę i dwa drony.
Według OSW ściągnięte do obwodu charkowskiego ukraińskie odwody i oddziały z innych odcinków frontu pozwoliły na spowolnienie tempa rosyjskiego natarcia. W ostatnich dniach Rosjanie wyszli na obrzeża leżącej 16–18 km na północ od Charkowa miejscowości Łypci oraz wyparli Ukraińców z północnego Wołczańska, o który trwały zacięte walki. Od 10 maja Rosja opanowała 170–260 km², zajmując 13 miejscowości, przy szerokości frontu wynoszącego 70 km i głębokości wdarcia do 10 km. Wojska rosyjskie zintensyfikowały ataki w rejonie Siewierska, skąd m.in. wycofano część sił do obwodu charkowskiego. Pojawiały się sprzeczne informacje o zajęciu przez Rosjan Biłohoriwki, ostatniej miejscowości w obwodzie ługańskim będącej pod kontrolą ukraińską. Po kilku tygodniach walk siły rosyjskie zajęły pozycje we wschodnim Czasiw Jarze, w tzw. Mikrorejonie Kanał, umacniając się równocześnie na południe od miasta i intensyfikując walki o leżącą na północ od niego Kałyniwkę. Według części źródeł Rosjanie zajęli centrum Kliszczijiwki na południowy zachód od Bachmutu. Kolejne postępy Rosjanie poczynili na zachód od Doniecka, zajmując większość wsi Netajłowe, Heorhijiwki i następne kwartały wschodniej i południowo-zachodniej Krasnohoriwki. Bez rozstrzygnięcia zakończyły się walki o Robotyne na południe od Orichiwa, gdzie Rosjanie mieli problemy z umocnieniem się w ruinach miejscowości. Niepowodzeniem zakończyły się także kolejne ataki w Staromajorśke i Urożajne na południe od Wełykiej Nowosiłki.
Holenderskie Ministerstwo Obrony ogłosiło, że 10 ukraińskich żołnierzy ukończyło w Holandii szkolenie w zakresie obsługi myśliwców F-16. Minister obrony Pål Jonson w wywiadzie dla Bloomberga powiedział, że osiągnięcie przez Szwecję pożądanej zdolności do zapewnienia Ukrainie większej ilości amunicji i wzmocnienia szwedzkiej armii zajmie ok. dwa lata. Rada Europejska zgodziła się na wykorzystanie zysków z zamrożonych rosyjskich aktywów na pomoc Ukrainie. Według doniesień w 2024 roku uda się zebrać zyski o wartości 3,26 miliarda dolarów, z czego 90% zostanie przeznaczone na pomoc dla armii ukraińskiej, a 10% na odbudowę. Zyski z zamrożonych aktywów rosyjskich będą generowane co sześć miesięcy, począwszy od lipca tego roku.
W Stanach Zjednoczonych grupa kongresmanów obu partii zaapelowała do sekretarza obrony Lloyda Austina o przyspieszenie i zwiększenie dostaw broni na Ukrainę i wyraziła „zdecydowane poparcie” dla wydania pozwolenia Ukraińcom na użycie amerykańskiej broni do uderzeń na terytorium Rosji. Komisja ds. Wywiadu Izby Reprezentantów opublikowała raport, w którym napisano, że ograniczenia nałożone przez USA nie pozwalały siłom ukraińskim na odparcie rosyjskich żołnierzy z obwodu charkowskiego. Administracja USA w dalszym ciągu sprzeciwiała się atakom Ukrainy na terytorium Rosji przy użyciu amerykańskiej broni.
Wiceminister sprawiedliwości Ołena Wysocka poinformowała, że o warunkowe zwolnienie w celu wstąpienia do ukraińskiej armii wystąpiło ponad 3 tys. osób skazanych. Lista przestępców dopuszczonych do służby wojskowej nie obejmuje osób skazanych za umyślne morderstwo, przemoc seksualną, handel lub produkcję narkotyków i zagrażających bezpieczeństwu narodowemu. Całkowita liczba werbowanych skazanych podlega ograniczeniom prawnym dotyczącym kategorii, stanu zdrowia i opinii dowódcy jednostek, w których mogą służyć.
Ministerstwo Obrony Rosji opublikowało projekt uchwały, która przewidywał rozszerzenie rosyjskich wód terytorialnych na wody terytorialne Litwy i Finlandii, członków NATO i UE. Zgodnie z projektem Rosja planowała przesunąć swoje granice morskie poza Kaliningrad i we wschodniej części Zatoki Fińskiej. Ministerstwo Obrony Rosji skomentowało, że przedefiniowanie granic morskich jest konieczne, ponieważ obecne współrzędne „nie w pełni odpowiadają aktualnemu położeniu geograficznemu”. Zmiany miałyby wejść w życie w styczniu 2025 roku. Niedługo później rosyjski rząd usunął dokument z oficjalnego portalu. Politycy z Finlandii i Niemiec postrzegali ten proces jako wojnę hybrydową.

### 22 maja
Ministerstwo Obrony Rosji podało, że żołnierze rosyjscy z 6 Dywizji Strzelców Zmotoryzowanych po raz drugi od rozpoczęcia inwazji zajęli wieś Kliszczijiwka, na południe od Bachmutu w obwodzie donieckim. Gubernator Artem Lysohor powiedział, że armia rosyjska od trzech dni próbowała atakować Biłohoriwkę w obwodzie ługańskim, jednak sytuacja była pod kontrolą Ukrainy po tym, jak rosyjskie Ministerstwo Obrony podało, że zajęło tę miejscowość. Dodał, że sytuacja w Biłohoriwce była „naprawdę trudna”, podobnie jak w Lesie Serebriańskim pod Kreminną oraz w pobliżu wsi Terny i Newśke na granicy obwodów ługańskiego i donieckiego. W ocenie ISW siły ukraińskie odbiły tereny w pobliżu Wołczańska i Czasiw Jaru, a wojska rosyjskie zrobiły nieznaczne postępy w okolicy Wołczańska, Awdijiwki, Doniecka i Wełykiej Nowosiłki.
Sztab Ukrainy podał, że Rosja atakowała w kierunkach Charkowa, Kupiańska, Łymanu, Siewierska, Kramatorska, Pokrowska, Kurachowego, Wremiwki i Chersonia, gdzie doszło do 139 starć. W ciągu doby wojska rosyjskie przeprowadziły siedem ataków rakietowych, 49 nalotów, 370 ataków dronów i 164 ostrzałów na pozycje ukraińskie i obszary zaludnione.
Dowódca Sił Powietrznych generał Mykoła Ołeszczuk poinformował, że w nocy wojska rosyjskie zaatakowały Ukrainę 24 dronami Shahed 136/131, wystrzelonych z Primorsko-Achtarska, Kurska i Krymu. Ukraińska obrona przeciwlotnicza zniszczyła wszystkie drony w obwodach sumskim, odeskim, zaporoskim, mikołajowskim, donieckim. Minister spraw wewnętrznych Ihor Kłymenko podał, że siły rosyjskie wystrzeliły drona FPV w kierunku radiowozu podczas ewakuacji w pobliżu Wołczańska w obwodzie charkowskim, zabijając jednego funkcjonariusza i raniąc drugiego. Gubernator Ołeh Siniehubow stwierdził, że wojska rosyjskie zaatakowały nad ranem centrum Czuhujewa, niszcząc przedszkole i raniąc co najmniej siedmiu cywilów. Mer Charkowa powiedział, że ok. 13:45 armia rosyjska użyła rakiet do ataku na Charków, raniąc co najmniej 12 cywilów, w tym 16-letniego chłopca. W wyniku rosyjskich ataków dronów na zakłady energetyczne w Szostce i Konotopie w obwodzie sumskim braki prądu dotknęły 500 tys. odbiorców w obwodach sumskim, czernihowskim i charkowskim. Później poinformowano, że energetyka przywróciła dostawy energii elektrycznej w rejonach sumskim, romeńskim i ochtyrskim, natomiast w rejonach szostkińskim i konotopskim nadal trwały prace naprawcze.
Według gubernatora Wiaczesława Gładkowa w rejonie borysowskim w obwodzie biełgorodzkim w wyniku ataku drona zginął miejscowy mieszkaniec, a kilka kolejnych dronów zostało zestrzelonych. SG Ukrainy poinformował, że siły ukraińskie zestrzeliły kolejny rosyjski samolot Su-25 w pobliżu Pokrowska.
Niemcy ogłosiły przekazanie nowego pakietu pomocy wojskowej dla Ukrainy, który obejmował 10 czołgów Leopard 1A5 (wraz z Danią), amunicję do czołgów Leopard 2, 8500 szt. amunicji 155 mm, 20 dronów rozpoznawczych Vector, 34 drony rozpoznawcze RQ-35 Heidrun, cztery czołgi do rozminowywania Wisent 1, opancerzony pojazd inżynieryjny Dachs, czołg do układania mostów Beaver, opancerzony wóz ratowniczy Bergepanzer 2 i 16 cystern Zetros oraz 1,8 mln szt. amunicji do broni strzeleckiej, 111 karabinów CR 308, 80 karabinów precyzyjnych HLR 338, 540 noży szturmowych MK 556 i dwa pługi minowe.
Służba Bezpieczeństwa Ukrainy ogłosiła najnowszą modyfikację swoich dronów morskich Sea Baby, które wyposażono w wyrzutnie do wystrzeliwania pocisków Grad. Według doniesień nowy system uzbrojenia został już wykorzystany „przeciwko rosyjskim pozycjom na mierzei Kinburnskiej”.
Brytyjski minister obrony Grant Shapps oskarżył Chiny o dostarczenie lub zamiar dostarczenia Rosji „śmiercionośnej pomocy”, dodając, że USA i Wielka Brytania mają dowody na współpracę Chin i Rosji w tym zakresie. Rzecznik chińskiego MSZ Wang Wenbin zaprzeczył, jakoby Chiny dostarczyły Rosji śmiercionośną broń oraz zaprzeczył twierdzeniom brytyjskiego ministra spraw zagranicznych Shappsa, jakoby miał on dowody na to, że Chiny dostarczyły Rosji broń, oskarżając drugą stronę o publikowanie bezpodstawnych oszczerstw.
Ministerstwo Finansów Ukrainy stwierdziło, że od wybuchu wojny z Rosją obywatele Ukrainy, firmy i banki zakupiły krajowe obligacje rządowe o wartości 25 miliardów dolarów na warunkach rynkowych. Fundusze te odegrały ważną rolę w utrzymaniu stabilności finansowej Ukrainy w całym okresie wojennym.

### 23 maja

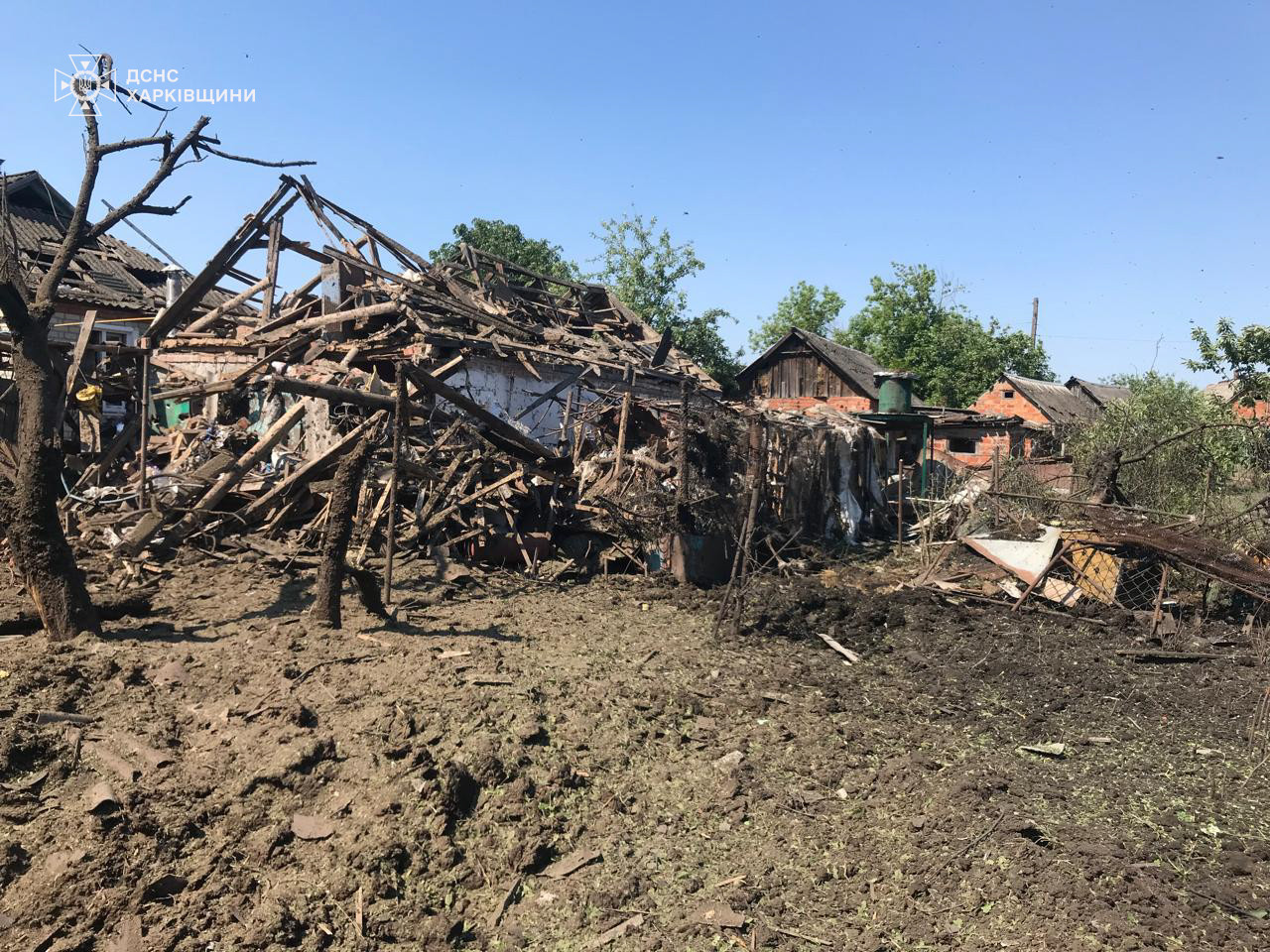
Domy prywatne w Zołocziwiu po rosyjskim bombardowaniu. Uszkodzonych zostało co najmniej 25 domów, a dwie osoby zostały ranne.

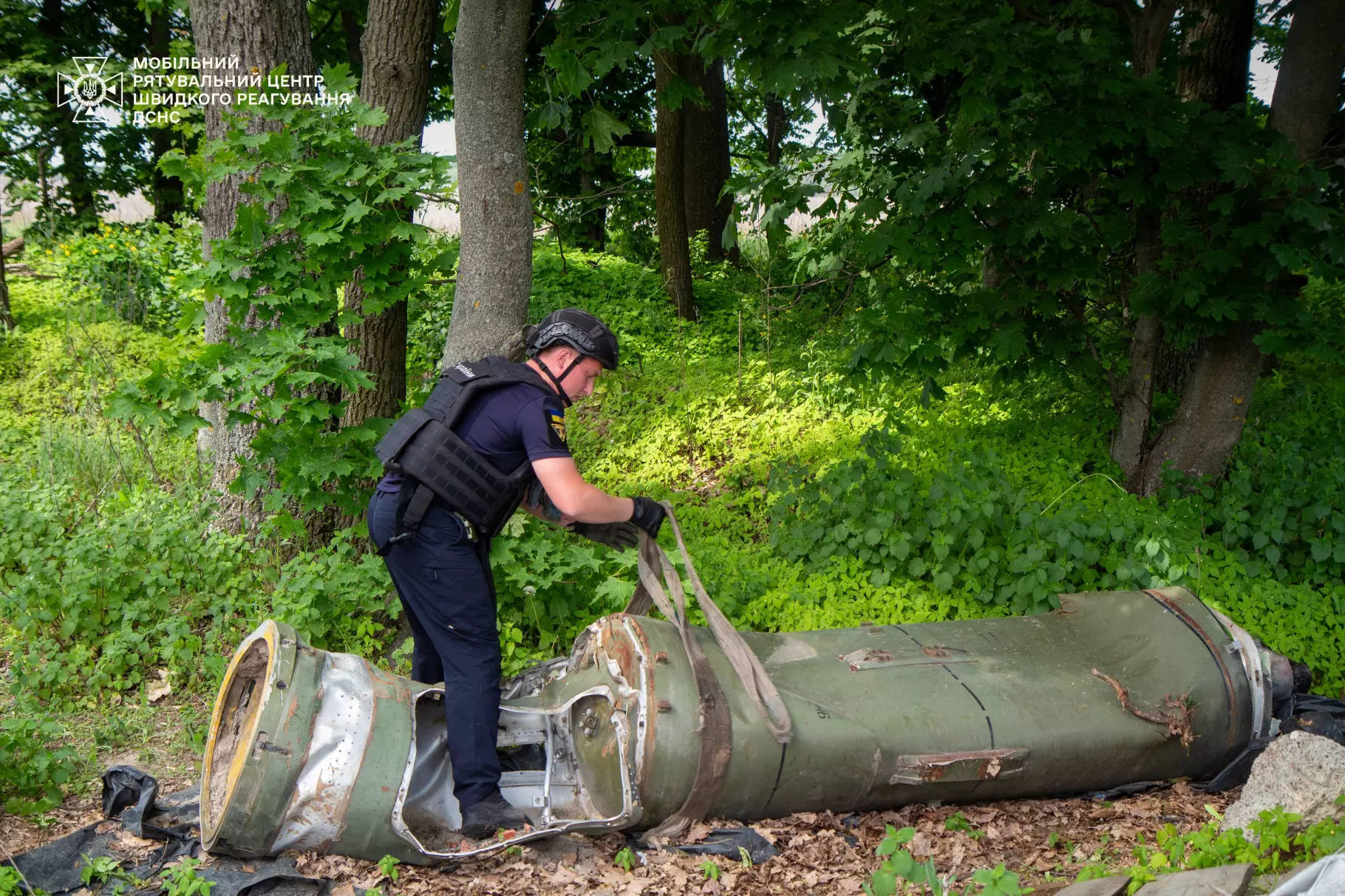
Usuwanie pozostałości rakiety Toczka-U ze wsi Kriukiwszczyna.

Dowódca SZ Ukrainy generał Ołeksandr Syrski oświadczył, że siły rosyjskie „całkowicie ugrzęzły” w walkach ulicznych w Wołczańsku, ponosząc „bardzo ciężkie straty”. Dodał, że Rosjanie rozmieszczali tam swoje rezerwy z różnych sektorów, ale nie wspierali aktywnych operacji szturmowych w regionie. Według niego Rosja przeszła na aktywną obronę także w pobliżu wsi Łypci, gdzie siły rosyjskie zaminowywały okolicę i atakowali pozycje ukraińskie. Walki toczyły się na także obszarze leśnym na północ od Kupiańska, gdzie „sytuacja była trudna w rejonie Kysliwki, gdzie wróg próbował przebić się przez obronę i dotrzeć do rzeki Oskoł”. Syrski stwierdził także, że „najbardziej intensywne i zacięte” walki toczyły się w pobliżu Pokrowska i Kurachowego oraz w pobliżu wsi Iwaniwśke i Czasiw Jaru, gdzie Ukraińcy starali się „utrzymać miasta za wszelką cenę” przy użyciu nowoczesnego sprzętu. Żołnierz 41 Oddzielnej Brygady Zmechanizowanej Kyryło Sazonow stwierdził, że wojska rosyjskie próbowały atakować w pobliżu Czasiw Jaru, ale nie wkroczyły do miasta, dodając, że: „Jest dla nas bardzo ważne, żeby oni nie weszli do miasta. Już kilka razy mówili, że są w Czasiw Jarze, że jest otoczony. Nie pozwalamy im wejść do miasta. W mieście ich przewaga liczebna będzie znacznie bardziej zauważalna niż obecnie”. Według ukraińskiego projektu DeepState siły rosyjskie posunęły się w pobliżu Czasiw Jaru oraz w rejonie Kliszczijiwki i Krasnohoriwki. 
Według ISW wojska ukraińskie posunęły się w pobliżu Łukjanci i Kreminnej, a siły rosyjskie zrobiły postępy w pobliżu Berestowego, Czasiw Jaru, Awdijiwki, Doniecka i Wełykiej Nowosiłki. Brytyjskie MON podało, że w ciągu ostatniego tygodnia Rosja zaangażowała do ofensywy na Wołczańsk, obok regularnych oddziałów armii i jednostek Sztorm-Z, jednostki z Korpusu Afrykańskiego. Formacja (podległa Ministerstwu Obrony Rosji) została utworzona w grudniu 2023 roku i składała się z ponad 2 tys. żołnierzy i oficerów oraz doświadczonych najemników, z których wielu wcześniej służyło w Grupie Wagnera. Zdaniem Ministerstwa „Rosyjskie MON niemal na pewno przerzuciło oddziały Korpusu Afrykańskiego na granicę Ukrainy w kwietniu 2024 roku w ramach przygotowań do tej ofensywy. Prawdopodobnie Rosja wzmagała wojnę na Ukrainie zasobami poprzednio skierowanymi do Afryki”.
W godzinach porannych siły rosyjskie przeprowadziły ponad 15 ataków rakietowych (za pomocą rakiet S-300 lub S-400) na obwód charkowski, zabijając w Charkowie co najmniej siedem osób i raniąc co najmniej 23 kolejne, oraz co najmniej 11 w innych częściach obwodu. Kilka eksplozji odnotowano w Charkowie o 10:30 czasu lokalnego, a później gubernator Ołeh Siniehubow i mer Ihor Terekhow przekazali, że w mieście było słychać ok. 10 wybuchów. Bezpośrednio trafiono przedsiębiorstwo komunalne i drukarnię „Faktor-Druk” w rejonie osnowskim, w wyniku czego doszło do pożaru. Gubernator Iwan Fedorow, podał, że wojska rosyjskie zaatakowały wieś Mała Tokmaczka w obwodzie zaporoskim, zabijając 74-letniego mężczyznę. Według doniesień fala uderzeniowa i szczątki zniszczyły dom i sąsiednie budynki. Gubernator Ołeh Siniehubow poinformował, że w wyniku rosyjskiego ataku na Dergacze 13 osób zostało rannych.
Władze rosyjskie na Krymie podały, że w ukraińskim ataku rakietowym w rejonie symferopolskim zginęły dwie osoby. Ukraińska grupa partyzancka „Atesz” stwierdziła, że celem ataku był węzeł komunikacyjny w Ałuszcie, gdzie odnotowano „znaczne uszkodzenia sprzętu” i zgłoszono liczne ofiary. Kanał na Telegramie „Crimean Wind” podał, że ok. sześć rakiet ATACMS uderzyło w centrum komunikacyjne. Pociski trafiły w antenę oraz w kilka budynków, w których „w tej chwili przebywał wysoki rangą personel wojskowy”. Kolejne ataki zgłoszono w Semydwirii, gdzie zaatakowano dużą antenę wojskową oraz na lotnisku Belbek i w Eupatorii.
Ukraiński wywiad potwierdził, że przeprowadził ataki na rosyjskie obiekty wojskowe Niżniekamsku i Kazaniu w Tatarstanie. Ministerstwo Obrony Rosji poinformowało, że zestrzelono drona nad regionem. Na Telegramie opublikowano filmy przedstawiające drona nad Niżniekamskiem i unoszący się dym. Gubernator Wiaczesław Gładkow stwierdził, że w ataku drona na wieś Krasnyj Wostok w obwodzie biełgorodzkim zginęła kobieta. Ministerstwo Obrony Rosji podało, że w ciągu nocy obrona przeciwlotnicza zestrzeliła nad obwodem 35 ukraińskich rakiet i trzy drony. 110 Brygada Zmechanizowana ogłosiła, że zestrzeliła rosyjski samolot Su-25 nad Donbasem; kilka źródeł zakwestionowało te doniesienia, stwierdzając, że materiał filmowy z incydentu prawdopodobnie został wzięty z gry komputerowej.
Norwegia zapowiedziała pakiet pomocy wojskowej dla Ukrainy o wartości 190 milionów dolarów, który obejmował wsparcie obrony przeciwlotniczej i zdolności morskich oraz radary, systemy przeciwdronowe i łodzie. Rzeczniczka Powietrznej Gwardii Narodowej USA kapitan Erin Hannigan powiedziała, że pierwsza grupa ukraińskich pilotów przeszła amerykański program szkoleniowy na F-16 w bazie Morris Air National Guard w Arizonie i będzie przechodzić dalsze szkolenie w Europie.
Rosja ostrzegła Wielką Brytanię, że może uderzyć w cele brytyjskie „na terytorium Ukrainy i poza jej granicami”, jeśli broń dostarczona Ukrainie zostanie użyta przeciwko celom na rosyjskiej ziemi.
W opinii Gustava Gressela (eksperta ds. Europy Wschodniej, polityki bezpieczeństwa i strategii wojskowych w ECFR) europejskie zapasy broni dla Ukrainy się wyczerpują. Według Gressela i Carla Masali w UE nie ma planów ani zdecydowanych zobowiązań (wobec przemysłu obronnego) w zakresie finansowania długoterminowej produkcji broni dla Ukrainy. Według Jany Puglierin (eksperta ds. niemieckiej i europejskiej polityki zagranicznej, bezpieczeństwa i obrony w ECFR) nie ma jednolitej opinii wśród państw członkowskich UE w kwestii, czy rosyjska operacja na Ukrainie stanowi zagrożenie dla własnego bezpieczeństwa.

### 24 maja

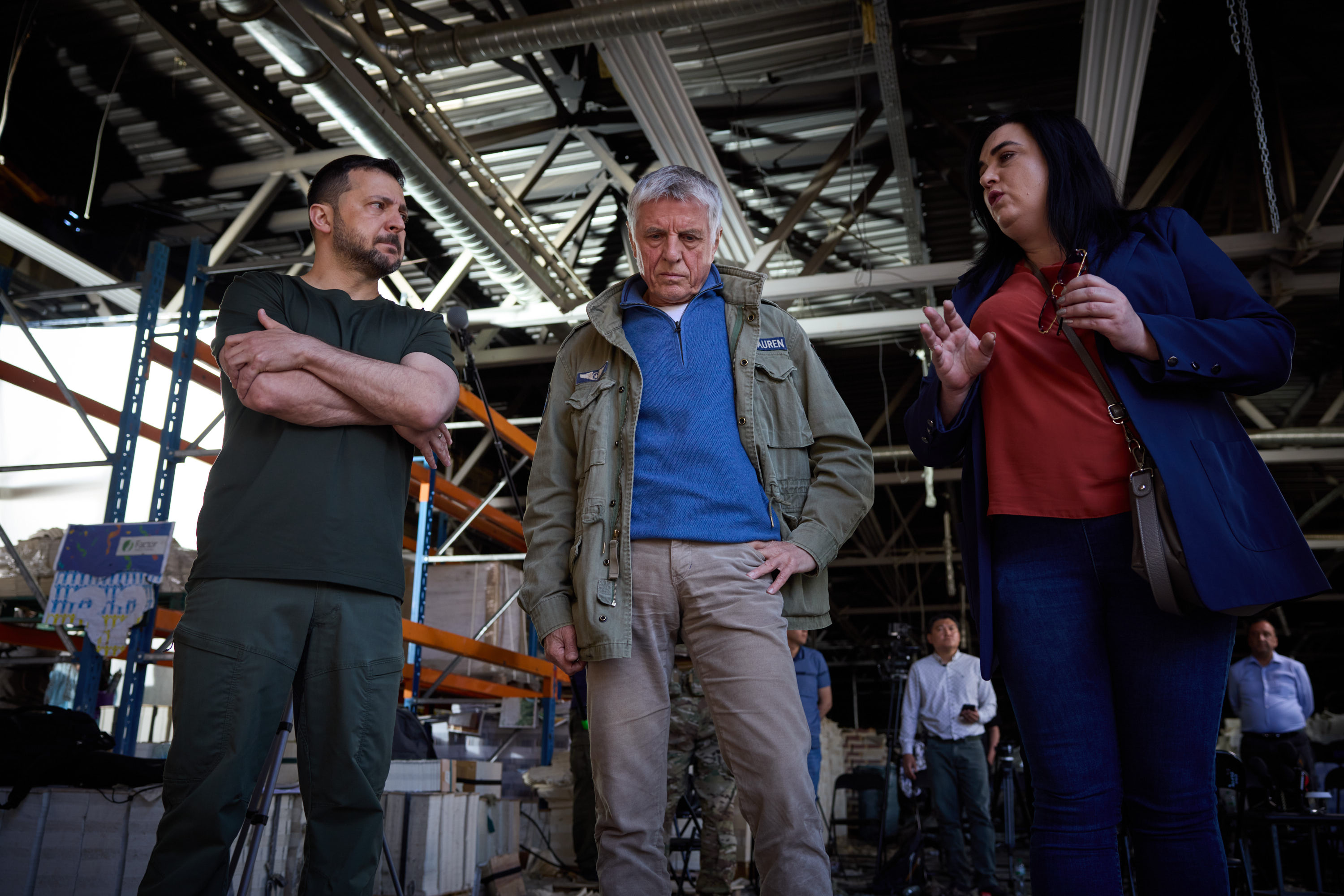
Prezydent Zełenski odwiedził teren zniszczonej drukarni „Factor-Druk” w Charkowie.

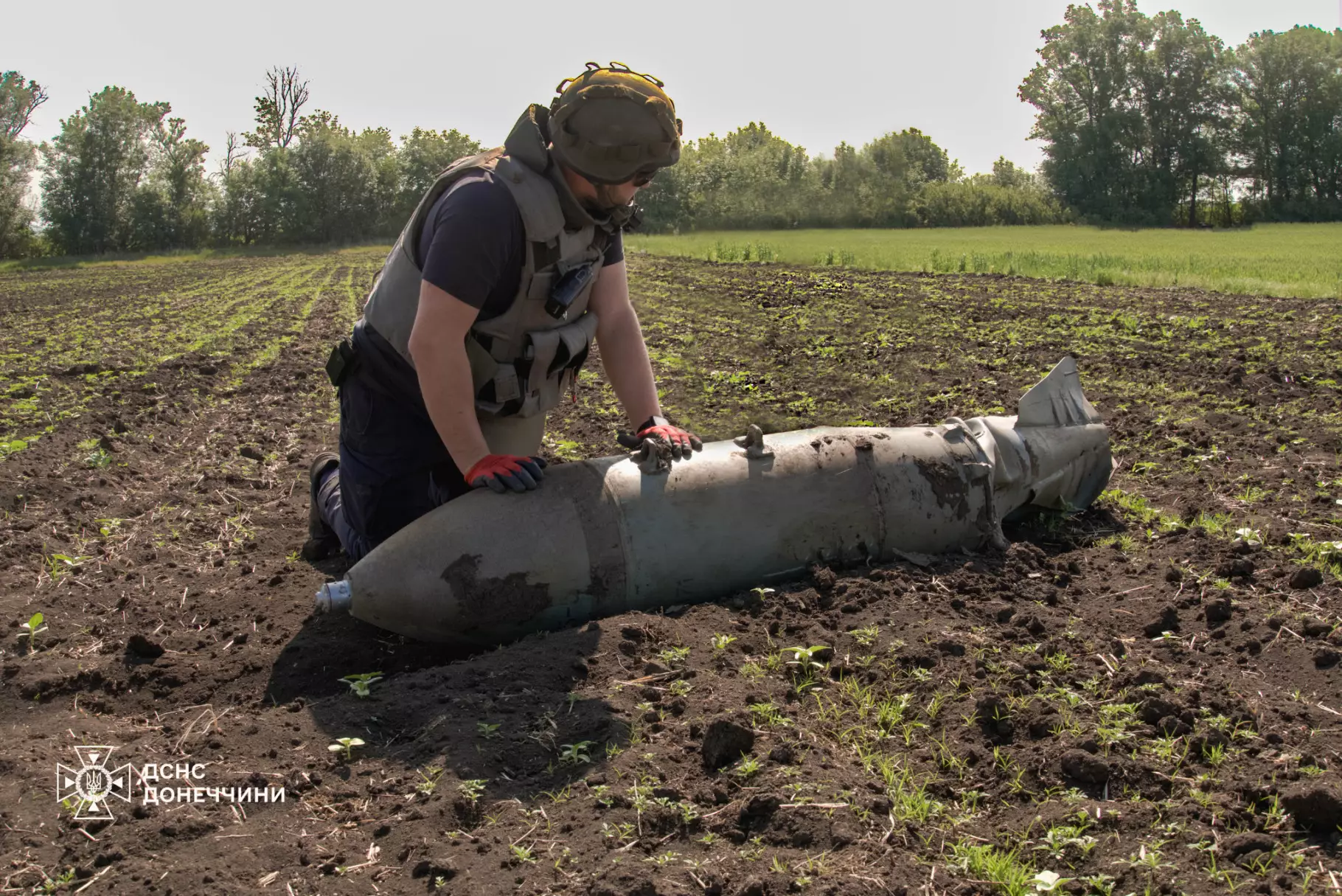
Usuwanie zrzuconych z powietrza bomb FAB-500 i OFAB-250, znalezionych w pobliżu Konstantynówka w obwodzie donieckim.

Przedstawiciel Głównego Zarządu Operacyjnego SG Ukrainy pułkownik Ihor Prochorenko podał, że wojska ukraińskie zatrzymały Rosjan w sektorze charkowskim i przeprowadzały kontrataki, stwierdzając, że „sytuacja była pod kontrolą”. Określił on także sytuację na polu bitwy jako „trudną”, mówiąc, że ukraińscy żołnierze nadal utrzymywali linię frontu na wschodzie i południu kraju. W sektorze charkowskim „wróg prowadził działania ofensywne mające na celu utworzenie strefy buforowej” oraz posuwał się na wschód obwodu charkowskiego, planując ominąć miasto Kupiańsk, jednak jeszcze im się to nie udało. Odnosząc się do rosyjskiej ofensywy w obwodzie charkowskim, prezydent Wołodymyr Zełenski stwierdził, że siły ukraińskie odzyskały kontrolę nad regionem przygranicznym we wschodniej części obwodu, gdzie „wcześniej wkroczyły wojska rosyjskie”. Według ISW siły rosyjskie poczyniły postępy w pobliżu Wołczańska, Swatowego, Kreminnej i Doniecka.
Gubernator Serhij Łysak powiedział, że wojska rosyjskie zaatakowały Nikopol i raniły co najmniej trzech cywilów. Rosja uderzyła w cywilną infrastrukturę kolejową w obwodzie charkowskim. W wyniku ostrzału uszkodzone zostały tory, budynki, nieużywane wagony towarowe i elektrowóz; nie odnotowano ofiar lub rannych. Ministerstwo Reintegracji Ukrainy nakazało obowiązkową ewakuację 123 dzieci i ich rodzin lub opiekunów prawnych z 36 miejscowości w obwodzie charkowskim w związku z rosyjskimi atakami. Z kolei gubernator Ołeh Siniehubow ogłosił, że ewakuowano z obwodu charkowskiego 10 980 osób.
Stany Zjednoczone zapowiedziały nowy pakiet pomocy wojskowej dla Ukrainy o wartości 275 milionów dolarów, który obejmował m.in. amunicję do M142 HIMARS, pociski artyleryjskie 155 mm i 105 mm, pociski moździerzowe 60 mm, broń przeciwpancerną Javelin i AT-4, precyzyjną amunicję lotniczą, amunicję burzącą, miny przeciwpancerne i pojazdy taktyczne do odzyskiwania sprzętu. Minister obrony Boris Pistorius poinformował, że Niemcy dostarczyły Ukrainie „połączoną jednostkę ogniową IRIS-T SLM i IRIS-T SLS, wysoce nowoczesny i sprawdzony system obrony powietrznej średniego i krótkiego zasięgu”. Ponadto szef Banku Światowego Adjei Banga zgodził się zarządzać funduszem pożyczkowym G7 dla Ukrainy, zabezpieczonym dochodami z zamrożonych rosyjskich aktywów.
Ukraińskie Siły Powietrzne ogłosiły, że od listopada 2023 roku zaczęły używać bomb lotniczych o małej średnicy, które „okazały się odporne na zagłuszanie” i miały „prawie 90%” celności.
Sekretarz generalny NATO Jens Stoltenberg wezwał do zniesienia zakazu stosowania przez Ukrainę broni dostarczanej przez Zachód do ataków na cele w Rosji, stwierdzając, że ma ona prawo bronić się przed rosyjską agresją przy użyciu zachodniej broni, w tym przed atakami na terytorium Rosji.

### 25 maja

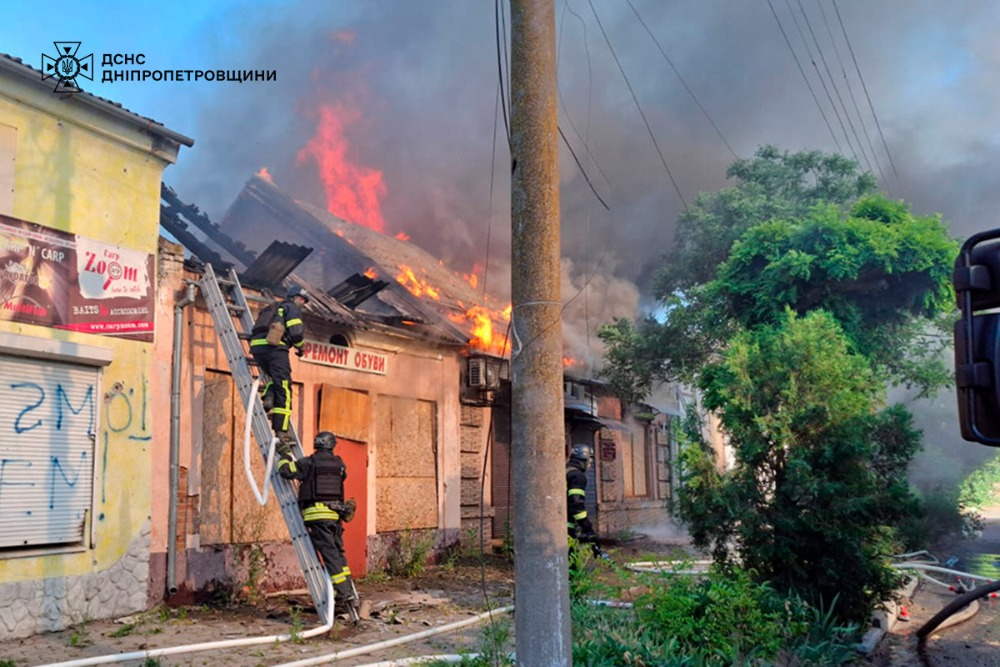
Pożar w Nikopolu po rosyjskim ostrzale.

Ministerstwo Obrony Rosji ogłosiło, że wojska rosyjskie zajęła wieś Archanhelśke, na północ od Doniecka i niedaleko Oczeretyne. Prezydent Zełenski stwierdził, że armia rosyjska poniosła osiem razy większe straty niż armia ukraińska podczas ofensywy w obwodzie charkowskim rozpoczętej na początku tego miesiąca. Liczby te pokazywały, że prezydent Rosji Władimir Putin „nie troszczy się o życie ludzkie”.
W ocenie ISW „wojska rosyjskie rozpoczęły ofensywę na północy obwodu charkowskiego z ograniczonymi siłami i nie przerzuciły tam większych rezerw, co doprowadziło do zmniejszenia tempa rosyjskiego natarcia i ofensywnych operacji”. Dzięki temu siły ukraińskie prawdopodobnie zyskają taktyczne możliwości kontrataków. Tymczasem siły rosyjskie poczyniły potwierdzone postępy w pobliżu Doniecka. Brytyjskie MON podało, że wojska rosyjskie kontynuowały ataki na Wołczańsk w ramach ofensywy w obwodzie charkowskim. Miejscowość pozostawała miejscem walk, a siły ukraińskie odpierały większość rosyjskich ataków. Wieś Buhruwatka prawdopodobnie znajdowała się pod kontrolą Rosjan, w związku z czym próbowali zdobyć fizyczną kontrolę nad pobliskim przejściem przez rzekę Doniec, zagrażając w ten sposób siłom ukraińskim, które na flankach i na tyłach bronią Wołczańska. W miejscowości Łukiancy wojska rosyjskie kontynuowały ataki w kierunku wsi Łypci, lecz bez większych postępów. Zdaniem Ministerstwa „front w północnej części obwodu charkowskiego prawdopodobnie się ustabilizował, a kontrolowane przez Rosjan obszary były rozczłonkowane i niepołączone. Zdobycze Rosji na tej osi będą ograniczone w nadchodzącym tygodniu, ponieważ początkowy rosyjski impet został zatrzymany przez ukraiński opór”.
Ok. 16:00 armia rosyjska przeprowadziła ataki na Charków. Dwie bomby kierowane UMPB D-30SN zrzucono na hipermarket budowlany „Epicentr K” (w momencie ataku w budynku przebywało ok. 200 osób) i jedną na Centralny Park Kultury i Rekreacji. Wieczorem doszło do ataku rakietowego na dzielnicę mieszkaniową w centrum miasta. Gubernator Ołeh Siniehubow poinformował, że co najmniej 18 osób zginęło, a ok. 65 zostało rannych w wyniku rosyjskiego ataku na hipermarket i inne lokalizacje w Charkowie. O 19:00 Rosjanie trafili rakietą S-300 lub S-400 w budynek mieszkalny, raniąc 25 osób, w tym 14-latka.
Rosyjskie władze podały, że w wyniku ukraińskich ataków w obwodzie biełgorodzkim cztery osoby zostały ranne. Według gubernatora Wiaczesława Gładkowa we wsiach Dubowoje i Oktiabrski w wyniku ukraińskiego ostrzału i rakiet zginęły cztery osoby, w tym dziecko. Kilka domów zostało uszkodzonych w wyniku ostrzału we wsi Szebiekino. Rosyjska obrona przeciwlotnicza zniszczyła 29 dronów nad obwodem i jeden w obwodzie kurskim. Siły ukraińskie twierdziły, że zestrzeliły rosyjski myśliwiec Su-25 nad obwodem donieckim przy użyciu dział przeciwlotniczych.
Minister sprawiedliwości Ukrainy Denys Maluśka powiedział, że po wejściu w życie nowej wersji ustawy o poborze prawie 350 osób zostało zwolnionych z więzienia i dołączyło do ukraińskiej armii. Z dokumentów ukraińskiego sądu wynikało, że Państwowa Służba Śledcza Ukrainy wszczęła śledztwo w sprawie ukraińskiej 125 Samodzielnej Brygady Obrony Terytorialnej i podległym jej jednostkom w związku z brakiem przygotowania i organizacji obronnej w obwodzie charkowskim.

### 26 maja
Według oświadczeń rosyjskiego Ministerstwa Obrony Zgrupowanie Wojsk „Zachód” zajęło wieś Berestowe w obwodzie charkowskim. SG Ukrainy podał, że nastąpił gwałtowny wzrost aktywności wojsk rosyjskich na kierunku Kupiańska, gdzie „liczba starć od początku dnia wzrosła do 83. Rosyjscy okupanci dokładali wszelkich starań, aby przebić się przez naszą obronę”. W rejonie Nowojehoriwki, Petropawliwki, Berestowego i Hrekiwki trwały rosyjskie ataki. Na kierunku Pokrowska atak również „nie malał”. Prezydent Zełenski powiedział, że Rosja tworzyła kolejne zgrupowanie żołnierzy do działań ofensywnych 90 km na północny zachód od granicy Ukrainy w związku z trwającą ofensywą w obwodzie charkowskim. Rzecznik Państwowej Służby Granicznej Andrij Demczenko stwierdził, że Rosja rozmieszczała wojska na obszarze przygranicznym z obwodem sumskim, ale wówczas nie miała wystarczającej liczby żołnierzy, aby przeprowadzić większy ata, ale może nadal próbować dokonać inwazji na obszar obwodu sumskiego.
Według ISW siły rosyjskie koncentrowały siły o nieokreślonej wielkości w zachodnim obwodzie biełgorodzkim przy granicy z Ukrainą, prawdopodobnie w celu ściągnięcia sił ukraińskich w ten obszar oraz przygotowania do ofensywy, której celem będzie poszerzenie rosyjskiego przyczółku w obszarze przygranicznym Ukrainy. Tymczasem wojska rosyjskie poczyniły potwierdzone postępy w pobliżu Swatowego, Awdijiwki i Doniecka.
Ukraiński Sztab oświadczył, że Rosja atakowała w kierunkach Charkowa, Kupiańska, Siewierska, Kramatorska, Pokrowska, Kurachowego, Zaporoża, Wremiwki i Chersonia, gdzie doszło do 120 starć. W ciągu 24h wojska rosyjskie przeprowadziły 17 ataków rakietowych, 61 nalotów, ponad 1000 ataków dronów i 102 ostrzały na pozycje ukraińskie i obszary zaludnione. Ukraińskie lotnictwo i artyleria przeprowadziły 17 ataków na miejsca koncentracji i jednego na stanowisko dowodzenia. Rzecznik SG Ukrainy Andrij Kowalow powiedział, że w ciągu ostatniego tygodnia miało miejsce ponad 860 starć na kierunkach charkowskim, kupiańskim, łymańskim, siewierskim, kramatorskim, pokrowskim, kurachowaskim, zaporoskim, wremiwskim i chersońskim. Rosjanie przeprowadzili w sumie 36 ataków rakietowych, ponad 360 nalotów i 810 ostrzałów na pozycje ukraińskie i obiekty infrastruktury cywilnej. Minister obrony Rustem Umierow powiedział, że od początku 2024 roku Rosja wystrzeliła na Ukrainę prawie 10 tys. bomb kierowanych i wezwał partnerów do pomocy w zwiększeniu zdolności obrony powietrznej.
W nocy ok. 3:00 Rosja przeprowadziła masowy atak na terytorium Ukrainy za pomocą 14 rakiet, w tym dwóch pocisków hipersonicznych Kindżał (wystrzelonych z samolotów MiG-31K z obwodu tambowskiego) i 12 rakiet manewrujących Ch-101/Ch-555 (z samolotów Tu-95MS z obwodu saratowskiego) oraz 31 dronów Shahed 136/131 (z Primorsko-Achtarska, Jejska i Krymu). Generał Mykoła Ołeszczuk podał, że ukraińska obrona przeciwlotnicza zniszczyła wszystkie drony i rakiety Ch-101/Ch-555 w obwodach mikołajowskim, odeskim, dniepropetrowskim, połtawskim, zaporoskim, chmielnickim, kirowohradzkim, winnickim i czernichowskim. W Żmerynce szczątki drona uderzyły w budynek mieszkalny, w wyniku czego trzy osoby zostały ranne. Fragmenty dronów spowodowały także przerwy w dostawie prądu w Starokonstantynowie. Administracja Wojskowa obwodu charkowskiego podała, że Rosja przeprowadziła atak na wieś Bohusławka, zabijając jednego cywila i raniąc dwóch kolejnych, w tym 9-letniego chłopca. W wyniku kolejnego nalotu zapaliły się trzy domy w pobliskiej wsi Kupjanśk-Wuzłowyj. Prokuratura poinformowała, że w rosyjskich atakach na miejscowości Siewiersk, Czasiw Jar i Krasnohoriwka w obwodzie donieckim zginęły trzy osoby, a dwie zostały ranne. Ukraiński urzędnik obwodu zaporoskiego Wołodymyr Marczuk podał, że terminal międzynarodowego lotniska Zaporoże został poważnie uszkodzony w wyniku rosyjskiego ataku rakietowego za pomocą pocisku Ch-59.
Ukraińskie media podały, że dron wywiadu ukraińskiego po przebyciu odległości ok. 1800 km uderzył w rosyjski system wczesnego ostrzegania, radar pozahoryzontalny Woroneż M w Orsku w obwodzie orenburskim. Nie zgłoszono żadnych ofiar. Radar stanowi część rosyjskiego nuklearnego systemu wczesnego ostrzegania przed zagrożeniami powietrzno-kosmicznymi, takimi jak rakiety balistyczne i bombowce. 
Kanclerz Olaf Scholz oświadczył, że Niemcy określiły Ukrainie jasne zasady zakazujące użycia niemieckiej broni do ataków na cele wojskowe w Rosji. Sprzeciwiał się także używaniu przez Ukrainę zachodniej broni do ataków na cele w Rosji, stwierdzając, że odpowiednia polityka może zapobiec eskalacji wojny. Z kolei minister obrony Pål Jonson powiedział, że Szwecja wspiera użycie przez Ukrainę broni wyprodukowanej na Zachodzie do ataków na cele w Rosji, dodając, że „Ukraina ma prawo bronić się działaniami wojskowymi wymierzonymi w terytorium wroga, o ile działania te są zgodne z prawem wojennym”.
Sky News, powołując się analizę firmy konsultingowej Bain & Company, podało, że Rosji udało się produkować pociski artyleryjskie z trzykrotnie większą szybkością niż sojusznicy Ukrainy za ¼ ceny. Na podstawie publicznie dostępnych danych firma stwierdziła, że rosyjskie fabryki będą w stanie wyprodukować lub odnowić w 2024 roku 4,5 miliona pocisków 152 mm po cenie 1000 dolarów za nabój, z kolei kraje europejskie i USA wyprodukują łącznie jedynie 1,3 miliona pocisków 155 mm, przy średnim koszcie 4000 dolarów za sztukę.

### 27 maja

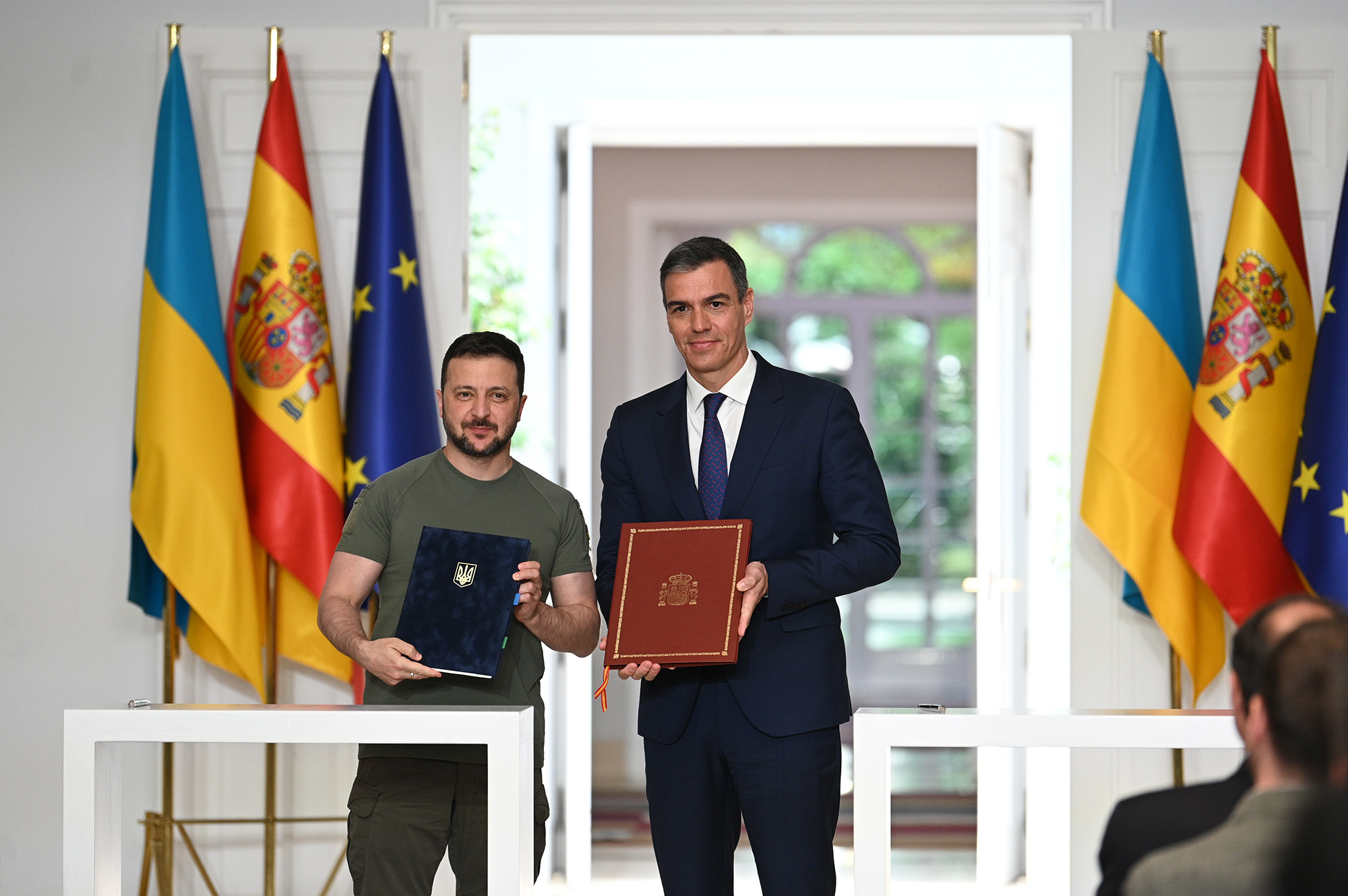
Prezydent Zełenski i premier Hiszpanii Pedro Sánchez w Madrycie podpisali dwustronne porozumienie w zakresie bezpieczeństwa.

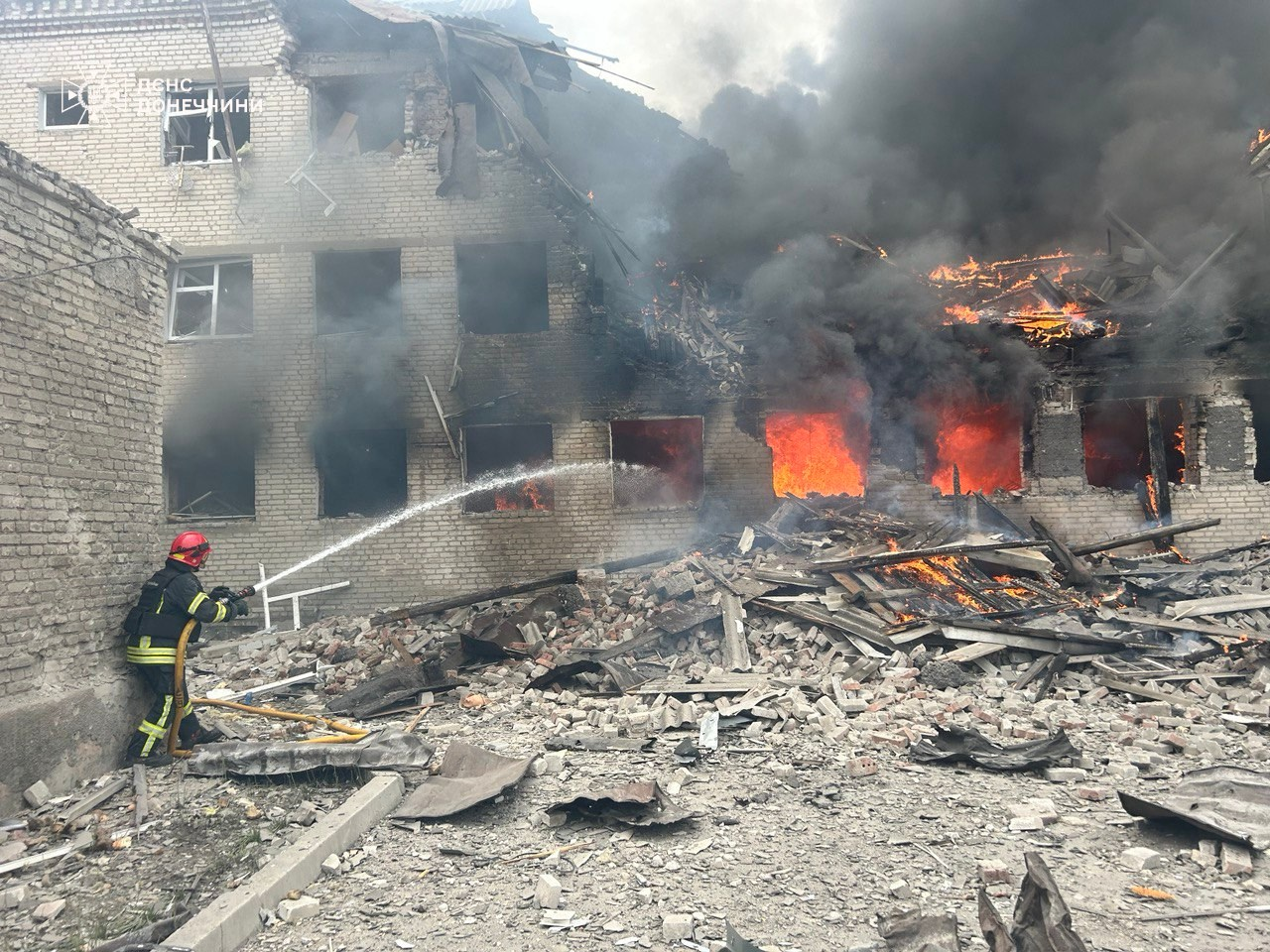
Zniszczenia w mieście Łyman po rosyjskim ostrzale.

Ministerstwo Obrony Rosji stwierdziło, że siły rosyjskie zajęły wieś Netajłowe, 15 km na północny zachód od Doniecka oraz Iwaniwka, 20 km na wschód od Kupiańska. Ukraina nie skomentowała tych doniesień. Siły ukraińskie zatrzymały za pomocą artylerii kolumnę czołgów T-72B3, T-90M i BMD w pobliżu Czasiw Jaru. W opinii ISW siły ukraińskie poczyniły potwierdzone postępy w pobliżu Łypci, a wojska rosyjskie posunęły się w pobliżu Swatowego i na północny zachód od Awdijiwki.
Gubernator Witalij Kim podał, że trzy osoby zginęły, a sześć zostało rannych w rosyjskim ataku rakietowym na myjnię samochodową w Snihuriwce w obwodzie mikołajowskim. Gubernator Ołeh Siniehubow poinformował, że ok. 16:20 wojska rosyjskie zrzuciły kierowaną bombę lotniczą na Charków, zabijając kobietę i raniąc co najmniej 12 kolejnych osób. Rosja zaatakowała lokalne przedsiębiorstwo cywilne w rejonie chołodnohirskim, niszcząc zakłady produkcyjne. W nocy wojska rosyjskie ostrzelały obwód sumski przy użyciu artylerii i moździerzy, gdzie odnotowano 12 eksplozji.
Rosyjski urzędnik Leonid Pasiecznik poinformował, że ukraiński atak rakietowy spowodował eksplozje i pożar w pobliżu byłej Wyższej Szkoły Lotnictwa Wojskowego w Ługańsku oraz zakładu naprawy samolotów. Gubernator Andriej Kliczkow stwierdził, że w wyniku ataku drona na stację paliw w Liwnym w obwodzie orłowskim zginął strażak, a trzech kolejnych zostało rannych. Rosyjska obrona przeciwlotnicza przechwyciła 12 dronów, w tym sześć w obwodzie orłowskim. Gubernator Andriej Worobiow poinformował, że wieczorem nad Bałaszyhą w obwodzie moskiewskim zestrzelono drona.
Prezydent Zełenski udał się z oficjalną wizytą do Hiszpanii, gdzie razem z premierem Pedro Sánchezem podpisali 10-letnie porozumienie o bezpieczeństwie między obydwoma krajami. Hiszpania zapowiedziała także nowy pakiet pomocy wojskowej dla Ukrainy o wartości 1,129 miliarda euro, który obejmował m.in. 19 czołgów Leopard 2A4, rakiety Patriot, amunicję artyleryjską, sprzęt przeciwdronowy i przeszkolenie 400 dodatkowych żołnierzy. Zgromadzenie Parlamentarne NATO przyjęło deklarację wzywającą państwa członkowskie do wspierania „międzynarodowego prawa” Ukrainy do samoobrony poprzez zniesienie „pewnych ograniczeń” na użycie przez nią zachodniej broni do ataków na terytorium Rosji. W deklaracji wezwano także państwa członkowskie do przyspieszenia dostaw broni krytycznej na Ukrainę. Deklarację poparło ponad 200 przedstawicieli państw członkowskich NATO. 
Po wideospotkaniu z ministrem obrony Sébastienem Lecornu Naczelny dowódca armii ukraińskiej generał Ołeksandr Syrski ogłosił, że Francja planuje wysłać swoich instruktorów na Ukrainę, aby szkolili ukraińskich żołnierzy. Podpisano także dokumenty, dzięki którym pierwsi francuscy instruktorzy wkrótce odwiedzą ukraińskie ośrodki szkoleniowe. Niemiecki dziennik Der Spiegel, powołując się na swoje źródła, podał, że Estonia, Łotwa, Litwa i Polska mogą wysłać swoje wojska na Ukrainę, jeśli Rosja poczyni poważne postępy na froncie.
Minister Sprawiedliwości Ukrainy Denys Maluśka oświadczył, że przestępcy zwolnieni na mocy nowo uchwalonej ustawy mobilizacyjnej będą służyć w samodzielnych jednostkach armii ukraińskiej i nie będą wchodzić w skład innego personelu wojskowego. Według stanu na dzień 27 maja 2024 roku zwolniono co najmniej 613 więźniów, którzy wówczas przechodzili szkolenie, które potrwa „co najmniej kilka miesięcy”.

### 28 maja

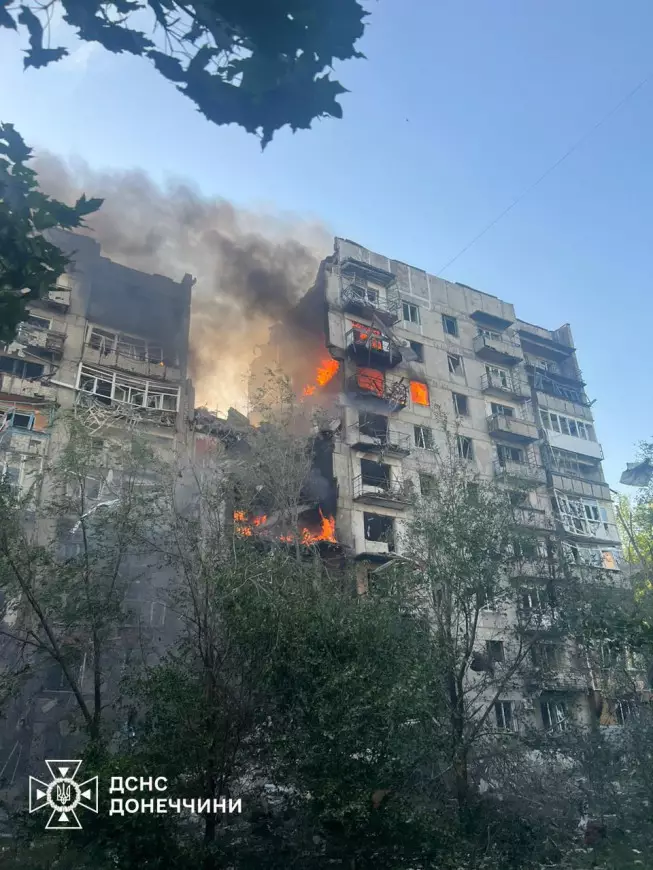
Budynek mieszkalny w Torećku po rosyjskim bombardowaniu.

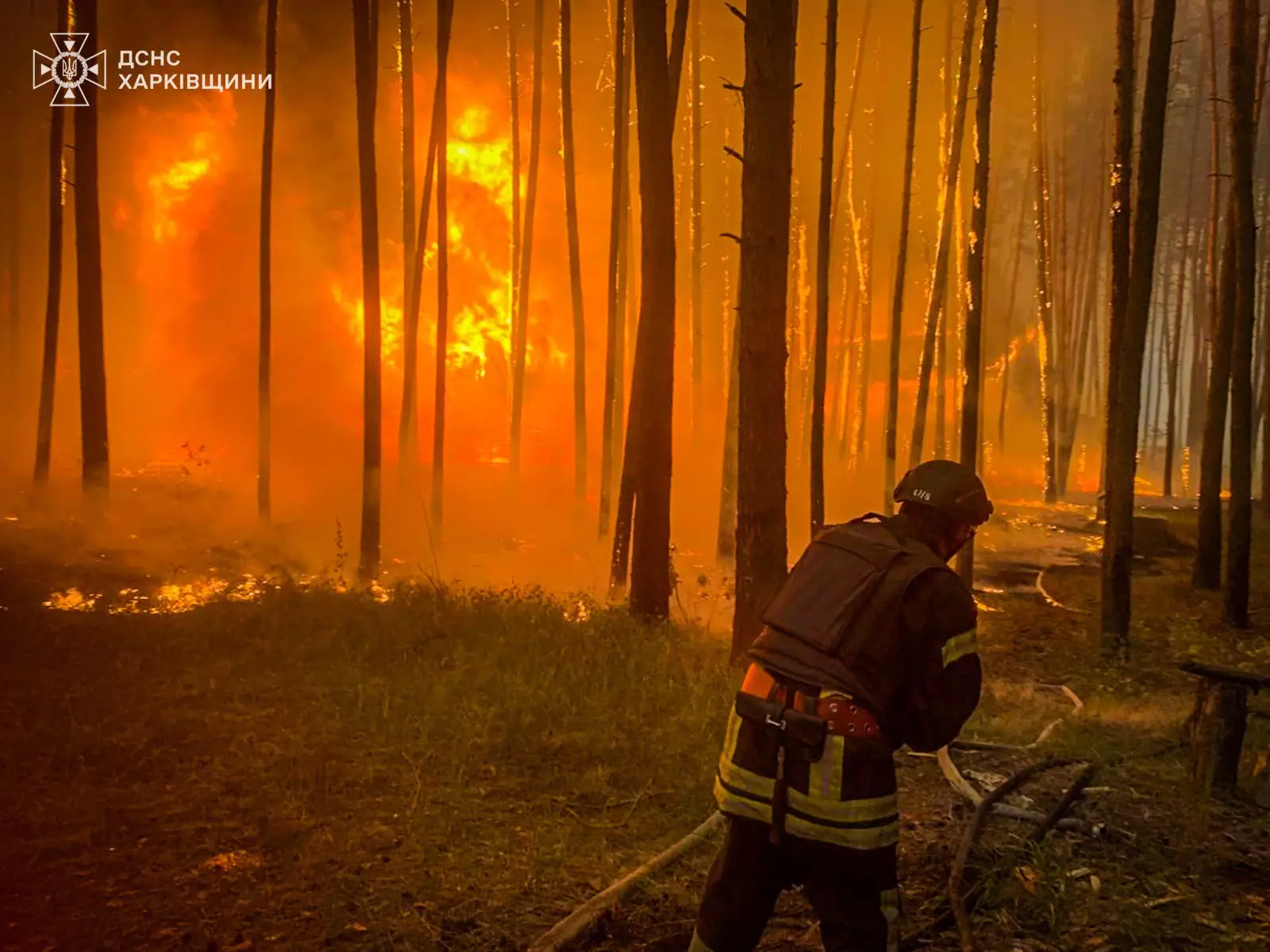
Pożar lasu w rejonie Wołczańska po rosyjskim ostrzale. Powierzchnia pożaru przekroczyła 15 ha. Zniszczonych zostało kilkadziesiąt budynków mieszkalnych i gospodarczych.

W ocenie ISW ciągłe wsparcie Iranu dla rosyjskiego przemysłu obronnego i zapewnianie Rosji śmiercionośnej pomocy zwiększa wydajność technologiczną i potencjał wojskowy Rosji na Ukrainie. Siły ukraińskie poczyniły potwierdzone postępy w pobliżu Łypci, a wojska rosyjskie poczyniły potwierdzone postępy w pobliżu Awdijiwki oraz na granicy obwodu donieckiego i zaporoskiego.
Gubernator Wadim Fiłaszkin podał, że rosyjskie wojska zrzuciły trzy kierowane bomby lotnicze na dzielnicę mieszkalną w Torećku w obwodzie donieckim, zabijając co najmniej dwie osoby i raniąc trzy kolejne. Według doniesień atak częściowo zniszczył dwa budynki mieszkalne i lokalne przedsiębiorstwo. Fiłaszkin powiedział także, że armia rosyjska zrzuciła na Ołeksijewo-Drużkiwkę w obwodzie donieckim bombę lotniczą FAB-1500, raniąc co najmniej trzech cywilów, w tym dziecko. W nocy Rosjanie zaatakowali Ukrainę trzema dronami Shahed 136/131, wystrzelonymi z Primorsko-Achtarska. Ukraińska obrona przeciwlotnicza zestrzeliła wszystkie drony wroga w obwodach zaporoskim, dniepropetrowskim i czerkaskim.
Według OSW w ubiegłym tygodniu siły ukraińskie ustabilizowały front w obwodzie charkowskim. Nadal toczyły się walki o wzgórza dominujące nad wsią Łypci oraz w okolicach Wołczańska, jednak już bez postępów Rosjan. Na drugim kierunku postęp rosyjski został zahamowany na linii rzek Doniec i Wołcza. Na froncie w Donbasie nie doszło do znaczących zmian. Rosjanie dokonywali ciężkich ostrzałów artyleryjskich i bombardowań lotniczych w Czasiw Jarze, aby zniszczyć zabudowę mieszkalną i przemysłową, będącą podstawą obrony Ukraińców. Większość ataków, prowadzonych na przedpolu miasta na wschodnim brzegu kanału Doniec–Donbas, została odparta z dużymi stratami rosyjskimi. Postępy Rosjan w tym rejonie były minimalne. Ukraińcom udało się też ustabilizować front w okolicach Oczeretynego. Rosjanie osiągnęli natomiast niewielkie zdobycze terenowe w okolicach wsi Umanśke i Netajłowe.
Prezydent Wołodymyr Zełenski i premier Belgii Alexander De Croo podpisali 10-letnie dwustronne porozumienie o bezpieczeństwie i długoterminowym wsparciu. Zgodnie z umową Belgia obiecała w 2024 roku przeznaczyć na pomoc wojskową dla Ukrainy co najmniej 977 mln euro. Obejmowała ona również dostawę samolotów F-16. Później premier De Croo powiedział na konferencji prasowej, że belgijska broń dostarczana Ukrainie w ramach porozumienia o bezpieczeństwie, w tym myśliwce F-16, może być używana wyłącznie na terytorium Ukrainy. Z kolei minister spraw zagranicznych Hadja Lahbib powiedziała, że Belgia dostarczy Ukrainie 30 samolotów F-16 do 2028 roku, a pierwsza partia myśliwców przybędzie jeszcze w 2024 roku. Następnie prezydent Zełenski i premier Portugalii Luís Montenegro podpisali w Lizbonie dwustronne porozumienie o bezpieczeństwie. Portugalia zapewni Ukrainie w 2024 roku wsparcie wojskowe o wartości co najmniej 126 mln euro. 
Rząd holenderski ogłosił także, że wysyła „część” baterii Patriot w nadziei, że sojusznicy będą mogli wysłać „części do montażu kompletnego systemu”. Łotwa planowała w 2024 roku zainwestować 20 mln euro w koalicję dronów, aby wesprzeć Ukrainę. Rheinmetall ogłosił produkcję setek tys. szt. amunicji 35 mm AHEAD dla systemu obrony powietrznej Skynex, która najprawdopodobniej zostanie przekazana Ukrainie. Szwedzki rząd zapowiedział, że przeznaczy ponad 56 mln euro na pomoc Ukrainie w zapewnieniu funkcjonowania jej systemu energetycznego. Minister obrony Rustem Umierow powiedział, że pierwsza partia myśliwców F-16 zostanie wkrótce dostarczona na Ukrainę, ale ok. połowa pomocy wojskowej od partnerów zachodnich będzie opóźniona. Minister obrony powiedział, że Szwecja zawiesiła dyskusje na temat planów dostarczenia Ukrainie myśliwców Gripen na prośbę partnerów i skoncentruje się na dostarczaniu Ukrainie myśliwców F-16, aby uniknąć wprowadzenia dwóch różnych maszyn jednocześnie.
Prezydent Francji Emmanuel Macron powiedział, że skoro Rosja przeprowadzała ataki rakietowe na Ukrainę z baz wojskowych na jej własnym terytorium, to Ukraina powinna mieć możliwość atakowania tych baz wojskowych. Tym samym zezwolił Ukrainie na użycie rakiet SCALP EG przeciwko celom na terytorium Rosji, aczkolwiek ograniczono ich użycie jedynie do ataków na miejsca startu rakiet używanych przeciwko Ukrainie. Premier Czech Petr Fiala oświadczył, że Czechy popierają zezwolenie Ukrainie na użycie zachodniej broni do ataków na cele w Rosji oraz dodał, że pociski artyleryjskie zakupione dla Ukrainy w ramach czeskiej inicjatywy zostaną dostarczone na Ukrainę „w ciągu najbliższych dni”.
Wywiad ukraiński oświadczył, że Rosja zintensyfikowała werbowanie najemników w wielu krajach Afryki, w tym w Rwandzie, Burundi, Kongo i Ugandzie, obiecując pensję w wysokości 2000 dolarów, miesięczną dietę w wysokości 2200 dolarów, ubezpieczenie medyczne oraz rosyjski paszport dla najemników i ich rodzin.
Niemiecki dziennik Bild podał, że armia ukraińska przynajmniej raz wykorzystała system obrony powietrznej Patriot z Niemiec do samodzielnego przeprowadzenia ataków nad terytorium Rosji, wywołując niezadowolenie w Niemczech i Stanach Zjednoczonych oraz grożąc zaprzestaniem dostaw rakiet przeciwlotniczych, gdyby podobne zdarzenia miały miejsce ponownie.

### 29 maja
Gubernator Ołeh Siniehubow stwierdził, że siły rosyjskie mogą przeprowadzić ataki w północno-zachodniej części obwodu charkowskiego, dodając, że Rosja zwiększała swoje rezerwy w kierunkach Łypci, Wołczańsk i Kupiańsk, „aby utrzymać dynamikę ofensywy”; w Wołczańsku trwały walki miejskie. Siniehubow poinformował, że władze lokalne obserwowały także sytuację w kierunku Bogoduchowa, w północno-zachodniej części obwodu. Według ISW siły rosyjskie posunęły się na północ i północny wschód od Charkowa oraz w pobliżu Kreminnej, Czasiw Jaru i Awdijiwki.
Siły Powietrzne Ukrainy podały, że w nocy Rosjanie zaatakowali Ukrainę za pomocą 14 dronów Shahed 136/131, wystrzelonych z Primorsko-Achtarska. Ukraińska obrona przeciwlotnicza zniszczyła 13 dronów w obwodach mikołajowskim, kirowohradzkim i rówieńskim. Odłamki dronów uszkodziły linie energetyczne w jednej z miejscowości w rejonie kropywnickim w obwodzie kirowohradzkim. Władze regionalne podały, że dwie osoby zginęły, a trzy zostały ranne w rosyjskim ataku rakietowym na Krasnopole w obwodzie sumskim. W wyniku ataku uszkodzone zostały budynki użyteczności publicznej, w tym ośrodek kultury. Gubernator Serhij Łysak poinformował, że wojska rosyjskie zaatakowały Nikopol w obwodzie dniepropietrowskim, zabijając dwie osoby i raniąc dwie kolejne. Według doniesień, poranny rosyjski ostrzał uszkodził bibliotekę, sklep i linię energetyczną w mieście. W obwodzie chersońskim w ciągu dnia ostrzelano 16 miejscowości, w wyniku czego sześciu cywilów zostało rannych.
Rosyjskie kanały na Telegramie donosiły o ok. 20 eksplozjach w pobliżu Kerczu i Mostu Krymskiego. Później rosyjski urzędnik Oleg Kriuczkow stwierdził, że przez spadające szczątki rakiet zostały uszkodzone dwa promy, samochodowy i kolejowy.
Szwecja zapowiedziała nowy (do tej pory największy) pakiet pomocy wojskowej dla Ukrainy o wartości 1,3 miliarda dolarów, który obejmował m.in. dwa samoloty rozpoznawczo-kontrolne ASC 890, „cały zapas” bojowych wozów piechoty Pansarbandvagn 302, które wycofano ze służby oraz pociski artyleryjskie 155 mm i rakiety przeciwlotnicze AIM-120 AMRAAM.
Minister spraw zagranicznych Elina Valtonen oświadczyła, że nie będzie ograniczać Ukrainy w jej atakach na Rosję za pomocą broni dostarczonej przez Finlandię. Wiceminister obrony Polski Cezary Tomczyk stwierdził, że Ukraina ma prawo bronić się tak, jak uzna to za stosowne. Polska nie ograniczała Ukrainie użycia polskiej broni do ataku na terytorium rosyjskie. Uważał, że kraje zachodnie powinny znieść ograniczenia w użyciu dostarczonej broni na Ukrainę. Minister spraw zagranicznych Mélanie Joly stwierdziła, że Kanada nie postawiła Ukrainie żadnych warunków użycia przekazanej broni. Do tej pory 11 krajów sojuszniczych oficjalnie ogłosiło, że nie są przeciwne użyciu swojej broni do ataku na Rosję. Są to Francja, Litwa, Łotwa, Kanada, Szwecja, Estonia, Polska, Finlandia, Czechy, Wielka Brytania i Holandia. Sekretarz stanu Antony Blinken powiedział, że Stany Zjednoczone dostosują swoją politykę zakazującą Ukrainie używania broni dostarczonej przez USA do ataków na cele w Rosji, jeśli zajdzie taka potrzeba.
Urzędnicy amerykańscy ostrzegli Ukrainę przed atakami na radary Woroneż, obawiając się, że takie ataki zaszkodzą „strategicznej stabilności” między USA a Rosją.
Ukraińska infolinia „Chcę żyć” podała, że Ukraina musiała otworzyć trzeci obóz dla rosyjskich jeńców wojennych. Służba zauważyła, że wzięci do niewoli rosyjscy żołnierze nie są przetrzymywani w koloniach, ale w specjalnych obozach i placówkach aresztu śledczego. Komisarz Praw Człowieka Rosji Tatiana Moskalkowa zarzuciła władzom ukraińskim ciągłe wysuwanie nowych i daleko idących żądań w celu zapewnienia uwolnienia kolejnych jeńców wojennych, co doprowadziło do zawieszenia wymiany jeńców wojennych na miesiące.

### 30 maja
Szablon:Galeria

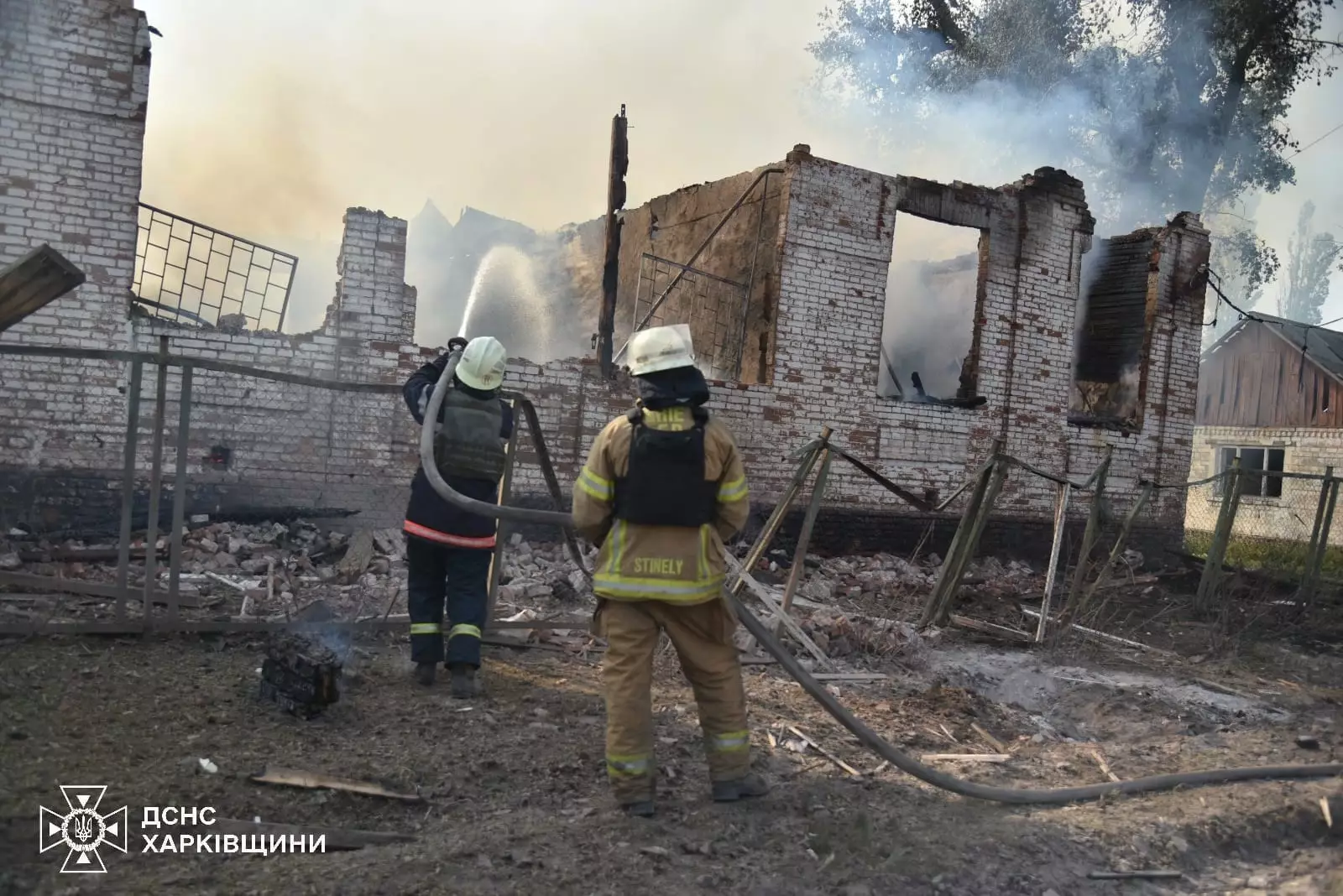
Liceum we wsi Bohusławka po rosyjskim bombardowaniu.

Dowódca armii ukraińskiej generał Ołeksandr Syrski stwierdził, że Rosja przemieszczała dodatkowe jednostki w kierunku Charkowa, szczególnie w rejonie Striłeczy, Łypci i w okolicach Wołczańska, dodając, że siły rosyjskie nadal były niewystarczające, aby przebić się przez ukraińską obronę. Stwierdził, że działania Rosjan komplikowało rozmieszczenie sił ukraińskich w „gorących” obszarach linii frontu, a nagromadzenie dostaw amunicji i degradacja sił rosyjskich również ograniczyły rosyjskie możliwości ofensywne, w związku z czym „wróg przeszedł na taktykę uderzania w nasze pozycje ogniem artyleryjskim i atakami bombami lotniczymi”.
W ocenie ISW wyżsi ukraińscy urzędnicy wojskowi informowali, że siły rosyjskie przenosiły siły do północnego obwodu charkowskiego z innych odcinków frontu, co wskazywało, że Rosjanie w dalszym ciągu priorytetowo traktowali wysiłki mające na celu związanie sił ukraińskich w północnym obwodzie charkowskim. Tymczasem wojska ukraińskie poczyniły postępy w pobliżu Wołczańska, a siły rosyjskie w okolicy Czasiw Jaru, Awdijiwki, Doniecka i we wschodnim obwodzie chersońskim. Brytyjskie MON oszacowało, że całkowita liczba rosyjskich ofiar wojny na Ukrainie prawdopodobnie osiągnęła 500 tys. Rosyjskie straty przez cały 2024 rok utrzymywały się na wysokim poziomie, a w maju średnia dobowa liczba ofiar przekroczyła 1200. Oceniono, że większa liczba ofiar była prawdopodobnie skutkiem rosyjskiej ofensywy na wyczerpanie, która była prowadzona wzdłuż linii frontu. Większość sił rosyjskich prawdopodobnie przechodziło tylko ograniczone przeszkolenie i nie były one w stanie przeprowadzać złożonych ataków, w efekcie czego Rosja w celu osłabienia ukraińskiej obrony przeprowadzała fale niewielkich, ale kosztownych ataków. Zdaniem Ministerstwa „Rosja nadal rekrutowała dodatkowe siły, aby utrzymać to podejście. Jednak potrzeba stałego uzupełniania personelu na linii frontu niemal na pewno będzie ograniczała zdolność Rosji do tworzenia oddziałów o wyższych zdolnościach”.
Sztab Ukrainy oświadczył, że Rosja atakowała w kierunkach Charkowa, Kupiańska, Łymanu, Siewierska, Kramatorska, Torećka, Pokrowska, Kurachowego, Zaporoża, Wremiwki i Chersonia, gdzie doszło do 127 starć. W ciągu 24h wojska rosyjskie przeprowadziły trzy ataki rakietowe, 64 naloty, ok. 554 ataków dronów i 123 ostrzały na pozycje ukraińskie i obszary zaludnione (odnotowano ofiary wśród cywilów i zniszczoną infrastrukturę). Ukraińskie lotnictwo i artyleria przeprowadziły 21 ataków na miejsca koncentracji, jeden na system przeciwlotniczy i dwa na jednostki artylerii.
Dowódca Sił Powietrznych Ukrainy generał Mykoła Ołeszczuk poinformował, że Rosja zaatakowała Ukrainę za pomocą ośmiu przeciwlotniczych rakiet kierowanych S-300/S-400, 11 rakiet manewrujących Ch-101/Ch-555 (z samolotów Tu-95MS z obwodu saratowskiego) i 32 dronów Shahed 136/131 (z Primorsko-Achtarska i Krymu). Ukraińska obrona przeciwlotnicza, mobilne grupy ogniowe i jednostki walki radioelektronicznej zestrzeliły wszystkie drony i siedem rakiet Ch-101/Ch-555 w obwodach chmielnickim, dniepropetrowskim, czerkaskim, kirowohradzkim, kijowskim, odeskim, zaporoskim, chersońskim i winnickim. W nocy Rosjanie zaatakowali obwód chmielnicki, w wyniku czego wystąpiły braki prądu. Gubernator Ołeksandr Prokudin podał, że w rosyjskim ataku na Wełetenśke w obwodzie chersońskim zginęła jedna osoba. Gubernator Ołeh Siniehubow powiedział, że między północą a wczesnym rankiem armia rosyjska przeprowadziła atak na Charków, uszkadzając gazociąg i raniąc co najmniej siedmiu cywilów. Prorosyjskim mer Siergiej Kolagin poinformował, że w wyniku ataków rakietowych na Perwomajsk w obwodzie ługańskim został uszkodzony gazociąg, dodając, że ataki „przeprowadzono prawdopodobnie rakietami HIMARS”.
Wywiad ukraiński oświadczył, że ukraińska „Grupa 13” przy użyciu dronów morskich Magura V5 zniszczyła dwie rosyjskie łodzie patrolowe KS-701 „Tunets” i uszkodziła dwa inne statki w zatoce Wuzka w Czornomorskiem na zachodnim Krymie. Aby udaremnić atak, armia rosyjska 32 razy podrywała swoje samoloty, w tym Su-27/Su-30/Su-35, MiG-29, Be-12 i An-26 oraz helikoptery Ka-27/Ka-29 i Mi-8. Ponadto rosyjskie Ministerstwo Obrony oświadczyło, że rosyjska obrona przeciwlotnicza zestrzeliła w ciągu nocy osiem dostarczonych rakiet ATACMS i osiem dronów. Urzędnik rosyjski na Krymie Nikołaj Łukaszenka powiedziedział, że fragmenty rakiet uszkodziły dwa promy transportowe w mieście portowym Kercz. SG Ukrainy poinformował, że nocy wojsko ukraińskie uderzyło rakietami ATACMS w rosyjską przeprawę promową w Kerczu, którą „aktywnie wykorzystywano” do zaopatrywania sił rosyjskich na półwyspie oraz broniono jej rosyjskimi systemami przeciwlotniczymi Pancyr, Tor i S-400 Triumf. Dwa promy zostały „znacznie uszkodzone”, udostępniając zdjęcia pokazujące ślady uszkodzeń. Jeden z promów utknął na mieliźnie i „blokował funkcjonowanie całej przeprawy przez Kercz”. Drony SBU zniszczyły także rosyjski system radarowy Niebo-SWU w Armiańsku na Krymie.
Podczas niezapowiedzianej wizyty w Odessie minister obrony Niemiec Boris Pistorius ogłosił nowy pakiet pomocy wojskowej dla Ukrainy o wartości 500 mln euro, który obejmował m.in. amunicję krótkiego i średniego zasięgu do systemów obrony powietrznej IRIS-T, drony rozpoznawcze, 1 milion szt. amunicji do broni strzeleckiej, czołgi bojowe Leopard 1 i pojazdy opancerzone Marder 1 oraz części zamienne do systemów artyleryjskich i czołgów Leopard. Ponadto Pistorius oświadczył na konferencji prasowej, że Niemcy rozważą zezwolenie Ukrainie na użycie niemieckiej broni do ataków na cele wojskowe na terytorium Rosji. Prezydent Estonii Alar Karis podpisał ustawę zezwalającą na wykorzystanie zamrożonych rosyjskich aktywów w celu udzielenia pomocy Ukrainie.
Minister spraw zagranicznych Danii Lars Løkke Rasmussen powiedział, że Ukraina będzie mogła użyć duńskich myśliwców F-16 do ataków na cele wojskowe w Rosji, określając to jako mieszczące się w zasadach wojennych. Minister spraw zagranicznych Norwegii Espen Barth Eide powiedział, że zgodnie z prawem międzynarodowym Ukraina ma prawo „zaatakować Rosję na jej terytorium” w granicach obrony swojego terytorium. Prezydent Joe Biden udzielił Ukrainie pozwolenia na użycie broni dostarczonej przez Stany Zjednoczone do ataku na cele wojskowe i jednostki rosyjskie na terytorium Rosji, ale tylko w regionach graniczących z obwodem charkowskim. Według The Washington Post dla uzyskania warunkowego zezwolenia kluczowa była rosyjska ofensywa na Charków. Jednakże używanie amerykańskiej broni dalekiego zasięgu przeciwko celom wojskowym w głębi Rosji pozostawało zabronione.

### 31 maja
Szablon:Galeria
Szablon:Galeria
W opinii ISW siły rosyjskie zrobiły postępy w pobliżu Wołczańska, Awdijiwki i Doniecka. Minister obrony Rosji Andriej Biełousow stwierdził, że siły rosyjskie od początku 2024 roku podbiły 880 km² Ukrainy, dodając, że „dzięki odważnym i profesjonalnym działaniom naszych żołnierzy w tym miesiącu wyzwolono 28 miast”.
Siły Powietrzne Ukrainy podały, że w nocy Rosjanie zaatakowali Ukrainę rakietami i dronami Shahed 136/131, głównie stolicę i Charków. Charków został zaatakowany przez pięć przeciwlotniczych rakiet S-300/S-400 (z obwodu biełgorodzkiego), z kolei Kijów rakietą manewrującą Iskander-K (z obwodu kurskiego), a także wystrzelono cztery drony Shahed (z Jejska). Ukraińska obrona przeciwlotnicza zniszczyła wszystkie drony w obwodach kijowskim, zaporoskim i dniepropetrowskim oraz rakietę Iskander w obwodzie kijowskim. W nocnych rosyjskich atakach rakietowych na rejon nowobawarski w Charkowie zginęło co najmniej siedem osób, a 25 zostało rannych. Gubernator Ołeh Siniehubow powiedział, że siły rosyjskie zaatakowały trzy lokalizacje: wielopiętrowy budynek mieszkalny (częściowo zniszczony), warsztat krawiecki i lokalny sklep. Z kolei szczątki zestrzelonego drona trafiły podstację transformatorową w rejonie hołosijiwskim Kijowa, w wyniku czego wybuchł pożar. Gubernator Wadym Fiłaszkin stwierdził, że wojska rosyjskie czterokrotnie zaatakowały wieś Drobyszewo w obwodzie donieckim, zabijając jedną osobę i raniąc trzy kolejne. W wyniku ataku cztery domy i cztery samochody zostały „całkowicie zniszczone”, a kolejne pięć domów, budynek administracyjny i inne obiekty zostały uszkodzone. Prokuratura obwodu donieckiego podała, że armia rosyjska użyła dwóch bomb kierowanych UMPB D-30 SN do nocnego ataku na Myrnohrad, raniąc co najmniej pięciu cywilów.
SG Ukrainy oświadczył, że wczesnym rankiem przeprowadzono połączony atak rakietowy (za pomocą Neptun) i dronów na przeprawę promową i skład ropy w Porcie Kavkaz na Mierzei Czuszckiej w Kraju Krasnodarskim; przeprawa promowa została zablokowana. Różne źródła podawały, że uszkodzone zostały trzy zbiorniki z ropą i wybuchł pożar. Uszkodzone zostały także inne obiekty w porcie Kavkaz, w tym pociąg i podstacja energetyczna połączona z Mostem Krymskim. Władze rosyjskie podały, że w ataku na skład ropy dwie osoby zostały ranne. W Tatarstanie doszło do próby ataku dwoma dronami „Ljutyj” na przedsiębiorstwo „Kazanorgsintez”.
Prezydent Wołodymyr Zełenski podczas swojej wizyty Sztokholmie w Szwecji podpisał z premierem Ulfem Kristerssonem porozumienie o bezpieczeństwie, obejmujące wsparcie militarne i cywilne Szwecji dla Ukrainy w wysokości co najmniej 9,95 miliardów dolarów na lata 2022–2026. Później Zełenski i premier Bjarni Benediktsson podpisali porozumienie o bezpieczeństwie i długoterminowym wsparciu. Islandia zobowiązała się do zapewnienia Ukrainie wszechstronnego i długoterminowego wsparcia gospodarczego, humanitarnego i obronnego, a także do promowania jej przyszłego członkostwa w UE i NATO. W latach 2024–2028 Islandia przeznaczy co roku co najmniej ok. 30 milionów dolarów. Kraj jest również gotowy finansować, kupować i dostarczać materiały oraz sprzęt wojskowy. Następnie Zełenski i premier Jonas Gahr Støre podpisali porozumienie o bezpieczeństwie i długoterminowym wsparciu. W 2024 roku Norwegia przekaże Ukrainie co najmniej ok. 1,2 miliarda euro pomocy wojskowej. Ogółem Norwegia zainwestowała prawie 6,4 mld euro w wieloletni program wsparcia Ukrainy na lata 2023–2027.
Stany Zjednoczone pozwoliły Ukrainie na użycie rakiet HIMARS, systemów rakietowych GMLRS i artylerii do uderzeń na terytorium FR. Jednak decyzja Bidena nie oznaczała, że USA aprobują ukraińskie ataki dronów na rosyjskie obiekty naftowe. Dzień po tym, jak rząd USA warunkowo zezwolił Ukrainie na użycie amerykańskiej broni przeciwko rosyjskim celom, kanclerz Niemiec Olaf Scholz również zatwierdził użycie niemieckiej broni przeciwko rosyjskim celom w obszarach graniczących z obwodem charkowskim, odnosząc się do prawa do samoobrony zapisanego w prawie międzynarodowym. Jednakże Bild podał, że: „Promień, w jakim armia ukraińska mogła uderzać bronią niemiecką na terytorium Rosji, był niewielki: maksymalna strefa rażenia celów za granicą wynosi nie więcej niż 40 km”. Minister spraw zagranicznych Annalena Baerbock, że Niemcy są gotowe przekazać Ukrainie dodatkowy system przeciwlotniczy Patriot, a niemiecki rząd przeznaczy na pomoc dodatkowe 500 mln euro. Źródła amerykańskie donosiły, że Stany Zjednoczone przekazały Ukrainie „wrażliwe plany” dotyczące ponad 1000 systemów uzbrojenia, aby Ukraina sama mogła budować tę broń w kraju. Minister spraw zagranicznych Hanke Bruins Slot oświadczyła, że Holandia nie sprzeciwi się wykorzystaniu przez Ukrainę holenderskich myśliwców F-16 do ataków na cele wojskowe na terytorium Rosji.
Minister spraw zagranicznych Litwy Gabrielius Landsbergis uważał za konieczne wysłanie wojsk na Ukrainę w związku z obecną eskalacją wojny przez Rosję.
Uczestnicząc w Spotkaniu Ministrów Spraw Zagranicznych NATO w Pradze, minister spraw zagranicznych Radosław Sikorski oświadczył, że zaproponowano utworzenie ukraińskich oddziałów z Ukraińców wówczas mobilizowanych w Polsce, co byłoby bezpieczniejsze i skuteczniejsze niż wysyłanie instruktorów na Ukrainę. Minister cyfryzacji Krzysztof Gawkowski powiedział, że hakerzy związani z rosyjskimi siłami specjalnymi przeprowadzili cyberatak na Polską Agencję Prasową i opublikowali komunikat o częściowej mobilizacji wojskowej, w ramach której 200 tys. Polaków zostanie powołanych do obowiązkowej służby wojskowej i wysłanych na Ukrainę. Jego zdaniem ich celem było opublikowanie fałszywych informacji i oszukanie opinii publicznej przed wyborami do Parlamentu Europejskiego. Z kolei Polska Agencja Prasowa stwierdziła, że nie napisano ani nie opublikowano żadnych istotnych wiadomości.